# Diapsida
Sous-classe ou Clade
Taxons de rang inférieur
- † Araeoscelidia
- Neodiapsida
  - † Kenyasaurus
  - † Lanthanolania
  - † Orovenator
  - † Palaeagama
  - † Saurosternon
  - † Claudiosaurus
  - † Tangasauridae
  - † Ichthyosauromorpha
  - † Weigeltisauridae
  - † Younginiformes
  - † Thalattosauria
  - Sauria
    - Archosauromorpha
    - Lepidosauromorpha

Crâne de diapside qui possède deux paires de fenêtres temporales :
j : jugal ; p : pariétal ; po : postorbitaire ;
q : carré ; qj : quadratojugal ; sq : squamosal
L'arcade supérieure est formée des os po et sq. L'arcade inférieure des os j et qj.

Les diapsides (Diapsida) sont une sous-classe ainsi qu'un clade de tétrapodes amniotes du clade des Sauropsides, qui réunit tous les oiseaux et reptiles actuels. Leur crâne possède, ou possédait dans leur évolution, deux paires de fosses temporales, c'est-à-dire deux ouvertures. Les os temporal et postorbitaire les séparent. Ces ouvertures permettent aux mâchoires de se bloquer en position fermée et ainsi d'avoir plus de force lors d'une morsure.
La question de l'appartenance des tortues aux diapsides est discutée. Traditionnellement, elles en sont exclues, car elles ne portent pas de fosses temporales. Des études morphologiques (menées par différents auteurs) s'accordent cependant pour dire que les tortues seraient des diapsides modifiés, ayant perdu leurs fosses temporales. Les tortues sont, d'un point de vue descriptif, des anapsides (au sens où elles ne possèdent pas ces fosses supérieures et inférieures). Mais, d'un point de vue phylogénétique, on ne peut pas exclure leur appartenance aux diapsides. Ceux-ci incluraient alors tous les « reptiles » actuels et les oiseaux, sans exception.

## Évolution
Les premiers fossiles de diapsides connus datent du Carbonifère supérieur. Certaines espèces de diapsides ont perdu une fosse (lézards), les deux (serpents), ou ont subi une restructuration plus complète du crâne (oiseaux modernes). On a observé aussi sur les fossiles un radius plus long que l'humérus sur la patte antérieure.
C'est le cas de nombreux Dinosaures, Ptérosaures, Plésiosaures, Mosasaures… Squamates, Crocodilia et Oiseaux. On dénombre encore environ 14 600 espèces vivantes dans ce groupe.

## Taxonomie

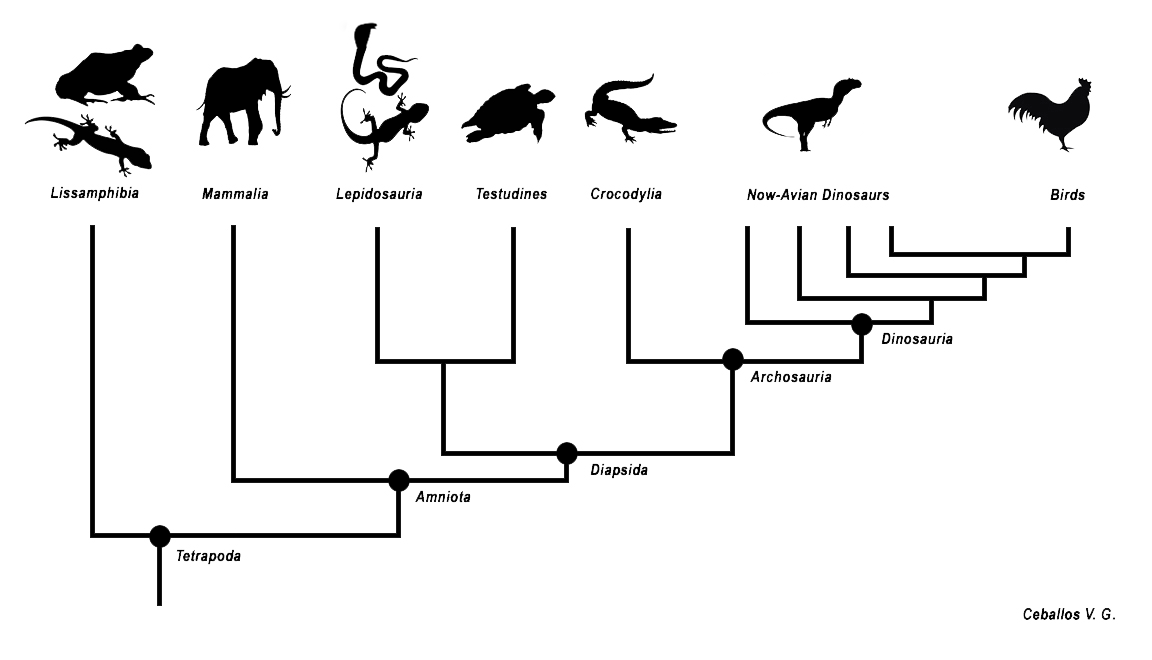
Cladogramme des tétrapodes illustrant la position phylogénétique des diapsides.

Les Euryapsides dont le crâne diffère des diapsides par le nombre de fosses temporales (ou fenêtres temporales) sont à présent classés dans ce taxon. La classification de la plupart des taxons supérieurs est controversée et sujette à modification.
D'après Benton, 2005.
- Sous-classe des DIAPSIDA :
  - Ordre des †Araeoscelidia

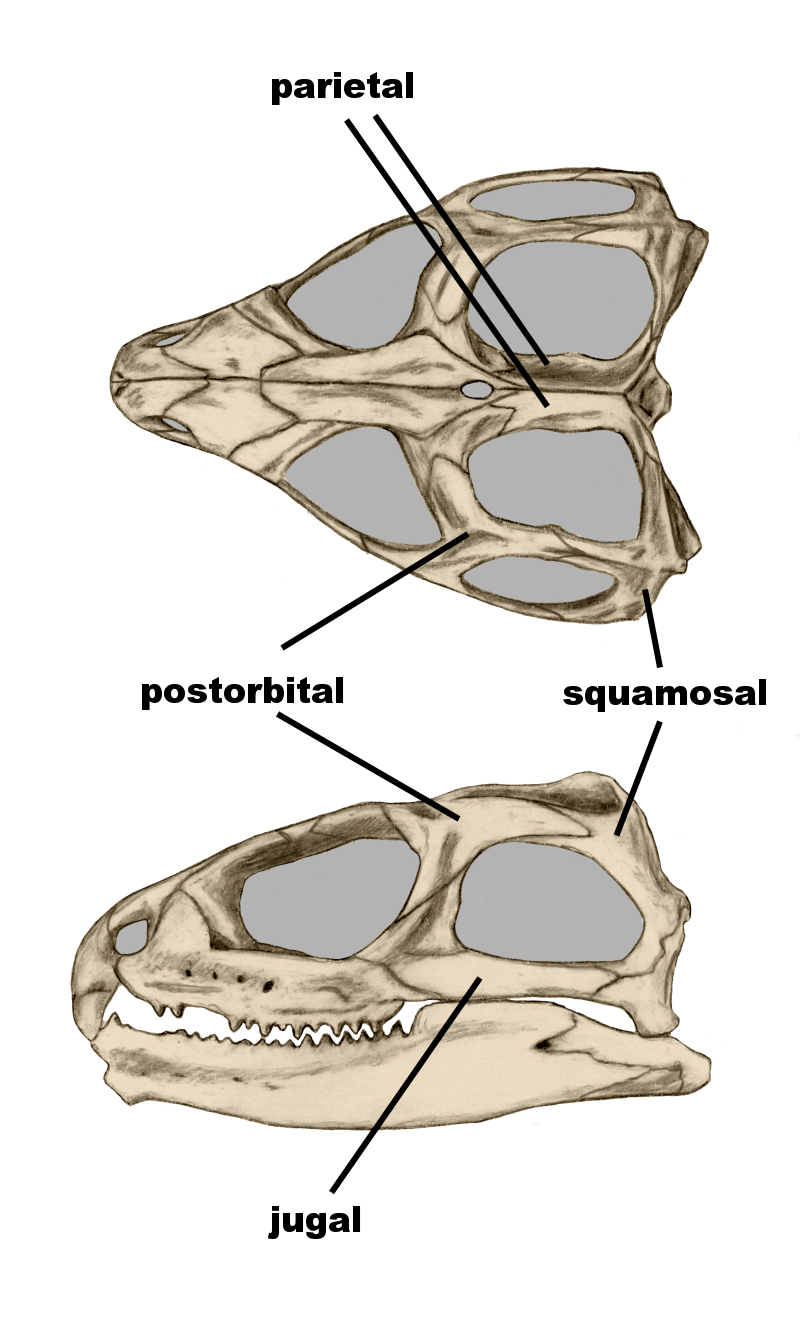
Crâne d'un sphénodon, montrant les deux fenêtres temporales.

  - Ordre des †Thalattosauria, parfois placé dans Sauropterygia
  - Ordre des †Younginiformes
  - Infra-classe des †Ichthyosauromorpha (avec les ichthyosaures)
  - Clade des Sauria (le groupe-couronne des diapsides actuels)
    - Infra-classe des Lepidosauromorpha
      - Super-ordre des Lepidosauria (Sphénodon, lézards, amphisbaenia et serpents)
      - Super-ordre des †Sauropterygia (plésiosaures et apparentés)

    - Infra-classe des Archosauromorpha
      - Ordre des †Choristodera
      - Ordre des †Prolacertiformes
      - Ordre des †Rhynchosauria
      - Ordre des †Trilophosauria
      - Division des Archosauria
        - Sous-division des Avemetatarsalia
          - Ordre des †Pterosauria
          - Super-ordre des Dinosauria (incluant les oiseaux)

        - Sous-division des Pseudosuchia
          - Ordre des †Aetosauria
          - Ordre des †Phytosauria
          - Super-ordre des Crocodylomorpha
            - Ordre des Crocodylia (crocodiliens)

### Phylogénie
Les Araeoscélidiens forment le groupe de diapsides le plus basal connu. Le clade des Neodiapsida inclut tous les diapsides plus proches du groupe-couronne des Sauria que des Araeoscelidia.

Phylogénie des genres et groupes basaux de diapsides, d'après Bickelmann et al., 2009 et Reisz et al., 2011 :
|  | †Palaeagama   |
|  |               |
|  | †Saurosternon |
|  |               |

|  | †Thalattosauria |
|  |                 |
|  | †Ichthyosauria  |
|  |                 |

| Archosauromorpha  | Archosauria (avec les crocodiliens et les oiseaux)       |
|                   | Archosauria (avec les crocodiliens et les oiseaux)       |
| Lepidosauromorpha | Lepidosauria (avec les squamates et les rhynchocéphales) |
|                   | Lepidosauria (avec les squamates et les rhynchocéphales) |

|  | †Thalattosauria |
|  |                 |
|  | †Ichthyosauria  |
|  |                 |

| Archosauromorpha  | Archosauria (avec les crocodiliens et les oiseaux)       |
|                   | Archosauria (avec les crocodiliens et les oiseaux)       |
| Lepidosauromorpha | Lepidosauria (avec les squamates et les rhynchocéphales) |
|                   | Lepidosauria (avec les squamates et les rhynchocéphales) |

|  | †Thalattosauria |
|  |                 |
|  | †Ichthyosauria  |
|  |                 |

| Archosauromorpha  | Archosauria (avec les crocodiliens et les oiseaux)       |
|                   | Archosauria (avec les crocodiliens et les oiseaux)       |
| Lepidosauromorpha | Lepidosauria (avec les squamates et les rhynchocéphales) |
|                   | Lepidosauria (avec les squamates et les rhynchocéphales) |

|  | †Thalattosauria |
|  |                 |
|  | †Ichthyosauria  |
|  |                 |

| Archosauromorpha  | Archosauria (avec les crocodiliens et les oiseaux)       |
|                   | Archosauria (avec les crocodiliens et les oiseaux)       |
| Lepidosauromorpha | Lepidosauria (avec les squamates et les rhynchocéphales) |
|                   | Lepidosauria (avec les squamates et les rhynchocéphales) |

|  | †Palaeagama   |
|  |               |
|  | †Saurosternon |
|  |               |

|  | †Thalattosauria |
|  |                 |
|  | †Ichthyosauria  |
|  |                 |

| Archosauromorpha  | Archosauria (avec les crocodiliens et les oiseaux)       |
|                   | Archosauria (avec les crocodiliens et les oiseaux)       |
| Lepidosauromorpha | Lepidosauria (avec les squamates et les rhynchocéphales) |
|                   | Lepidosauria (avec les squamates et les rhynchocéphales) |

|  | †Thalattosauria |
|  |                 |
|  | †Ichthyosauria  |
|  |                 |

| Archosauromorpha  | Archosauria (avec les crocodiliens et les oiseaux)       |
|                   | Archosauria (avec les crocodiliens et les oiseaux)       |
| Lepidosauromorpha | Lepidosauria (avec les squamates et les rhynchocéphales) |
|                   | Lepidosauria (avec les squamates et les rhynchocéphales) |

|  | †Thalattosauria |
|  |                 |
|  | †Ichthyosauria  |
|  |                 |

| Archosauromorpha  | Archosauria (avec les crocodiliens et les oiseaux)       |
|                   | Archosauria (avec les crocodiliens et les oiseaux)       |
| Lepidosauromorpha | Lepidosauria (avec les squamates et les rhynchocéphales) |
|                   | Lepidosauria (avec les squamates et les rhynchocéphales) |

|  | †Thalattosauria |
|  |                 |
|  | †Ichthyosauria  |
|  |                 |

| Archosauromorpha  | Archosauria (avec les crocodiliens et les oiseaux)       |
|                   | Archosauria (avec les crocodiliens et les oiseaux)       |
| Lepidosauromorpha | Lepidosauria (avec les squamates et les rhynchocéphales) |
|                   | Lepidosauria (avec les squamates et les rhynchocéphales) |

|  | †Palaeagama   |
|  |               |
|  | †Saurosternon |
|  |               |

|  | †Thalattosauria |
|  |                 |
|  | †Ichthyosauria  |
|  |                 |

| Archosauromorpha  | Archosauria (avec les crocodiliens et les oiseaux)       |
|                   | Archosauria (avec les crocodiliens et les oiseaux)       |
| Lepidosauromorpha | Lepidosauria (avec les squamates et les rhynchocéphales) |
|                   | Lepidosauria (avec les squamates et les rhynchocéphales) |

|  | †Thalattosauria |
|  |                 |
|  | †Ichthyosauria  |
|  |                 |

| Archosauromorpha  | Archosauria (avec les crocodiliens et les oiseaux)       |
|                   | Archosauria (avec les crocodiliens et les oiseaux)       |
| Lepidosauromorpha | Lepidosauria (avec les squamates et les rhynchocéphales) |
|                   | Lepidosauria (avec les squamates et les rhynchocéphales) |

|  | †Thalattosauria |
|  |                 |
|  | †Ichthyosauria  |
|  |                 |

| Archosauromorpha  | Archosauria (avec les crocodiliens et les oiseaux)       |
|                   | Archosauria (avec les crocodiliens et les oiseaux)       |
| Lepidosauromorpha | Lepidosauria (avec les squamates et les rhynchocéphales) |
|                   | Lepidosauria (avec les squamates et les rhynchocéphales) |

|  | †Thalattosauria |
|  |                 |
|  | †Ichthyosauria  |
|  |                 |

| Archosauromorpha  | Archosauria (avec les crocodiliens et les oiseaux)       |
|                   | Archosauria (avec les crocodiliens et les oiseaux)       |
| Lepidosauromorpha | Lepidosauria (avec les squamates et les rhynchocéphales) |
|                   | Lepidosauria (avec les squamates et les rhynchocéphales) |

|  | †Palaeagama   |
|  |               |
|  | †Saurosternon |
|  |               |

|  | †Thalattosauria |
|  |                 |
|  | †Ichthyosauria  |
|  |                 |

| Archosauromorpha  | Archosauria (avec les crocodiliens et les oiseaux)       |
|                   | Archosauria (avec les crocodiliens et les oiseaux)       |
| Lepidosauromorpha | Lepidosauria (avec les squamates et les rhynchocéphales) |
|                   | Lepidosauria (avec les squamates et les rhynchocéphales) |

|  | †Thalattosauria |
|  |                 |
|  | †Ichthyosauria  |
|  |                 |

| Archosauromorpha  | Archosauria (avec les crocodiliens et les oiseaux)       |
|                   | Archosauria (avec les crocodiliens et les oiseaux)       |
| Lepidosauromorpha | Lepidosauria (avec les squamates et les rhynchocéphales) |
|                   | Lepidosauria (avec les squamates et les rhynchocéphales) |

|  | †Thalattosauria |
|  |                 |
|  | †Ichthyosauria  |
|  |                 |

| Archosauromorpha  | Archosauria (avec les crocodiliens et les oiseaux)       |
|                   | Archosauria (avec les crocodiliens et les oiseaux)       |
| Lepidosauromorpha | Lepidosauria (avec les squamates et les rhynchocéphales) |
|                   | Lepidosauria (avec les squamates et les rhynchocéphales) |

|  | †Thalattosauria |
|  |                 |
|  | †Ichthyosauria  |
|  |                 |

| Archosauromorpha  | Archosauria (avec les crocodiliens et les oiseaux)       |
|                   | Archosauria (avec les crocodiliens et les oiseaux)       |
| Lepidosauromorpha | Lepidosauria (avec les squamates et les rhynchocéphales) |
|                   | Lepidosauria (avec les squamates et les rhynchocéphales) |

|  | †Palaeagama   |
|  |               |
|  | †Saurosternon |
|  |               |

|  | †Thalattosauria |
|  |                 |
|  | †Ichthyosauria  |
|  |                 |

| Archosauromorpha  | Archosauria (avec les crocodiliens et les oiseaux)       |
|                   | Archosauria (avec les crocodiliens et les oiseaux)       |
| Lepidosauromorpha | Lepidosauria (avec les squamates et les rhynchocéphales) |
|                   | Lepidosauria (avec les squamates et les rhynchocéphales) |

|  | †Thalattosauria |
|  |                 |
|  | †Ichthyosauria  |
|  |                 |

| Archosauromorpha  | Archosauria (avec les crocodiliens et les oiseaux)       |
|                   | Archosauria (avec les crocodiliens et les oiseaux)       |
| Lepidosauromorpha | Lepidosauria (avec les squamates et les rhynchocéphales) |
|                   | Lepidosauria (avec les squamates et les rhynchocéphales) |

|  | †Thalattosauria |
|  |                 |
|  | †Ichthyosauria  |
|  |                 |

| Archosauromorpha  | Archosauria (avec les crocodiliens et les oiseaux)       |
|                   | Archosauria (avec les crocodiliens et les oiseaux)       |
| Lepidosauromorpha | Lepidosauria (avec les squamates et les rhynchocéphales) |
|                   | Lepidosauria (avec les squamates et les rhynchocéphales) |

|  | †Thalattosauria |
|  |                 |
|  | †Ichthyosauria  |
|  |                 |

| Archosauromorpha  | Archosauria (avec les crocodiliens et les oiseaux)       |
|                   | Archosauria (avec les crocodiliens et les oiseaux)       |
| Lepidosauromorpha | Lepidosauria (avec les squamates et les rhynchocéphales) |
|                   | Lepidosauria (avec les squamates et les rhynchocéphales) |

|  | †Palaeagama   |
|  |               |
|  | †Saurosternon |
|  |               |

|  | †Thalattosauria |
|  |                 |
|  | †Ichthyosauria  |
|  |                 |

| Archosauromorpha  | Archosauria (avec les crocodiliens et les oiseaux)       |
|                   | Archosauria (avec les crocodiliens et les oiseaux)       |
| Lepidosauromorpha | Lepidosauria (avec les squamates et les rhynchocéphales) |
|                   | Lepidosauria (avec les squamates et les rhynchocéphales) |

|  | †Thalattosauria |
|  |                 |
|  | †Ichthyosauria  |
|  |                 |

| Archosauromorpha  | Archosauria (avec les crocodiliens et les oiseaux)       |
|                   | Archosauria (avec les crocodiliens et les oiseaux)       |
| Lepidosauromorpha | Lepidosauria (avec les squamates et les rhynchocéphales) |
|                   | Lepidosauria (avec les squamates et les rhynchocéphales) |

|  | †Thalattosauria |
|  |                 |
|  | †Ichthyosauria  |
|  |                 |

| Archosauromorpha  | Archosauria (avec les crocodiliens et les oiseaux)       |
|                   | Archosauria (avec les crocodiliens et les oiseaux)       |
| Lepidosauromorpha | Lepidosauria (avec les squamates et les rhynchocéphales) |
|                   | Lepidosauria (avec les squamates et les rhynchocéphales) |

|  | †Thalattosauria |
|  |                 |
|  | †Ichthyosauria  |
|  |                 |

| Archosauromorpha  | Archosauria (avec les crocodiliens et les oiseaux)       |
|                   | Archosauria (avec les crocodiliens et les oiseaux)       |
| Lepidosauromorpha | Lepidosauria (avec les squamates et les rhynchocéphales) |
|                   | Lepidosauria (avec les squamates et les rhynchocéphales) |

|  | †Palaeagama   |
|  |               |
|  | †Saurosternon |
|  |               |

|  | †Thalattosauria |
|  |                 |
|  | †Ichthyosauria  |
|  |                 |

| Archosauromorpha  | Archosauria (avec les crocodiliens et les oiseaux)       |
|                   | Archosauria (avec les crocodiliens et les oiseaux)       |
| Lepidosauromorpha | Lepidosauria (avec les squamates et les rhynchocéphales) |
|                   | Lepidosauria (avec les squamates et les rhynchocéphales) |

|  | †Thalattosauria |
|  |                 |
|  | †Ichthyosauria  |
|  |                 |

| Archosauromorpha  | Archosauria (avec les crocodiliens et les oiseaux)       |
|                   | Archosauria (avec les crocodiliens et les oiseaux)       |
| Lepidosauromorpha | Lepidosauria (avec les squamates et les rhynchocéphales) |
|                   | Lepidosauria (avec les squamates et les rhynchocéphales) |

|  | †Thalattosauria |
|  |                 |
|  | †Ichthyosauria  |
|  |                 |

| Archosauromorpha  | Archosauria (avec les crocodiliens et les oiseaux)       |
|                   | Archosauria (avec les crocodiliens et les oiseaux)       |
| Lepidosauromorpha | Lepidosauria (avec les squamates et les rhynchocéphales) |
|                   | Lepidosauria (avec les squamates et les rhynchocéphales) |

|  | †Thalattosauria |
|  |                 |
|  | †Ichthyosauria  |
|  |                 |

| Archosauromorpha  | Archosauria (avec les crocodiliens et les oiseaux)       |
|                   | Archosauria (avec les crocodiliens et les oiseaux)       |
| Lepidosauromorpha | Lepidosauria (avec les squamates et les rhynchocéphales) |
|                   | Lepidosauria (avec les squamates et les rhynchocéphales) |

|  | †Palaeagama   |
|  |               |
|  | †Saurosternon |
|  |               |

|  | †Thalattosauria |
|  |                 |
|  | †Ichthyosauria  |
|  |                 |

| Archosauromorpha  | Archosauria (avec les crocodiliens et les oiseaux)       |
|                   | Archosauria (avec les crocodiliens et les oiseaux)       |
| Lepidosauromorpha | Lepidosauria (avec les squamates et les rhynchocéphales) |
|                   | Lepidosauria (avec les squamates et les rhynchocéphales) |

|  | †Thalattosauria |
|  |                 |
|  | †Ichthyosauria  |
|  |                 |

| Archosauromorpha  | Archosauria (avec les crocodiliens et les oiseaux)       |
|                   | Archosauria (avec les crocodiliens et les oiseaux)       |
| Lepidosauromorpha | Lepidosauria (avec les squamates et les rhynchocéphales) |
|                   | Lepidosauria (avec les squamates et les rhynchocéphales) |

|  | †Thalattosauria |
|  |                 |
|  | †Ichthyosauria  |
|  |                 |

| Archosauromorpha  | Archosauria (avec les crocodiliens et les oiseaux)       |
|                   | Archosauria (avec les crocodiliens et les oiseaux)       |
| Lepidosauromorpha | Lepidosauria (avec les squamates et les rhynchocéphales) |
|                   | Lepidosauria (avec les squamates et les rhynchocéphales) |

|  | †Thalattosauria |
|  |                 |
|  | †Ichthyosauria  |
|  |                 |

| Archosauromorpha  | Archosauria (avec les crocodiliens et les oiseaux)       |
|                   | Archosauria (avec les crocodiliens et les oiseaux)       |
| Lepidosauromorpha | Lepidosauria (avec les squamates et les rhynchocéphales) |
|                   | Lepidosauria (avec les squamates et les rhynchocéphales) |

|  | †Palaeagama   |
|  |               |
|  | †Saurosternon |
|  |               |

|  | †Thalattosauria |
|  |                 |
|  | †Ichthyosauria  |
|  |                 |

| Archosauromorpha  | Archosauria (avec les crocodiliens et les oiseaux)       |
|                   | Archosauria (avec les crocodiliens et les oiseaux)       |
| Lepidosauromorpha | Lepidosauria (avec les squamates et les rhynchocéphales) |
|                   | Lepidosauria (avec les squamates et les rhynchocéphales) |

|  | †Thalattosauria |
|  |                 |
|  | †Ichthyosauria  |
|  |                 |

| Archosauromorpha  | Archosauria (avec les crocodiliens et les oiseaux)       |
|                   | Archosauria (avec les crocodiliens et les oiseaux)       |
| Lepidosauromorpha | Lepidosauria (avec les squamates et les rhynchocéphales) |
|                   | Lepidosauria (avec les squamates et les rhynchocéphales) |

|  | †Thalattosauria |
|  |                 |
|  | †Ichthyosauria  |
|  |                 |

| Archosauromorpha  | Archosauria (avec les crocodiliens et les oiseaux)       |
|                   | Archosauria (avec les crocodiliens et les oiseaux)       |
| Lepidosauromorpha | Lepidosauria (avec les squamates et les rhynchocéphales) |
|                   | Lepidosauria (avec les squamates et les rhynchocéphales) |

|  | †Thalattosauria |
|  |                 |
|  | †Ichthyosauria  |
|  |                 |

| Archosauromorpha  | Archosauria (avec les crocodiliens et les oiseaux)       |
|                   | Archosauria (avec les crocodiliens et les oiseaux)       |
| Lepidosauromorpha | Lepidosauria (avec les squamates et les rhynchocéphales) |
|                   | Lepidosauria (avec les squamates et les rhynchocéphales) |

|  | †Palaeagama   |
|  |               |
|  | †Saurosternon |
|  |               |

|  | †Thalattosauria |
|  |                 |
|  | †Ichthyosauria  |
|  |                 |

| Archosauromorpha  | Archosauria (avec les crocodiliens et les oiseaux)       |
|                   | Archosauria (avec les crocodiliens et les oiseaux)       |
| Lepidosauromorpha | Lepidosauria (avec les squamates et les rhynchocéphales) |
|                   | Lepidosauria (avec les squamates et les rhynchocéphales) |

|  | †Thalattosauria |
|  |                 |
|  | †Ichthyosauria  |
|  |                 |

| Archosauromorpha  | Archosauria (avec les crocodiliens et les oiseaux)       |
|                   | Archosauria (avec les crocodiliens et les oiseaux)       |
| Lepidosauromorpha | Lepidosauria (avec les squamates et les rhynchocéphales) |
|                   | Lepidosauria (avec les squamates et les rhynchocéphales) |

|  | †Thalattosauria |
|  |                 |
|  | †Ichthyosauria  |
|  |                 |

| Archosauromorpha  | Archosauria (avec les crocodiliens et les oiseaux)       |
|                   | Archosauria (avec les crocodiliens et les oiseaux)       |
| Lepidosauromorpha | Lepidosauria (avec les squamates et les rhynchocéphales) |
|                   | Lepidosauria (avec les squamates et les rhynchocéphales) |

|  | †Thalattosauria |
|  |                 |
|  | †Ichthyosauria  |
|  |                 |

| Archosauromorpha  | Archosauria (avec les crocodiliens et les oiseaux)       |
|                   | Archosauria (avec les crocodiliens et les oiseaux)       |
| Lepidosauromorpha | Lepidosauria (avec les squamates et les rhynchocéphales) |
|                   | Lepidosauria (avec les squamates et les rhynchocéphales) |

|  | †Palaeagama   |
|  |               |
|  | †Saurosternon |
|  |               |

|  | †Thalattosauria |
|  |                 |
|  | †Ichthyosauria  |
|  |                 |

| Archosauromorpha  | Archosauria (avec les crocodiliens et les oiseaux)       |
|                   | Archosauria (avec les crocodiliens et les oiseaux)       |
| Lepidosauromorpha | Lepidosauria (avec les squamates et les rhynchocéphales) |
|                   | Lepidosauria (avec les squamates et les rhynchocéphales) |

|  | †Thalattosauria |
|  |                 |
|  | †Ichthyosauria  |
|  |                 |

| Archosauromorpha  | Archosauria (avec les crocodiliens et les oiseaux)       |
|                   | Archosauria (avec les crocodiliens et les oiseaux)       |
| Lepidosauromorpha | Lepidosauria (avec les squamates et les rhynchocéphales) |
|                   | Lepidosauria (avec les squamates et les rhynchocéphales) |

|  | †Thalattosauria |
|  |                 |
|  | †Ichthyosauria  |
|  |                 |

| Archosauromorpha  | Archosauria (avec les crocodiliens et les oiseaux)       |
|                   | Archosauria (avec les crocodiliens et les oiseaux)       |
| Lepidosauromorpha | Lepidosauria (avec les squamates et les rhynchocéphales) |
|                   | Lepidosauria (avec les squamates et les rhynchocéphales) |

|  | †Thalattosauria |
|  |                 |
|  | †Ichthyosauria  |
|  |                 |

| Archosauromorpha  | Archosauria (avec les crocodiliens et les oiseaux)       |
|                   | Archosauria (avec les crocodiliens et les oiseaux)       |
| Lepidosauromorpha | Lepidosauria (avec les squamates et les rhynchocéphales) |
|                   | Lepidosauria (avec les squamates et les rhynchocéphales) |

|  | †Palaeagama   |
|  |               |
|  | †Saurosternon |
|  |               |

|  | †Thalattosauria |
|  |                 |
|  | †Ichthyosauria  |
|  |                 |

| Archosauromorpha  | Archosauria (avec les crocodiliens et les oiseaux)       |
|                   | Archosauria (avec les crocodiliens et les oiseaux)       |
| Lepidosauromorpha | Lepidosauria (avec les squamates et les rhynchocéphales) |
|                   | Lepidosauria (avec les squamates et les rhynchocéphales) |

|  | †Thalattosauria |
|  |                 |
|  | †Ichthyosauria  |
|  |                 |

| Archosauromorpha  | Archosauria (avec les crocodiliens et les oiseaux)       |
|                   | Archosauria (avec les crocodiliens et les oiseaux)       |
| Lepidosauromorpha | Lepidosauria (avec les squamates et les rhynchocéphales) |
|                   | Lepidosauria (avec les squamates et les rhynchocéphales) |

|  | †Thalattosauria |
|  |                 |
|  | †Ichthyosauria  |
|  |                 |

| Archosauromorpha  | Archosauria (avec les crocodiliens et les oiseaux)       |
|                   | Archosauria (avec les crocodiliens et les oiseaux)       |
| Lepidosauromorpha | Lepidosauria (avec les squamates et les rhynchocéphales) |
|                   | Lepidosauria (avec les squamates et les rhynchocéphales) |

|  | †Thalattosauria |
|  |                 |
|  | †Ichthyosauria  |
|  |                 |

| Archosauromorpha  | Archosauria (avec les crocodiliens et les oiseaux)       |
|                   | Archosauria (avec les crocodiliens et les oiseaux)       |
| Lepidosauromorpha | Lepidosauria (avec les squamates et les rhynchocéphales) |
|                   | Lepidosauria (avec les squamates et les rhynchocéphales) |

|  | †Palaeagama   |
|  |               |
|  | †Saurosternon |
|  |               |

|  | †Thalattosauria |
|  |                 |
|  | †Ichthyosauria  |
|  |                 |

| Archosauromorpha  | Archosauria (avec les crocodiliens et les oiseaux)       |
|                   | Archosauria (avec les crocodiliens et les oiseaux)       |
| Lepidosauromorpha | Lepidosauria (avec les squamates et les rhynchocéphales) |
|                   | Lepidosauria (avec les squamates et les rhynchocéphales) |

|  | †Thalattosauria |
|  |                 |
|  | †Ichthyosauria  |
|  |                 |

| Archosauromorpha  | Archosauria (avec les crocodiliens et les oiseaux)       |
|                   | Archosauria (avec les crocodiliens et les oiseaux)       |
| Lepidosauromorpha | Lepidosauria (avec les squamates et les rhynchocéphales) |
|                   | Lepidosauria (avec les squamates et les rhynchocéphales) |

|  | †Thalattosauria |
|  |                 |
|  | †Ichthyosauria  |
|  |                 |

| Archosauromorpha  | Archosauria (avec les crocodiliens et les oiseaux)       |
|                   | Archosauria (avec les crocodiliens et les oiseaux)       |
| Lepidosauromorpha | Lepidosauria (avec les squamates et les rhynchocéphales) |
|                   | Lepidosauria (avec les squamates et les rhynchocéphales) |

|  | †Thalattosauria |
|  |                 |
|  | †Ichthyosauria  |
|  |                 |

| Archosauromorpha  | Archosauria (avec les crocodiliens et les oiseaux)       |
|                   | Archosauria (avec les crocodiliens et les oiseaux)       |
| Lepidosauromorpha | Lepidosauria (avec les squamates et les rhynchocéphales) |
|                   | Lepidosauria (avec les squamates et les rhynchocéphales) |

|  | †Palaeagama   |
|  |               |
|  | †Saurosternon |
|  |               |

|  | †Thalattosauria |
|  |                 |
|  | †Ichthyosauria  |
|  |                 |

| Archosauromorpha  | Archosauria (avec les crocodiliens et les oiseaux)       |
|                   | Archosauria (avec les crocodiliens et les oiseaux)       |
| Lepidosauromorpha | Lepidosauria (avec les squamates et les rhynchocéphales) |
|                   | Lepidosauria (avec les squamates et les rhynchocéphales) |

|  | †Thalattosauria |
|  |                 |
|  | †Ichthyosauria  |
|  |                 |

| Archosauromorpha  | Archosauria (avec les crocodiliens et les oiseaux)       |
|                   | Archosauria (avec les crocodiliens et les oiseaux)       |
| Lepidosauromorpha | Lepidosauria (avec les squamates et les rhynchocéphales) |
|                   | Lepidosauria (avec les squamates et les rhynchocéphales) |

|  | †Thalattosauria |
|  |                 |
|  | †Ichthyosauria  |
|  |                 |

| Archosauromorpha  | Archosauria (avec les crocodiliens et les oiseaux)       |
|                   | Archosauria (avec les crocodiliens et les oiseaux)       |
| Lepidosauromorpha | Lepidosauria (avec les squamates et les rhynchocéphales) |
|                   | Lepidosauria (avec les squamates et les rhynchocéphales) |

|  | †Thalattosauria |
|  |                 |
|  | †Ichthyosauria  |
|  |                 |

| Archosauromorpha  | Archosauria (avec les crocodiliens et les oiseaux)       |
|                   | Archosauria (avec les crocodiliens et les oiseaux)       |
| Lepidosauromorpha | Lepidosauria (avec les squamates et les rhynchocéphales) |
|                   | Lepidosauria (avec les squamates et les rhynchocéphales) |

|  | †Palaeagama   |
|  |               |
|  | †Saurosternon |
|  |               |

|  | †Thalattosauria |
|  |                 |
|  | †Ichthyosauria  |
|  |                 |

| Archosauromorpha  | Archosauria (avec les crocodiliens et les oiseaux)       |
|                   | Archosauria (avec les crocodiliens et les oiseaux)       |
| Lepidosauromorpha | Lepidosauria (avec les squamates et les rhynchocéphales) |
|                   | Lepidosauria (avec les squamates et les rhynchocéphales) |

|  | †Thalattosauria |
|  |                 |
|  | †Ichthyosauria  |
|  |                 |

| Archosauromorpha  | Archosauria (avec les crocodiliens et les oiseaux)       |
|                   | Archosauria (avec les crocodiliens et les oiseaux)       |
| Lepidosauromorpha | Lepidosauria (avec les squamates et les rhynchocéphales) |
|                   | Lepidosauria (avec les squamates et les rhynchocéphales) |

|  | †Thalattosauria |
|  |                 |
|  | †Ichthyosauria  |
|  |                 |

| Archosauromorpha  | Archosauria (avec les crocodiliens et les oiseaux)       |
|                   | Archosauria (avec les crocodiliens et les oiseaux)       |
| Lepidosauromorpha | Lepidosauria (avec les squamates et les rhynchocéphales) |
|                   | Lepidosauria (avec les squamates et les rhynchocéphales) |

|  | †Thalattosauria |
|  |                 |
|  | †Ichthyosauria  |
|  |                 |

| Archosauromorpha  | Archosauria (avec les crocodiliens et les oiseaux)       |
|                   | Archosauria (avec les crocodiliens et les oiseaux)       |
| Lepidosauromorpha | Lepidosauria (avec les squamates et les rhynchocéphales) |
|                   | Lepidosauria (avec les squamates et les rhynchocéphales) |

|  | †Palaeagama   |
|  |               |
|  | †Saurosternon |
|  |               |

|  | †Thalattosauria |
|  |                 |
|  | †Ichthyosauria  |
|  |                 |

| Archosauromorpha  | Archosauria (avec les crocodiliens et les oiseaux)       |
|                   | Archosauria (avec les crocodiliens et les oiseaux)       |
| Lepidosauromorpha | Lepidosauria (avec les squamates et les rhynchocéphales) |
|                   | Lepidosauria (avec les squamates et les rhynchocéphales) |

|  | †Thalattosauria |
|  |                 |
|  | †Ichthyosauria  |
|  |                 |

| Archosauromorpha  | Archosauria (avec les crocodiliens et les oiseaux)       |
|                   | Archosauria (avec les crocodiliens et les oiseaux)       |
| Lepidosauromorpha | Lepidosauria (avec les squamates et les rhynchocéphales) |
|                   | Lepidosauria (avec les squamates et les rhynchocéphales) |

|  | †Thalattosauria |
|  |                 |
|  | †Ichthyosauria  |
|  |                 |

| Archosauromorpha  | Archosauria (avec les crocodiliens et les oiseaux)       |
|                   | Archosauria (avec les crocodiliens et les oiseaux)       |
| Lepidosauromorpha | Lepidosauria (avec les squamates et les rhynchocéphales) |
|                   | Lepidosauria (avec les squamates et les rhynchocéphales) |

|  | †Thalattosauria |
|  |                 |
|  | †Ichthyosauria  |
|  |                 |

| Archosauromorpha  | Archosauria (avec les crocodiliens et les oiseaux)       |
|                   | Archosauria (avec les crocodiliens et les oiseaux)       |
| Lepidosauromorpha | Lepidosauria (avec les squamates et les rhynchocéphales) |
|                   | Lepidosauria (avec les squamates et les rhynchocéphales) |

|  | †Palaeagama   |
|  |               |
|  | †Saurosternon |
|  |               |

|  | †Thalattosauria |
|  |                 |
|  | †Ichthyosauria  |
|  |                 |

| Archosauromorpha  | Archosauria (avec les crocodiliens et les oiseaux)       |
|                   | Archosauria (avec les crocodiliens et les oiseaux)       |
| Lepidosauromorpha | Lepidosauria (avec les squamates et les rhynchocéphales) |
|                   | Lepidosauria (avec les squamates et les rhynchocéphales) |

|  | †Thalattosauria |
|  |                 |
|  | †Ichthyosauria  |
|  |                 |

| Archosauromorpha  | Archosauria (avec les crocodiliens et les oiseaux)       |
|                   | Archosauria (avec les crocodiliens et les oiseaux)       |
| Lepidosauromorpha | Lepidosauria (avec les squamates et les rhynchocéphales) |
|                   | Lepidosauria (avec les squamates et les rhynchocéphales) |

|  | †Thalattosauria |
|  |                 |
|  | †Ichthyosauria  |
|  |                 |

| Archosauromorpha  | Archosauria (avec les crocodiliens et les oiseaux)       |
|                   | Archosauria (avec les crocodiliens et les oiseaux)       |
| Lepidosauromorpha | Lepidosauria (avec les squamates et les rhynchocéphales) |
|                   | Lepidosauria (avec les squamates et les rhynchocéphales) |

|  | †Thalattosauria |
|  |                 |
|  | †Ichthyosauria  |
|  |                 |

| Archosauromorpha  | Archosauria (avec les crocodiliens et les oiseaux)       |
|                   | Archosauria (avec les crocodiliens et les oiseaux)       |
| Lepidosauromorpha | Lepidosauria (avec les squamates et les rhynchocéphales) |
|                   | Lepidosauria (avec les squamates et les rhynchocéphales) |

|  | †Palaeagama   |
|  |               |
|  | †Saurosternon |
|  |               |

|  | †Thalattosauria |
|  |                 |
|  | †Ichthyosauria  |
|  |                 |

| Archosauromorpha  | Archosauria (avec les crocodiliens et les oiseaux)       |
|                   | Archosauria (avec les crocodiliens et les oiseaux)       |
| Lepidosauromorpha | Lepidosauria (avec les squamates et les rhynchocéphales) |
|                   | Lepidosauria (avec les squamates et les rhynchocéphales) |

|  | †Thalattosauria |
|  |                 |
|  | †Ichthyosauria  |
|  |                 |

| Archosauromorpha  | Archosauria (avec les crocodiliens et les oiseaux)       |
|                   | Archosauria (avec les crocodiliens et les oiseaux)       |
| Lepidosauromorpha | Lepidosauria (avec les squamates et les rhynchocéphales) |
|                   | Lepidosauria (avec les squamates et les rhynchocéphales) |

|  | †Thalattosauria |
|  |                 |
|  | †Ichthyosauria  |
|  |                 |

| Archosauromorpha  | Archosauria (avec les crocodiliens et les oiseaux)       |
|                   | Archosauria (avec les crocodiliens et les oiseaux)       |
| Lepidosauromorpha | Lepidosauria (avec les squamates et les rhynchocéphales) |
|                   | Lepidosauria (avec les squamates et les rhynchocéphales) |

|  | †Thalattosauria |
|  |                 |
|  | †Ichthyosauria  |
|  |                 |

| Archosauromorpha  | Archosauria (avec les crocodiliens et les oiseaux)       |
|                   | Archosauria (avec les crocodiliens et les oiseaux)       |
| Lepidosauromorpha | Lepidosauria (avec les squamates et les rhynchocéphales) |
|                   | Lepidosauria (avec les squamates et les rhynchocéphales) |

|  | †Palaeagama   |
|  |               |
|  | †Saurosternon |
|  |               |

|  | †Thalattosauria |
|  |                 |
|  | †Ichthyosauria  |
|  |                 |

| Archosauromorpha  | Archosauria (avec les crocodiliens et les oiseaux)       |
|                   | Archosauria (avec les crocodiliens et les oiseaux)       |
| Lepidosauromorpha | Lepidosauria (avec les squamates et les rhynchocéphales) |
|                   | Lepidosauria (avec les squamates et les rhynchocéphales) |

|  | †Thalattosauria |
|  |                 |
|  | †Ichthyosauria  |
|  |                 |

| Archosauromorpha  | Archosauria (avec les crocodiliens et les oiseaux)       |
|                   | Archosauria (avec les crocodiliens et les oiseaux)       |
| Lepidosauromorpha | Lepidosauria (avec les squamates et les rhynchocéphales) |
|                   | Lepidosauria (avec les squamates et les rhynchocéphales) |

|  | †Thalattosauria |
|  |                 |
|  | †Ichthyosauria  |
|  |                 |

| Archosauromorpha  | Archosauria (avec les crocodiliens et les oiseaux)       |
|                   | Archosauria (avec les crocodiliens et les oiseaux)       |
| Lepidosauromorpha | Lepidosauria (avec les squamates et les rhynchocéphales) |
|                   | Lepidosauria (avec les squamates et les rhynchocéphales) |

|  | †Thalattosauria |
|  |                 |
|  | †Ichthyosauria  |
|  |                 |

| Archosauromorpha  | Archosauria (avec les crocodiliens et les oiseaux)       |
|                   | Archosauria (avec les crocodiliens et les oiseaux)       |
| Lepidosauromorpha | Lepidosauria (avec les squamates et les rhynchocéphales) |
|                   | Lepidosauria (avec les squamates et les rhynchocéphales) |

|  | †Palaeagama   |
|  |               |
|  | †Saurosternon |
|  |               |

|  | †Thalattosauria |
|  |                 |
|  | †Ichthyosauria  |
|  |                 |

| Archosauromorpha  | Archosauria (avec les crocodiliens et les oiseaux)       |
|                   | Archosauria (avec les crocodiliens et les oiseaux)       |
| Lepidosauromorpha | Lepidosauria (avec les squamates et les rhynchocéphales) |
|                   | Lepidosauria (avec les squamates et les rhynchocéphales) |

|  | †Thalattosauria |
|  |                 |
|  | †Ichthyosauria  |
|  |                 |

| Archosauromorpha  | Archosauria (avec les crocodiliens et les oiseaux)       |
|                   | Archosauria (avec les crocodiliens et les oiseaux)       |
| Lepidosauromorpha | Lepidosauria (avec les squamates et les rhynchocéphales) |
|                   | Lepidosauria (avec les squamates et les rhynchocéphales) |

|  | †Thalattosauria |
|  |                 |
|  | †Ichthyosauria  |
|  |                 |

| Archosauromorpha  | Archosauria (avec les crocodiliens et les oiseaux)       |
|                   | Archosauria (avec les crocodiliens et les oiseaux)       |
| Lepidosauromorpha | Lepidosauria (avec les squamates et les rhynchocéphales) |
|                   | Lepidosauria (avec les squamates et les rhynchocéphales) |

|  | †Thalattosauria |
|  |                 |
|  | †Ichthyosauria  |
|  |                 |

| Archosauromorpha  | Archosauria (avec les crocodiliens et les oiseaux)       |
|                   | Archosauria (avec les crocodiliens et les oiseaux)       |
| Lepidosauromorpha | Lepidosauria (avec les squamates et les rhynchocéphales) |
|                   | Lepidosauria (avec les squamates et les rhynchocéphales) |

|  | †Palaeagama   |
|  |               |
|  | †Saurosternon |
|  |               |

|  | †Thalattosauria |
|  |                 |
|  | †Ichthyosauria  |
|  |                 |

| Archosauromorpha  | Archosauria (avec les crocodiliens et les oiseaux)       |
|                   | Archosauria (avec les crocodiliens et les oiseaux)       |
| Lepidosauromorpha | Lepidosauria (avec les squamates et les rhynchocéphales) |
|                   | Lepidosauria (avec les squamates et les rhynchocéphales) |

|  | †Thalattosauria |
|  |                 |
|  | †Ichthyosauria  |
|  |                 |

| Archosauromorpha  | Archosauria (avec les crocodiliens et les oiseaux)       |
|                   | Archosauria (avec les crocodiliens et les oiseaux)       |
| Lepidosauromorpha | Lepidosauria (avec les squamates et les rhynchocéphales) |
|                   | Lepidosauria (avec les squamates et les rhynchocéphales) |

|  | †Thalattosauria |
|  |                 |
|  | †Ichthyosauria  |
|  |                 |

| Archosauromorpha  | Archosauria (avec les crocodiliens et les oiseaux)       |
|                   | Archosauria (avec les crocodiliens et les oiseaux)       |
| Lepidosauromorpha | Lepidosauria (avec les squamates et les rhynchocéphales) |
|                   | Lepidosauria (avec les squamates et les rhynchocéphales) |

|  | †Thalattosauria |
|  |                 |
|  | †Ichthyosauria  |
|  |                 |

| Archosauromorpha  | Archosauria (avec les crocodiliens et les oiseaux)       |
|                   | Archosauria (avec les crocodiliens et les oiseaux)       |
| Lepidosauromorpha | Lepidosauria (avec les squamates et les rhynchocéphales) |
|                   | Lepidosauria (avec les squamates et les rhynchocéphales) |

|  | †Palaeagama   |
|  |               |
|  | †Saurosternon |
|  |               |

|  | †Thalattosauria |
|  |                 |
|  | †Ichthyosauria  |
|  |                 |

| Archosauromorpha  | Archosauria (avec les crocodiliens et les oiseaux)       |
|                   | Archosauria (avec les crocodiliens et les oiseaux)       |
| Lepidosauromorpha | Lepidosauria (avec les squamates et les rhynchocéphales) |
|                   | Lepidosauria (avec les squamates et les rhynchocéphales) |

|  | †Thalattosauria |
|  |                 |
|  | †Ichthyosauria  |
|  |                 |

| Archosauromorpha  | Archosauria (avec les crocodiliens et les oiseaux)       |
|                   | Archosauria (avec les crocodiliens et les oiseaux)       |
| Lepidosauromorpha | Lepidosauria (avec les squamates et les rhynchocéphales) |
|                   | Lepidosauria (avec les squamates et les rhynchocéphales) |

|  | †Thalattosauria |
|  |                 |
|  | †Ichthyosauria  |
|  |                 |

| Archosauromorpha  | Archosauria (avec les crocodiliens et les oiseaux)       |
|                   | Archosauria (avec les crocodiliens et les oiseaux)       |
| Lepidosauromorpha | Lepidosauria (avec les squamates et les rhynchocéphales) |
|                   | Lepidosauria (avec les squamates et les rhynchocéphales) |

|  | †Thalattosauria |
|  |                 |
|  | †Ichthyosauria  |
|  |                 |

| Archosauromorpha  | Archosauria (avec les crocodiliens et les oiseaux)       |
|                   | Archosauria (avec les crocodiliens et les oiseaux)       |
| Lepidosauromorpha | Lepidosauria (avec les squamates et les rhynchocéphales) |
|                   | Lepidosauria (avec les squamates et les rhynchocéphales) |

|  | †Palaeagama   |
|  |               |
|  | †Saurosternon |
|  |               |

|  | †Thalattosauria |
|  |                 |
|  | †Ichthyosauria  |
|  |                 |

| Archosauromorpha  | Archosauria (avec les crocodiliens et les oiseaux)       |
|                   | Archosauria (avec les crocodiliens et les oiseaux)       |
| Lepidosauromorpha | Lepidosauria (avec les squamates et les rhynchocéphales) |
|                   | Lepidosauria (avec les squamates et les rhynchocéphales) |

|  | †Thalattosauria |
|  |                 |
|  | †Ichthyosauria  |
|  |                 |

| Archosauromorpha  | Archosauria (avec les crocodiliens et les oiseaux)       |
|                   | Archosauria (avec les crocodiliens et les oiseaux)       |
| Lepidosauromorpha | Lepidosauria (avec les squamates et les rhynchocéphales) |
|                   | Lepidosauria (avec les squamates et les rhynchocéphales) |

|  | †Thalattosauria |
|  |                 |
|  | †Ichthyosauria  |
|  |                 |

| Archosauromorpha  | Archosauria (avec les crocodiliens et les oiseaux)       |
|                   | Archosauria (avec les crocodiliens et les oiseaux)       |
| Lepidosauromorpha | Lepidosauria (avec les squamates et les rhynchocéphales) |
|                   | Lepidosauria (avec les squamates et les rhynchocéphales) |

|  | †Thalattosauria |
|  |                 |
|  | †Ichthyosauria  |
|  |                 |

| Archosauromorpha  | Archosauria (avec les crocodiliens et les oiseaux)       |
|                   | Archosauria (avec les crocodiliens et les oiseaux)       |
| Lepidosauromorpha | Lepidosauria (avec les squamates et les rhynchocéphales) |
|                   | Lepidosauria (avec les squamates et les rhynchocéphales) |

|  | †Palaeagama   |
|  |               |
|  | †Saurosternon |
|  |               |

|  | †Thalattosauria |
|  |                 |
|  | †Ichthyosauria  |
|  |                 |

| Archosauromorpha  | Archosauria (avec les crocodiliens et les oiseaux)       |
|                   | Archosauria (avec les crocodiliens et les oiseaux)       |
| Lepidosauromorpha | Lepidosauria (avec les squamates et les rhynchocéphales) |
|                   | Lepidosauria (avec les squamates et les rhynchocéphales) |

|  | †Thalattosauria |
|  |                 |
|  | †Ichthyosauria  |
|  |                 |

| Archosauromorpha  | Archosauria (avec les crocodiliens et les oiseaux)       |
|                   | Archosauria (avec les crocodiliens et les oiseaux)       |
| Lepidosauromorpha | Lepidosauria (avec les squamates et les rhynchocéphales) |
|                   | Lepidosauria (avec les squamates et les rhynchocéphales) |

|  | †Thalattosauria |
|  |                 |
|  | †Ichthyosauria  |
|  |                 |

| Archosauromorpha  | Archosauria (avec les crocodiliens et les oiseaux)       |
|                   | Archosauria (avec les crocodiliens et les oiseaux)       |
| Lepidosauromorpha | Lepidosauria (avec les squamates et les rhynchocéphales) |
|                   | Lepidosauria (avec les squamates et les rhynchocéphales) |

|  | †Thalattosauria |
|  |                 |
|  | †Ichthyosauria  |
|  |                 |

| Archosauromorpha  | Archosauria (avec les crocodiliens et les oiseaux)       |
|                   | Archosauria (avec les crocodiliens et les oiseaux)       |
| Lepidosauromorpha | Lepidosauria (avec les squamates et les rhynchocéphales) |
|                   | Lepidosauria (avec les squamates et les rhynchocéphales) |

|  | †Palaeagama   |
|  |               |
|  | †Saurosternon |
|  |               |

|  | †Thalattosauria |
|  |                 |
|  | †Ichthyosauria  |
|  |                 |

| Archosauromorpha  | Archosauria (avec les crocodiliens et les oiseaux)       |
|                   | Archosauria (avec les crocodiliens et les oiseaux)       |
| Lepidosauromorpha | Lepidosauria (avec les squamates et les rhynchocéphales) |
|                   | Lepidosauria (avec les squamates et les rhynchocéphales) |

|  | †Thalattosauria |
|  |                 |
|  | †Ichthyosauria  |
|  |                 |

| Archosauromorpha  | Archosauria (avec les crocodiliens et les oiseaux)       |
|                   | Archosauria (avec les crocodiliens et les oiseaux)       |
| Lepidosauromorpha | Lepidosauria (avec les squamates et les rhynchocéphales) |
|                   | Lepidosauria (avec les squamates et les rhynchocéphales) |

|  | †Thalattosauria |
|  |                 |
|  | †Ichthyosauria  |
|  |                 |

| Archosauromorpha  | Archosauria (avec les crocodiliens et les oiseaux)       |
|                   | Archosauria (avec les crocodiliens et les oiseaux)       |
| Lepidosauromorpha | Lepidosauria (avec les squamates et les rhynchocéphales) |
|                   | Lepidosauria (avec les squamates et les rhynchocéphales) |

|  | †Thalattosauria |
|  |                 |
|  | †Ichthyosauria  |
|  |                 |

| Archosauromorpha  | Archosauria (avec les crocodiliens et les oiseaux)       |
|                   | Archosauria (avec les crocodiliens et les oiseaux)       |
| Lepidosauromorpha | Lepidosauria (avec les squamates et les rhynchocéphales) |
|                   | Lepidosauria (avec les squamates et les rhynchocéphales) |

|  | †Palaeagama   |
|  |               |
|  | †Saurosternon |
|  |               |

|  | †Thalattosauria |
|  |                 |
|  | †Ichthyosauria  |
|  |                 |

| Archosauromorpha  | Archosauria (avec les crocodiliens et les oiseaux)       |
|                   | Archosauria (avec les crocodiliens et les oiseaux)       |
| Lepidosauromorpha | Lepidosauria (avec les squamates et les rhynchocéphales) |
|                   | Lepidosauria (avec les squamates et les rhynchocéphales) |

|  | †Thalattosauria |
|  |                 |
|  | †Ichthyosauria  |
|  |                 |

| Archosauromorpha  | Archosauria (avec les crocodiliens et les oiseaux)       |
|                   | Archosauria (avec les crocodiliens et les oiseaux)       |
| Lepidosauromorpha | Lepidosauria (avec les squamates et les rhynchocéphales) |
|                   | Lepidosauria (avec les squamates et les rhynchocéphales) |

|  | †Thalattosauria |
|  |                 |
|  | †Ichthyosauria  |
|  |                 |

| Archosauromorpha  | Archosauria (avec les crocodiliens et les oiseaux)       |
|                   | Archosauria (avec les crocodiliens et les oiseaux)       |
| Lepidosauromorpha | Lepidosauria (avec les squamates et les rhynchocéphales) |
|                   | Lepidosauria (avec les squamates et les rhynchocéphales) |

|  | †Thalattosauria |
|  |                 |
|  | †Ichthyosauria  |
|  |                 |

| Archosauromorpha  | Archosauria (avec les crocodiliens et les oiseaux)       |
|                   | Archosauria (avec les crocodiliens et les oiseaux)       |
| Lepidosauromorpha | Lepidosauria (avec les squamates et les rhynchocéphales) |
|                   | Lepidosauria (avec les squamates et les rhynchocéphales) |

|  | †Palaeagama   |
|  |               |
|  | †Saurosternon |
|  |               |

|  | †Thalattosauria |
|  |                 |
|  | †Ichthyosauria  |
|  |                 |

| Archosauromorpha  | Archosauria (avec les crocodiliens et les oiseaux)       |
|                   | Archosauria (avec les crocodiliens et les oiseaux)       |
| Lepidosauromorpha | Lepidosauria (avec les squamates et les rhynchocéphales) |
|                   | Lepidosauria (avec les squamates et les rhynchocéphales) |

|  | †Thalattosauria |
|  |                 |
|  | †Ichthyosauria  |
|  |                 |

| Archosauromorpha  | Archosauria (avec les crocodiliens et les oiseaux)       |
|                   | Archosauria (avec les crocodiliens et les oiseaux)       |
| Lepidosauromorpha | Lepidosauria (avec les squamates et les rhynchocéphales) |
|                   | Lepidosauria (avec les squamates et les rhynchocéphales) |

|  | †Thalattosauria |
|  |                 |
|  | †Ichthyosauria  |
|  |                 |

| Archosauromorpha  | Archosauria (avec les crocodiliens et les oiseaux)       |
|                   | Archosauria (avec les crocodiliens et les oiseaux)       |
| Lepidosauromorpha | Lepidosauria (avec les squamates et les rhynchocéphales) |
|                   | Lepidosauria (avec les squamates et les rhynchocéphales) |

|  | †Thalattosauria |
|  |                 |
|  | †Ichthyosauria  |
|  |                 |

| Archosauromorpha  | Archosauria (avec les crocodiliens et les oiseaux)       |
|                   | Archosauria (avec les crocodiliens et les oiseaux)       |
| Lepidosauromorpha | Lepidosauria (avec les squamates et les rhynchocéphales) |
|                   | Lepidosauria (avec les squamates et les rhynchocéphales) |

|  | †Palaeagama   |
|  |               |
|  | †Saurosternon |
|  |               |

|  | †Thalattosauria |
|  |                 |
|  | †Ichthyosauria  |
|  |                 |

| Archosauromorpha  | Archosauria (avec les crocodiliens et les oiseaux)       |
|                   | Archosauria (avec les crocodiliens et les oiseaux)       |
| Lepidosauromorpha | Lepidosauria (avec les squamates et les rhynchocéphales) |
|                   | Lepidosauria (avec les squamates et les rhynchocéphales) |

|  | †Thalattosauria |
|  |                 |
|  | †Ichthyosauria  |
|  |                 |

| Archosauromorpha  | Archosauria (avec les crocodiliens et les oiseaux)       |
|                   | Archosauria (avec les crocodiliens et les oiseaux)       |
| Lepidosauromorpha | Lepidosauria (avec les squamates et les rhynchocéphales) |
|                   | Lepidosauria (avec les squamates et les rhynchocéphales) |

|  | †Thalattosauria |
|  |                 |
|  | †Ichthyosauria  |
|  |                 |

| Archosauromorpha  | Archosauria (avec les crocodiliens et les oiseaux)       |
|                   | Archosauria (avec les crocodiliens et les oiseaux)       |
| Lepidosauromorpha | Lepidosauria (avec les squamates et les rhynchocéphales) |
|                   | Lepidosauria (avec les squamates et les rhynchocéphales) |

|  | †Thalattosauria |
|  |                 |
|  | †Ichthyosauria  |
|  |                 |

| Archosauromorpha  | Archosauria (avec les crocodiliens et les oiseaux)       |
|                   | Archosauria (avec les crocodiliens et les oiseaux)       |
| Lepidosauromorpha | Lepidosauria (avec les squamates et les rhynchocéphales) |
|                   | Lepidosauria (avec les squamates et les rhynchocéphales) |

|  | †Palaeagama   |
|  |               |
|  | †Saurosternon |
|  |               |

|  | †Thalattosauria |
|  |                 |
|  | †Ichthyosauria  |
|  |                 |

| Archosauromorpha  | Archosauria (avec les crocodiliens et les oiseaux)       |
|                   | Archosauria (avec les crocodiliens et les oiseaux)       |
| Lepidosauromorpha | Lepidosauria (avec les squamates et les rhynchocéphales) |
|                   | Lepidosauria (avec les squamates et les rhynchocéphales) |

|  | †Thalattosauria |
|  |                 |
|  | †Ichthyosauria  |
|  |                 |

| Archosauromorpha  | Archosauria (avec les crocodiliens et les oiseaux)       |
|                   | Archosauria (avec les crocodiliens et les oiseaux)       |
| Lepidosauromorpha | Lepidosauria (avec les squamates et les rhynchocéphales) |
|                   | Lepidosauria (avec les squamates et les rhynchocéphales) |

|  | †Thalattosauria |
|  |                 |
|  | †Ichthyosauria  |
|  |                 |

| Archosauromorpha  | Archosauria (avec les crocodiliens et les oiseaux)       |
|                   | Archosauria (avec les crocodiliens et les oiseaux)       |
| Lepidosauromorpha | Lepidosauria (avec les squamates et les rhynchocéphales) |
|                   | Lepidosauria (avec les squamates et les rhynchocéphales) |

|  | †Thalattosauria |
|  |                 |
|  | †Ichthyosauria  |
|  |                 |

| Archosauromorpha  | Archosauria (avec les crocodiliens et les oiseaux)       |
|                   | Archosauria (avec les crocodiliens et les oiseaux)       |
| Lepidosauromorpha | Lepidosauria (avec les squamates et les rhynchocéphales) |
|                   | Lepidosauria (avec les squamates et les rhynchocéphales) |

|  | †Palaeagama   |
|  |               |
|  | †Saurosternon |
|  |               |

|  | †Thalattosauria |
|  |                 |
|  | †Ichthyosauria  |
|  |                 |

| Archosauromorpha  | Archosauria (avec les crocodiliens et les oiseaux)       |
|                   | Archosauria (avec les crocodiliens et les oiseaux)       |
| Lepidosauromorpha | Lepidosauria (avec les squamates et les rhynchocéphales) |
|                   | Lepidosauria (avec les squamates et les rhynchocéphales) |

|  | †Thalattosauria |
|  |                 |
|  | †Ichthyosauria  |
|  |                 |

| Archosauromorpha  | Archosauria (avec les crocodiliens et les oiseaux)       |
|                   | Archosauria (avec les crocodiliens et les oiseaux)       |
| Lepidosauromorpha | Lepidosauria (avec les squamates et les rhynchocéphales) |
|                   | Lepidosauria (avec les squamates et les rhynchocéphales) |

|  | †Thalattosauria |
|  |                 |
|  | †Ichthyosauria  |
|  |                 |

| Archosauromorpha  | Archosauria (avec les crocodiliens et les oiseaux)       |
|                   | Archosauria (avec les crocodiliens et les oiseaux)       |
| Lepidosauromorpha | Lepidosauria (avec les squamates et les rhynchocéphales) |
|                   | Lepidosauria (avec les squamates et les rhynchocéphales) |

|  | †Thalattosauria |
|  |                 |
|  | †Ichthyosauria  |
|  |                 |

| Archosauromorpha  | Archosauria (avec les crocodiliens et les oiseaux)       |
|                   | Archosauria (avec les crocodiliens et les oiseaux)       |
| Lepidosauromorpha | Lepidosauria (avec les squamates et les rhynchocéphales) |
|                   | Lepidosauria (avec les squamates et les rhynchocéphales) |

|  | †Palaeagama   |
|  |               |
|  | †Saurosternon |
|  |               |

|  | †Thalattosauria |
|  |                 |
|  | †Ichthyosauria  |
|  |                 |

| Archosauromorpha  | Archosauria (avec les crocodiliens et les oiseaux)       |
|                   | Archosauria (avec les crocodiliens et les oiseaux)       |
| Lepidosauromorpha | Lepidosauria (avec les squamates et les rhynchocéphales) |
|                   | Lepidosauria (avec les squamates et les rhynchocéphales) |

|  | †Thalattosauria |
|  |                 |
|  | †Ichthyosauria  |
|  |                 |

| Archosauromorpha  | Archosauria (avec les crocodiliens et les oiseaux)       |
|                   | Archosauria (avec les crocodiliens et les oiseaux)       |
| Lepidosauromorpha | Lepidosauria (avec les squamates et les rhynchocéphales) |
|                   | Lepidosauria (avec les squamates et les rhynchocéphales) |

|  | †Thalattosauria |
|  |                 |
|  | †Ichthyosauria  |
|  |                 |

| Archosauromorpha  | Archosauria (avec les crocodiliens et les oiseaux)       |
|                   | Archosauria (avec les crocodiliens et les oiseaux)       |
| Lepidosauromorpha | Lepidosauria (avec les squamates et les rhynchocéphales) |
|                   | Lepidosauria (avec les squamates et les rhynchocéphales) |

|  | †Thalattosauria |
|  |                 |
|  | †Ichthyosauria  |
|  |                 |

| Archosauromorpha  | Archosauria (avec les crocodiliens et les oiseaux)       |
|                   | Archosauria (avec les crocodiliens et les oiseaux)       |
| Lepidosauromorpha | Lepidosauria (avec les squamates et les rhynchocéphales) |
|                   | Lepidosauria (avec les squamates et les rhynchocéphales) |

|  | †Palaeagama   |
|  |               |
|  | †Saurosternon |
|  |               |

|  | †Thalattosauria |
|  |                 |
|  | †Ichthyosauria  |
|  |                 |

| Archosauromorpha  | Archosauria (avec les crocodiliens et les oiseaux)       |
|                   | Archosauria (avec les crocodiliens et les oiseaux)       |
| Lepidosauromorpha | Lepidosauria (avec les squamates et les rhynchocéphales) |
|                   | Lepidosauria (avec les squamates et les rhynchocéphales) |

|  | †Thalattosauria |
|  |                 |
|  | †Ichthyosauria  |
|  |                 |

| Archosauromorpha  | Archosauria (avec les crocodiliens et les oiseaux)       |
|                   | Archosauria (avec les crocodiliens et les oiseaux)       |
| Lepidosauromorpha | Lepidosauria (avec les squamates et les rhynchocéphales) |
|                   | Lepidosauria (avec les squamates et les rhynchocéphales) |

|  | †Thalattosauria |
|  |                 |
|  | †Ichthyosauria  |
|  |                 |

| Archosauromorpha  | Archosauria (avec les crocodiliens et les oiseaux)       |
|                   | Archosauria (avec les crocodiliens et les oiseaux)       |
| Lepidosauromorpha | Lepidosauria (avec les squamates et les rhynchocéphales) |
|                   | Lepidosauria (avec les squamates et les rhynchocéphales) |

|  | †Thalattosauria |
|  |                 |
|  | †Ichthyosauria  |
|  |                 |

| Archosauromorpha  | Archosauria (avec les crocodiliens et les oiseaux)       |
|                   | Archosauria (avec les crocodiliens et les oiseaux)       |
| Lepidosauromorpha | Lepidosauria (avec les squamates et les rhynchocéphales) |
|                   | Lepidosauria (avec les squamates et les rhynchocéphales) |

|  | †Palaeagama   |
|  |               |
|  | †Saurosternon |
|  |               |

|  | †Thalattosauria |
|  |                 |
|  | †Ichthyosauria  |
|  |                 |

| Archosauromorpha  | Archosauria (avec les crocodiliens et les oiseaux)       |
|                   | Archosauria (avec les crocodiliens et les oiseaux)       |
| Lepidosauromorpha | Lepidosauria (avec les squamates et les rhynchocéphales) |
|                   | Lepidosauria (avec les squamates et les rhynchocéphales) |

|  | †Thalattosauria |
|  |                 |
|  | †Ichthyosauria  |
|  |                 |

| Archosauromorpha  | Archosauria (avec les crocodiliens et les oiseaux)       |
|                   | Archosauria (avec les crocodiliens et les oiseaux)       |
| Lepidosauromorpha | Lepidosauria (avec les squamates et les rhynchocéphales) |
|                   | Lepidosauria (avec les squamates et les rhynchocéphales) |

|  | †Thalattosauria |
|  |                 |
|  | †Ichthyosauria  |
|  |                 |

| Archosauromorpha  | Archosauria (avec les crocodiliens et les oiseaux)       |
|                   | Archosauria (avec les crocodiliens et les oiseaux)       |
| Lepidosauromorpha | Lepidosauria (avec les squamates et les rhynchocéphales) |
|                   | Lepidosauria (avec les squamates et les rhynchocéphales) |

|  | †Thalattosauria |
|  |                 |
|  | †Ichthyosauria  |
|  |                 |

| Archosauromorpha  | Archosauria (avec les crocodiliens et les oiseaux)       |
|                   | Archosauria (avec les crocodiliens et les oiseaux)       |
| Lepidosauromorpha | Lepidosauria (avec les squamates et les rhynchocéphales) |
|                   | Lepidosauria (avec les squamates et les rhynchocéphales) |

|  | †Palaeagama   |
|  |               |
|  | †Saurosternon |
|  |               |

|  | †Thalattosauria |
|  |                 |
|  | †Ichthyosauria  |
|  |                 |

| Archosauromorpha  | Archosauria (avec les crocodiliens et les oiseaux)       |
|                   | Archosauria (avec les crocodiliens et les oiseaux)       |
| Lepidosauromorpha | Lepidosauria (avec les squamates et les rhynchocéphales) |
|                   | Lepidosauria (avec les squamates et les rhynchocéphales) |

|  | †Thalattosauria |
|  |                 |
|  | †Ichthyosauria  |
|  |                 |

| Archosauromorpha  | Archosauria (avec les crocodiliens et les oiseaux)       |
|                   | Archosauria (avec les crocodiliens et les oiseaux)       |
| Lepidosauromorpha | Lepidosauria (avec les squamates et les rhynchocéphales) |
|                   | Lepidosauria (avec les squamates et les rhynchocéphales) |

|  | †Thalattosauria |
|  |                 |
|  | †Ichthyosauria  |
|  |                 |

| Archosauromorpha  | Archosauria (avec les crocodiliens et les oiseaux)       |
|                   | Archosauria (avec les crocodiliens et les oiseaux)       |
| Lepidosauromorpha | Lepidosauria (avec les squamates et les rhynchocéphales) |
|                   | Lepidosauria (avec les squamates et les rhynchocéphales) |

|  | †Thalattosauria |
|  |                 |
|  | †Ichthyosauria  |
|  |                 |

| Archosauromorpha  | Archosauria (avec les crocodiliens et les oiseaux)       |
|                   | Archosauria (avec les crocodiliens et les oiseaux)       |
| Lepidosauromorpha | Lepidosauria (avec les squamates et les rhynchocéphales) |
|                   | Lepidosauria (avec les squamates et les rhynchocéphales) |

|  | †Palaeagama   |
|  |               |
|  | †Saurosternon |
|  |               |

|  | †Thalattosauria |
|  |                 |
|  | †Ichthyosauria  |
|  |                 |

| Archosauromorpha  | Archosauria (avec les crocodiliens et les oiseaux)       |
|                   | Archosauria (avec les crocodiliens et les oiseaux)       |
| Lepidosauromorpha | Lepidosauria (avec les squamates et les rhynchocéphales) |
|                   | Lepidosauria (avec les squamates et les rhynchocéphales) |

|  | †Thalattosauria |
|  |                 |
|  | †Ichthyosauria  |
|  |                 |

| Archosauromorpha  | Archosauria (avec les crocodiliens et les oiseaux)       |
|                   | Archosauria (avec les crocodiliens et les oiseaux)       |
| Lepidosauromorpha | Lepidosauria (avec les squamates et les rhynchocéphales) |
|                   | Lepidosauria (avec les squamates et les rhynchocéphales) |

|  | †Thalattosauria |
|  |                 |
|  | †Ichthyosauria  |
|  |                 |

| Archosauromorpha  | Archosauria (avec les crocodiliens et les oiseaux)       |
|                   | Archosauria (avec les crocodiliens et les oiseaux)       |
| Lepidosauromorpha | Lepidosauria (avec les squamates et les rhynchocéphales) |
|                   | Lepidosauria (avec les squamates et les rhynchocéphales) |

|  | †Thalattosauria |
|  |                 |
|  | †Ichthyosauria  |
|  |                 |

| Archosauromorpha  | Archosauria (avec les crocodiliens et les oiseaux)       |
|                   | Archosauria (avec les crocodiliens et les oiseaux)       |
| Lepidosauromorpha | Lepidosauria (avec les squamates et les rhynchocéphales) |
|                   | Lepidosauria (avec les squamates et les rhynchocéphales) |

|  | †Palaeagama   |
|  |               |
|  | †Saurosternon |
|  |               |

|  | †Thalattosauria |
|  |                 |
|  | †Ichthyosauria  |
|  |                 |

| Archosauromorpha  | Archosauria (avec les crocodiliens et les oiseaux)       |
|                   | Archosauria (avec les crocodiliens et les oiseaux)       |
| Lepidosauromorpha | Lepidosauria (avec les squamates et les rhynchocéphales) |
|                   | Lepidosauria (avec les squamates et les rhynchocéphales) |

|  | †Thalattosauria |
|  |                 |
|  | †Ichthyosauria  |
|  |                 |

| Archosauromorpha  | Archosauria (avec les crocodiliens et les oiseaux)       |
|                   | Archosauria (avec les crocodiliens et les oiseaux)       |
| Lepidosauromorpha | Lepidosauria (avec les squamates et les rhynchocéphales) |
|                   | Lepidosauria (avec les squamates et les rhynchocéphales) |

|  | †Thalattosauria |
|  |                 |
|  | †Ichthyosauria  |
|  |                 |

| Archosauromorpha  | Archosauria (avec les crocodiliens et les oiseaux)       |
|                   | Archosauria (avec les crocodiliens et les oiseaux)       |
| Lepidosauromorpha | Lepidosauria (avec les squamates et les rhynchocéphales) |
|                   | Lepidosauria (avec les squamates et les rhynchocéphales) |

|  | †Thalattosauria |
|  |                 |
|  | †Ichthyosauria  |
|  |                 |

| Archosauromorpha  | Archosauria (avec les crocodiliens et les oiseaux)       |
|                   | Archosauria (avec les crocodiliens et les oiseaux)       |
| Lepidosauromorpha | Lepidosauria (avec les squamates et les rhynchocéphales) |
|                   | Lepidosauria (avec les squamates et les rhynchocéphales) |

|  | †Palaeagama   |
|  |               |
|  | †Saurosternon |
|  |               |

|  | †Thalattosauria |
|  |                 |
|  | †Ichthyosauria  |
|  |                 |

| Archosauromorpha  | Archosauria (avec les crocodiliens et les oiseaux)       |
|                   | Archosauria (avec les crocodiliens et les oiseaux)       |
| Lepidosauromorpha | Lepidosauria (avec les squamates et les rhynchocéphales) |
|                   | Lepidosauria (avec les squamates et les rhynchocéphales) |

|  | †Thalattosauria |
|  |                 |
|  | †Ichthyosauria  |
|  |                 |

| Archosauromorpha  | Archosauria (avec les crocodiliens et les oiseaux)       |
|                   | Archosauria (avec les crocodiliens et les oiseaux)       |
| Lepidosauromorpha | Lepidosauria (avec les squamates et les rhynchocéphales) |
|                   | Lepidosauria (avec les squamates et les rhynchocéphales) |

|  | †Thalattosauria |
|  |                 |
|  | †Ichthyosauria  |
|  |                 |

| Archosauromorpha  | Archosauria (avec les crocodiliens et les oiseaux)       |
|                   | Archosauria (avec les crocodiliens et les oiseaux)       |
| Lepidosauromorpha | Lepidosauria (avec les squamates et les rhynchocéphales) |
|                   | Lepidosauria (avec les squamates et les rhynchocéphales) |

|  | †Thalattosauria |
|  |                 |
|  | †Ichthyosauria  |
|  |                 |

| Archosauromorpha  | Archosauria (avec les crocodiliens et les oiseaux)       |
|                   | Archosauria (avec les crocodiliens et les oiseaux)       |
| Lepidosauromorpha | Lepidosauria (avec les squamates et les rhynchocéphales) |
|                   | Lepidosauria (avec les squamates et les rhynchocéphales) |

|  | †Palaeagama   |
|  |               |
|  | †Saurosternon |
|  |               |

|  | †Thalattosauria |
|  |                 |
|  | †Ichthyosauria  |
|  |                 |

| Archosauromorpha  | Archosauria (avec les crocodiliens et les oiseaux)       |
|                   | Archosauria (avec les crocodiliens et les oiseaux)       |
| Lepidosauromorpha | Lepidosauria (avec les squamates et les rhynchocéphales) |
|                   | Lepidosauria (avec les squamates et les rhynchocéphales) |

|  | †Thalattosauria |
|  |                 |
|  | †Ichthyosauria  |
|  |                 |

| Archosauromorpha  | Archosauria (avec les crocodiliens et les oiseaux)       |
|                   | Archosauria (avec les crocodiliens et les oiseaux)       |
| Lepidosauromorpha | Lepidosauria (avec les squamates et les rhynchocéphales) |
|                   | Lepidosauria (avec les squamates et les rhynchocéphales) |

|  | †Thalattosauria |
|  |                 |
|  | †Ichthyosauria  |
|  |                 |

| Archosauromorpha  | Archosauria (avec les crocodiliens et les oiseaux)       |
|                   | Archosauria (avec les crocodiliens et les oiseaux)       |
| Lepidosauromorpha | Lepidosauria (avec les squamates et les rhynchocéphales) |
|                   | Lepidosauria (avec les squamates et les rhynchocéphales) |

|  | †Thalattosauria |
|  |                 |
|  | †Ichthyosauria  |
|  |                 |

| Archosauromorpha  | Archosauria (avec les crocodiliens et les oiseaux)       |
|                   | Archosauria (avec les crocodiliens et les oiseaux)       |
| Lepidosauromorpha | Lepidosauria (avec les squamates et les rhynchocéphales) |
|                   | Lepidosauria (avec les squamates et les rhynchocéphales) |

|  | †Palaeagama   |
|  |               |
|  | †Saurosternon |
|  |               |

|  | †Thalattosauria |
|  |                 |
|  | †Ichthyosauria  |
|  |                 |

| Archosauromorpha  | Archosauria (avec les crocodiliens et les oiseaux)       |
|                   | Archosauria (avec les crocodiliens et les oiseaux)       |
| Lepidosauromorpha | Lepidosauria (avec les squamates et les rhynchocéphales) |
|                   | Lepidosauria (avec les squamates et les rhynchocéphales) |

|  | †Thalattosauria |
|  |                 |
|  | †Ichthyosauria  |
|  |                 |

| Archosauromorpha  | Archosauria (avec les crocodiliens et les oiseaux)       |
|                   | Archosauria (avec les crocodiliens et les oiseaux)       |
| Lepidosauromorpha | Lepidosauria (avec les squamates et les rhynchocéphales) |
|                   | Lepidosauria (avec les squamates et les rhynchocéphales) |

|  | †Thalattosauria |
|  |                 |
|  | †Ichthyosauria  |
|  |                 |

| Archosauromorpha  | Archosauria (avec les crocodiliens et les oiseaux)       |
|                   | Archosauria (avec les crocodiliens et les oiseaux)       |
| Lepidosauromorpha | Lepidosauria (avec les squamates et les rhynchocéphales) |
|                   | Lepidosauria (avec les squamates et les rhynchocéphales) |

|  | †Thalattosauria |
|  |                 |
|  | †Ichthyosauria  |
|  |                 |

| Archosauromorpha  | Archosauria (avec les crocodiliens et les oiseaux)       |
|                   | Archosauria (avec les crocodiliens et les oiseaux)       |
| Lepidosauromorpha | Lepidosauria (avec les squamates et les rhynchocéphales) |
|                   | Lepidosauria (avec les squamates et les rhynchocéphales) |

|  | †Palaeagama   |
|  |               |
|  | †Saurosternon |
|  |               |

|  | †Thalattosauria |
|  |                 |
|  | †Ichthyosauria  |
|  |                 |

| Archosauromorpha  | Archosauria (avec les crocodiliens et les oiseaux)       |
|                   | Archosauria (avec les crocodiliens et les oiseaux)       |
| Lepidosauromorpha | Lepidosauria (avec les squamates et les rhynchocéphales) |
|                   | Lepidosauria (avec les squamates et les rhynchocéphales) |

|  | †Thalattosauria |
|  |                 |
|  | †Ichthyosauria  |
|  |                 |

| Archosauromorpha  | Archosauria (avec les crocodiliens et les oiseaux)       |
|                   | Archosauria (avec les crocodiliens et les oiseaux)       |
| Lepidosauromorpha | Lepidosauria (avec les squamates et les rhynchocéphales) |
|                   | Lepidosauria (avec les squamates et les rhynchocéphales) |

|  | †Thalattosauria |
|  |                 |
|  | †Ichthyosauria  |
|  |                 |

| Archosauromorpha  | Archosauria (avec les crocodiliens et les oiseaux)       |
|                   | Archosauria (avec les crocodiliens et les oiseaux)       |
| Lepidosauromorpha | Lepidosauria (avec les squamates et les rhynchocéphales) |
|                   | Lepidosauria (avec les squamates et les rhynchocéphales) |

|  | †Thalattosauria |
|  |                 |
|  | †Ichthyosauria  |
|  |                 |

| Archosauromorpha  | Archosauria (avec les crocodiliens et les oiseaux)       |
|                   | Archosauria (avec les crocodiliens et les oiseaux)       |
| Lepidosauromorpha | Lepidosauria (avec les squamates et les rhynchocéphales) |
|                   | Lepidosauria (avec les squamates et les rhynchocéphales) |

|  | †Palaeagama   |
|  |               |
|  | †Saurosternon |
|  |               |

|  | †Thalattosauria |
|  |                 |
|  | †Ichthyosauria  |
|  |                 |

| Archosauromorpha  | Archosauria (avec les crocodiliens et les oiseaux)       |
|                   | Archosauria (avec les crocodiliens et les oiseaux)       |
| Lepidosauromorpha | Lepidosauria (avec les squamates et les rhynchocéphales) |
|                   | Lepidosauria (avec les squamates et les rhynchocéphales) |

|  | †Thalattosauria |
|  |                 |
|  | †Ichthyosauria  |
|  |                 |

| Archosauromorpha  | Archosauria (avec les crocodiliens et les oiseaux)       |
|                   | Archosauria (avec les crocodiliens et les oiseaux)       |
| Lepidosauromorpha | Lepidosauria (avec les squamates et les rhynchocéphales) |
|                   | Lepidosauria (avec les squamates et les rhynchocéphales) |

|  | †Thalattosauria |
|  |                 |
|  | †Ichthyosauria  |
|  |                 |

| Archosauromorpha  | Archosauria (avec les crocodiliens et les oiseaux)       |
|                   | Archosauria (avec les crocodiliens et les oiseaux)       |
| Lepidosauromorpha | Lepidosauria (avec les squamates et les rhynchocéphales) |
|                   | Lepidosauria (avec les squamates et les rhynchocéphales) |

|  | †Thalattosauria |
|  |                 |
|  | †Ichthyosauria  |
|  |                 |

| Archosauromorpha  | Archosauria (avec les crocodiliens et les oiseaux)       |
|                   | Archosauria (avec les crocodiliens et les oiseaux)       |
| Lepidosauromorpha | Lepidosauria (avec les squamates et les rhynchocéphales) |
|                   | Lepidosauria (avec les squamates et les rhynchocéphales) |

|  | †Palaeagama   |
|  |               |
|  | †Saurosternon |
|  |               |

|  | †Thalattosauria |
|  |                 |
|  | †Ichthyosauria  |
|  |                 |

| Archosauromorpha  | Archosauria (avec les crocodiliens et les oiseaux)       |
|                   | Archosauria (avec les crocodiliens et les oiseaux)       |
| Lepidosauromorpha | Lepidosauria (avec les squamates et les rhynchocéphales) |
|                   | Lepidosauria (avec les squamates et les rhynchocéphales) |

|  | †Thalattosauria |
|  |                 |
|  | †Ichthyosauria  |
|  |                 |

| Archosauromorpha  | Archosauria (avec les crocodiliens et les oiseaux)       |
|                   | Archosauria (avec les crocodiliens et les oiseaux)       |
| Lepidosauromorpha | Lepidosauria (avec les squamates et les rhynchocéphales) |
|                   | Lepidosauria (avec les squamates et les rhynchocéphales) |

|  | †Thalattosauria |
|  |                 |
|  | †Ichthyosauria  |
|  |                 |

| Archosauromorpha  | Archosauria (avec les crocodiliens et les oiseaux)       |
|                   | Archosauria (avec les crocodiliens et les oiseaux)       |
| Lepidosauromorpha | Lepidosauria (avec les squamates et les rhynchocéphales) |
|                   | Lepidosauria (avec les squamates et les rhynchocéphales) |

|  | †Thalattosauria |
|  |                 |
|  | †Ichthyosauria  |
|  |                 |

| Archosauromorpha  | Archosauria (avec les crocodiliens et les oiseaux)       |
|                   | Archosauria (avec les crocodiliens et les oiseaux)       |
| Lepidosauromorpha | Lepidosauria (avec les squamates et les rhynchocéphales) |
|                   | Lepidosauria (avec les squamates et les rhynchocéphales) |

|  | †Palaeagama   |
|  |               |
|  | †Saurosternon |
|  |               |

|  | †Thalattosauria |
|  |                 |
|  | †Ichthyosauria  |
|  |                 |

| Archosauromorpha  | Archosauria (avec les crocodiliens et les oiseaux)       |
|                   | Archosauria (avec les crocodiliens et les oiseaux)       |
| Lepidosauromorpha | Lepidosauria (avec les squamates et les rhynchocéphales) |
|                   | Lepidosauria (avec les squamates et les rhynchocéphales) |

|  | †Thalattosauria |
|  |                 |
|  | †Ichthyosauria  |
|  |                 |

| Archosauromorpha  | Archosauria (avec les crocodiliens et les oiseaux)       |
|                   | Archosauria (avec les crocodiliens et les oiseaux)       |
| Lepidosauromorpha | Lepidosauria (avec les squamates et les rhynchocéphales) |
|                   | Lepidosauria (avec les squamates et les rhynchocéphales) |

|  | †Thalattosauria |
|  |                 |
|  | †Ichthyosauria  |
|  |                 |

| Archosauromorpha  | Archosauria (avec les crocodiliens et les oiseaux)       |
|                   | Archosauria (avec les crocodiliens et les oiseaux)       |
| Lepidosauromorpha | Lepidosauria (avec les squamates et les rhynchocéphales) |
|                   | Lepidosauria (avec les squamates et les rhynchocéphales) |

|  | †Thalattosauria |
|  |                 |
|  | †Ichthyosauria  |
|  |                 |

| Archosauromorpha  | Archosauria (avec les crocodiliens et les oiseaux)       |
|                   | Archosauria (avec les crocodiliens et les oiseaux)       |
| Lepidosauromorpha | Lepidosauria (avec les squamates et les rhynchocéphales) |
|                   | Lepidosauria (avec les squamates et les rhynchocéphales) |

|  | †Palaeagama   |
|  |               |
|  | †Saurosternon |
|  |               |

|  | †Thalattosauria |
|  |                 |
|  | †Ichthyosauria  |
|  |                 |

| Archosauromorpha  | Archosauria (avec les crocodiliens et les oiseaux)       |
|                   | Archosauria (avec les crocodiliens et les oiseaux)       |
| Lepidosauromorpha | Lepidosauria (avec les squamates et les rhynchocéphales) |
|                   | Lepidosauria (avec les squamates et les rhynchocéphales) |

|  | †Thalattosauria |
|  |                 |
|  | †Ichthyosauria  |
|  |                 |

| Archosauromorpha  | Archosauria (avec les crocodiliens et les oiseaux)       |
|                   | Archosauria (avec les crocodiliens et les oiseaux)       |
| Lepidosauromorpha | Lepidosauria (avec les squamates et les rhynchocéphales) |
|                   | Lepidosauria (avec les squamates et les rhynchocéphales) |

|  | †Thalattosauria |
|  |                 |
|  | †Ichthyosauria  |
|  |                 |

| Archosauromorpha  | Archosauria (avec les crocodiliens et les oiseaux)       |
|                   | Archosauria (avec les crocodiliens et les oiseaux)       |
| Lepidosauromorpha | Lepidosauria (avec les squamates et les rhynchocéphales) |
|                   | Lepidosauria (avec les squamates et les rhynchocéphales) |

|  | †Thalattosauria |
|  |                 |
|  | †Ichthyosauria  |
|  |                 |

| Archosauromorpha  | Archosauria (avec les crocodiliens et les oiseaux)       |
|                   | Archosauria (avec les crocodiliens et les oiseaux)       |
| Lepidosauromorpha | Lepidosauria (avec les squamates et les rhynchocéphales) |
|                   | Lepidosauria (avec les squamates et les rhynchocéphales) |

|  | †Palaeagama   |
|  |               |
|  | †Saurosternon |
|  |               |

|  | †Thalattosauria |
|  |                 |
|  | †Ichthyosauria  |
|  |                 |

| Archosauromorpha  | Archosauria (avec les crocodiliens et les oiseaux)       |
|                   | Archosauria (avec les crocodiliens et les oiseaux)       |
| Lepidosauromorpha | Lepidosauria (avec les squamates et les rhynchocéphales) |
|                   | Lepidosauria (avec les squamates et les rhynchocéphales) |

|  | †Thalattosauria |
|  |                 |
|  | †Ichthyosauria  |
|  |                 |

| Archosauromorpha  | Archosauria (avec les crocodiliens et les oiseaux)       |
|                   | Archosauria (avec les crocodiliens et les oiseaux)       |
| Lepidosauromorpha | Lepidosauria (avec les squamates et les rhynchocéphales) |
|                   | Lepidosauria (avec les squamates et les rhynchocéphales) |

|  | †Thalattosauria |
|  |                 |
|  | †Ichthyosauria  |
|  |                 |

| Archosauromorpha  | Archosauria (avec les crocodiliens et les oiseaux)       |
|                   | Archosauria (avec les crocodiliens et les oiseaux)       |
| Lepidosauromorpha | Lepidosauria (avec les squamates et les rhynchocéphales) |
|                   | Lepidosauria (avec les squamates et les rhynchocéphales) |

|  | †Thalattosauria |
|  |                 |
|  | †Ichthyosauria  |
|  |                 |

| Archosauromorpha  | Archosauria (avec les crocodiliens et les oiseaux)       |
|                   | Archosauria (avec les crocodiliens et les oiseaux)       |
| Lepidosauromorpha | Lepidosauria (avec les squamates et les rhynchocéphales) |
|                   | Lepidosauria (avec les squamates et les rhynchocéphales) |

|  | †Palaeagama   |
|  |               |
|  | †Saurosternon |
|  |               |

|  | †Thalattosauria |
|  |                 |
|  | †Ichthyosauria  |
|  |                 |

| Archosauromorpha  | Archosauria (avec les crocodiliens et les oiseaux)       |
|                   | Archosauria (avec les crocodiliens et les oiseaux)       |
| Lepidosauromorpha | Lepidosauria (avec les squamates et les rhynchocéphales) |
|                   | Lepidosauria (avec les squamates et les rhynchocéphales) |

|  | †Thalattosauria |
|  |                 |
|  | †Ichthyosauria  |
|  |                 |

| Archosauromorpha  | Archosauria (avec les crocodiliens et les oiseaux)       |
|                   | Archosauria (avec les crocodiliens et les oiseaux)       |
| Lepidosauromorpha | Lepidosauria (avec les squamates et les rhynchocéphales) |
|                   | Lepidosauria (avec les squamates et les rhynchocéphales) |

|  | †Thalattosauria |
|  |                 |
|  | †Ichthyosauria  |
|  |                 |

| Archosauromorpha  | Archosauria (avec les crocodiliens et les oiseaux)       |
|                   | Archosauria (avec les crocodiliens et les oiseaux)       |
| Lepidosauromorpha | Lepidosauria (avec les squamates et les rhynchocéphales) |
|                   | Lepidosauria (avec les squamates et les rhynchocéphales) |

|  | †Thalattosauria |
|  |                 |
|  | †Ichthyosauria  |
|  |                 |

| Archosauromorpha  | Archosauria (avec les crocodiliens et les oiseaux)       |
|                   | Archosauria (avec les crocodiliens et les oiseaux)       |
| Lepidosauromorpha | Lepidosauria (avec les squamates et les rhynchocéphales) |
|                   | Lepidosauria (avec les squamates et les rhynchocéphales) |

|  | †Palaeagama   |
|  |               |
|  | †Saurosternon |
|  |               |

|  | †Thalattosauria |
|  |                 |
|  | †Ichthyosauria  |
|  |                 |

| Archosauromorpha  | Archosauria (avec les crocodiliens et les oiseaux)       |
|                   | Archosauria (avec les crocodiliens et les oiseaux)       |
| Lepidosauromorpha | Lepidosauria (avec les squamates et les rhynchocéphales) |
|                   | Lepidosauria (avec les squamates et les rhynchocéphales) |

|  | †Thalattosauria |
|  |                 |
|  | †Ichthyosauria  |
|  |                 |

| Archosauromorpha  | Archosauria (avec les crocodiliens et les oiseaux)       |
|                   | Archosauria (avec les crocodiliens et les oiseaux)       |
| Lepidosauromorpha | Lepidosauria (avec les squamates et les rhynchocéphales) |
|                   | Lepidosauria (avec les squamates et les rhynchocéphales) |

|  | †Thalattosauria |
|  |                 |
|  | †Ichthyosauria  |
|  |                 |

| Archosauromorpha  | Archosauria (avec les crocodiliens et les oiseaux)       |
|                   | Archosauria (avec les crocodiliens et les oiseaux)       |
| Lepidosauromorpha | Lepidosauria (avec les squamates et les rhynchocéphales) |
|                   | Lepidosauria (avec les squamates et les rhynchocéphales) |

|  | †Thalattosauria |
|  |                 |
|  | †Ichthyosauria  |
|  |                 |

| Archosauromorpha  | Archosauria (avec les crocodiliens et les oiseaux)       |
|                   | Archosauria (avec les crocodiliens et les oiseaux)       |
| Lepidosauromorpha | Lepidosauria (avec les squamates et les rhynchocéphales) |
|                   | Lepidosauria (avec les squamates et les rhynchocéphales) |

|  | †Palaeagama   |
|  |               |
|  | †Saurosternon |
|  |               |

|  | †Thalattosauria |
|  |                 |
|  | †Ichthyosauria  |
|  |                 |

| Archosauromorpha  | Archosauria (avec les crocodiliens et les oiseaux)       |
|                   | Archosauria (avec les crocodiliens et les oiseaux)       |
| Lepidosauromorpha | Lepidosauria (avec les squamates et les rhynchocéphales) |
|                   | Lepidosauria (avec les squamates et les rhynchocéphales) |

|  | †Thalattosauria |
|  |                 |
|  | †Ichthyosauria  |
|  |                 |

| Archosauromorpha  | Archosauria (avec les crocodiliens et les oiseaux)       |
|                   | Archosauria (avec les crocodiliens et les oiseaux)       |
| Lepidosauromorpha | Lepidosauria (avec les squamates et les rhynchocéphales) |
|                   | Lepidosauria (avec les squamates et les rhynchocéphales) |

|  | †Thalattosauria |
|  |                 |
|  | †Ichthyosauria  |
|  |                 |

| Archosauromorpha  | Archosauria (avec les crocodiliens et les oiseaux)       |
|                   | Archosauria (avec les crocodiliens et les oiseaux)       |
| Lepidosauromorpha | Lepidosauria (avec les squamates et les rhynchocéphales) |
|                   | Lepidosauria (avec les squamates et les rhynchocéphales) |

|  | †Thalattosauria |
|  |                 |
|  | †Ichthyosauria  |
|  |                 |

| Archosauromorpha  | Archosauria (avec les crocodiliens et les oiseaux)       |
|                   | Archosauria (avec les crocodiliens et les oiseaux)       |
| Lepidosauromorpha | Lepidosauria (avec les squamates et les rhynchocéphales) |
|                   | Lepidosauria (avec les squamates et les rhynchocéphales) |

|  | †Palaeagama   |
|  |               |
|  | †Saurosternon |
|  |               |

|  | †Thalattosauria |
|  |                 |
|  | †Ichthyosauria  |
|  |                 |

| Archosauromorpha  | Archosauria (avec les crocodiliens et les oiseaux)       |
|                   | Archosauria (avec les crocodiliens et les oiseaux)       |
| Lepidosauromorpha | Lepidosauria (avec les squamates et les rhynchocéphales) |
|                   | Lepidosauria (avec les squamates et les rhynchocéphales) |

|  | †Thalattosauria |
|  |                 |
|  | †Ichthyosauria  |
|  |                 |

| Archosauromorpha  | Archosauria (avec les crocodiliens et les oiseaux)       |
|                   | Archosauria (avec les crocodiliens et les oiseaux)       |
| Lepidosauromorpha | Lepidosauria (avec les squamates et les rhynchocéphales) |
|                   | Lepidosauria (avec les squamates et les rhynchocéphales) |

|  | †Thalattosauria |
|  |                 |
|  | †Ichthyosauria  |
|  |                 |

| Archosauromorpha  | Archosauria (avec les crocodiliens et les oiseaux)       |
|                   | Archosauria (avec les crocodiliens et les oiseaux)       |
| Lepidosauromorpha | Lepidosauria (avec les squamates et les rhynchocéphales) |
|                   | Lepidosauria (avec les squamates et les rhynchocéphales) |

|  | †Thalattosauria |
|  |                 |
|  | †Ichthyosauria  |
|  |                 |

| Archosauromorpha  | Archosauria (avec les crocodiliens et les oiseaux)       |
|                   | Archosauria (avec les crocodiliens et les oiseaux)       |
| Lepidosauromorpha | Lepidosauria (avec les squamates et les rhynchocéphales) |
|                   | Lepidosauria (avec les squamates et les rhynchocéphales) |

|  | †Palaeagama   |
|  |               |
|  | †Saurosternon |
|  |               |

|  | †Thalattosauria |
|  |                 |
|  | †Ichthyosauria  |
|  |                 |

| Archosauromorpha  | Archosauria (avec les crocodiliens et les oiseaux)       |
|                   | Archosauria (avec les crocodiliens et les oiseaux)       |
| Lepidosauromorpha | Lepidosauria (avec les squamates et les rhynchocéphales) |
|                   | Lepidosauria (avec les squamates et les rhynchocéphales) |

|  | †Thalattosauria |
|  |                 |
|  | †Ichthyosauria  |
|  |                 |

| Archosauromorpha  | Archosauria (avec les crocodiliens et les oiseaux)       |
|                   | Archosauria (avec les crocodiliens et les oiseaux)       |
| Lepidosauromorpha | Lepidosauria (avec les squamates et les rhynchocéphales) |
|                   | Lepidosauria (avec les squamates et les rhynchocéphales) |

|  | †Thalattosauria |
|  |                 |
|  | †Ichthyosauria  |
|  |                 |

| Archosauromorpha  | Archosauria (avec les crocodiliens et les oiseaux)       |
|                   | Archosauria (avec les crocodiliens et les oiseaux)       |
| Lepidosauromorpha | Lepidosauria (avec les squamates et les rhynchocéphales) |
|                   | Lepidosauria (avec les squamates et les rhynchocéphales) |

|  | †Thalattosauria |
|  |                 |
|  | †Ichthyosauria  |
|  |                 |

| Archosauromorpha  | Archosauria (avec les crocodiliens et les oiseaux)       |
|                   | Archosauria (avec les crocodiliens et les oiseaux)       |
| Lepidosauromorpha | Lepidosauria (avec les squamates et les rhynchocéphales) |
|                   | Lepidosauria (avec les squamates et les rhynchocéphales) |

|  | †Palaeagama   |
|  |               |
|  | †Saurosternon |
|  |               |

|  | †Thalattosauria |
|  |                 |
|  | †Ichthyosauria  |
|  |                 |

| Archosauromorpha  | Archosauria (avec les crocodiliens et les oiseaux)       |
|                   | Archosauria (avec les crocodiliens et les oiseaux)       |
| Lepidosauromorpha | Lepidosauria (avec les squamates et les rhynchocéphales) |
|                   | Lepidosauria (avec les squamates et les rhynchocéphales) |

|  | †Thalattosauria |
|  |                 |
|  | †Ichthyosauria  |
|  |                 |

| Archosauromorpha  | Archosauria (avec les crocodiliens et les oiseaux)       |
|                   | Archosauria (avec les crocodiliens et les oiseaux)       |
| Lepidosauromorpha | Lepidosauria (avec les squamates et les rhynchocéphales) |
|                   | Lepidosauria (avec les squamates et les rhynchocéphales) |

|  | †Thalattosauria |
|  |                 |
|  | †Ichthyosauria  |
|  |                 |

| Archosauromorpha  | Archosauria (avec les crocodiliens et les oiseaux)       |
|                   | Archosauria (avec les crocodiliens et les oiseaux)       |
| Lepidosauromorpha | Lepidosauria (avec les squamates et les rhynchocéphales) |
|                   | Lepidosauria (avec les squamates et les rhynchocéphales) |

|  | †Thalattosauria |
|  |                 |
|  | †Ichthyosauria  |
|  |                 |

| Archosauromorpha  | Archosauria (avec les crocodiliens et les oiseaux)       |
|                   | Archosauria (avec les crocodiliens et les oiseaux)       |
| Lepidosauromorpha | Lepidosauria (avec les squamates et les rhynchocéphales) |
|                   | Lepidosauria (avec les squamates et les rhynchocéphales) |

|  | †Palaeagama   |
|  |               |
|  | †Saurosternon |
|  |               |

|  | †Thalattosauria |
|  |                 |
|  | †Ichthyosauria  |
|  |                 |

| Archosauromorpha  | Archosauria (avec les crocodiliens et les oiseaux)       |
|                   | Archosauria (avec les crocodiliens et les oiseaux)       |
| Lepidosauromorpha | Lepidosauria (avec les squamates et les rhynchocéphales) |
|                   | Lepidosauria (avec les squamates et les rhynchocéphales) |

|  | †Thalattosauria |
|  |                 |
|  | †Ichthyosauria  |
|  |                 |

| Archosauromorpha  | Archosauria (avec les crocodiliens et les oiseaux)       |
|                   | Archosauria (avec les crocodiliens et les oiseaux)       |
| Lepidosauromorpha | Lepidosauria (avec les squamates et les rhynchocéphales) |
|                   | Lepidosauria (avec les squamates et les rhynchocéphales) |

|  | †Thalattosauria |
|  |                 |
|  | †Ichthyosauria  |
|  |                 |

| Archosauromorpha  | Archosauria (avec les crocodiliens et les oiseaux)       |
|                   | Archosauria (avec les crocodiliens et les oiseaux)       |
| Lepidosauromorpha | Lepidosauria (avec les squamates et les rhynchocéphales) |
|                   | Lepidosauria (avec les squamates et les rhynchocéphales) |

|  | †Thalattosauria |
|  |                 |
|  | †Ichthyosauria  |
|  |                 |

| Archosauromorpha  | Archosauria (avec les crocodiliens et les oiseaux)       |
|                   | Archosauria (avec les crocodiliens et les oiseaux)       |
| Lepidosauromorpha | Lepidosauria (avec les squamates et les rhynchocéphales) |
|                   | Lepidosauria (avec les squamates et les rhynchocéphales) |

|  | †Palaeagama   |
|  |               |
|  | †Saurosternon |
|  |               |

|  | †Thalattosauria |
|  |                 |
|  | †Ichthyosauria  |
|  |                 |

| Archosauromorpha  | Archosauria (avec les crocodiliens et les oiseaux)       |
|                   | Archosauria (avec les crocodiliens et les oiseaux)       |
| Lepidosauromorpha | Lepidosauria (avec les squamates et les rhynchocéphales) |
|                   | Lepidosauria (avec les squamates et les rhynchocéphales) |

|  | †Thalattosauria |
|  |                 |
|  | †Ichthyosauria  |
|  |                 |

| Archosauromorpha  | Archosauria (avec les crocodiliens et les oiseaux)       |
|                   | Archosauria (avec les crocodiliens et les oiseaux)       |
| Lepidosauromorpha | Lepidosauria (avec les squamates et les rhynchocéphales) |
|                   | Lepidosauria (avec les squamates et les rhynchocéphales) |

|  | †Thalattosauria |
|  |                 |
|  | †Ichthyosauria  |
|  |                 |

| Archosauromorpha  | Archosauria (avec les crocodiliens et les oiseaux)       |
|                   | Archosauria (avec les crocodiliens et les oiseaux)       |
| Lepidosauromorpha | Lepidosauria (avec les squamates et les rhynchocéphales) |
|                   | Lepidosauria (avec les squamates et les rhynchocéphales) |

|  | †Thalattosauria |
|  |                 |
|  | †Ichthyosauria  |
|  |                 |

| Archosauromorpha  | Archosauria (avec les crocodiliens et les oiseaux)       |
|                   | Archosauria (avec les crocodiliens et les oiseaux)       |
| Lepidosauromorpha | Lepidosauria (avec les squamates et les rhynchocéphales) |
|                   | Lepidosauria (avec les squamates et les rhynchocéphales) |

|  | †Palaeagama   |
|  |               |
|  | †Saurosternon |
|  |               |

|  | †Thalattosauria |
|  |                 |
|  | †Ichthyosauria  |
|  |                 |

| Archosauromorpha  | Archosauria (avec les crocodiliens et les oiseaux)       |
|                   | Archosauria (avec les crocodiliens et les oiseaux)       |
| Lepidosauromorpha | Lepidosauria (avec les squamates et les rhynchocéphales) |
|                   | Lepidosauria (avec les squamates et les rhynchocéphales) |

|  | †Thalattosauria |
|  |                 |
|  | †Ichthyosauria  |
|  |                 |

| Archosauromorpha  | Archosauria (avec les crocodiliens et les oiseaux)       |
|                   | Archosauria (avec les crocodiliens et les oiseaux)       |
| Lepidosauromorpha | Lepidosauria (avec les squamates et les rhynchocéphales) |
|                   | Lepidosauria (avec les squamates et les rhynchocéphales) |

|  | †Thalattosauria |
|  |                 |
|  | †Ichthyosauria  |
|  |                 |

| Archosauromorpha  | Archosauria (avec les crocodiliens et les oiseaux)       |
|                   | Archosauria (avec les crocodiliens et les oiseaux)       |
| Lepidosauromorpha | Lepidosauria (avec les squamates et les rhynchocéphales) |
|                   | Lepidosauria (avec les squamates et les rhynchocéphales) |

|  | †Thalattosauria |
|  |                 |
|  | †Ichthyosauria  |
|  |                 |

| Archosauromorpha  | Archosauria (avec les crocodiliens et les oiseaux)       |
|                   | Archosauria (avec les crocodiliens et les oiseaux)       |
| Lepidosauromorpha | Lepidosauria (avec les squamates et les rhynchocéphales) |
|                   | Lepidosauria (avec les squamates et les rhynchocéphales) |

|  | †Palaeagama   |
|  |               |
|  | †Saurosternon |
|  |               |

|  | †Thalattosauria |
|  |                 |
|  | †Ichthyosauria  |
|  |                 |

| Archosauromorpha  | Archosauria (avec les crocodiliens et les oiseaux)       |
|                   | Archosauria (avec les crocodiliens et les oiseaux)       |
| Lepidosauromorpha | Lepidosauria (avec les squamates et les rhynchocéphales) |
|                   | Lepidosauria (avec les squamates et les rhynchocéphales) |

|  | †Thalattosauria |
|  |                 |
|  | †Ichthyosauria  |
|  |                 |

| Archosauromorpha  | Archosauria (avec les crocodiliens et les oiseaux)       |
|                   | Archosauria (avec les crocodiliens et les oiseaux)       |
| Lepidosauromorpha | Lepidosauria (avec les squamates et les rhynchocéphales) |
|                   | Lepidosauria (avec les squamates et les rhynchocéphales) |

|  | †Thalattosauria |
|  |                 |
|  | †Ichthyosauria  |
|  |                 |

| Archosauromorpha  | Archosauria (avec les crocodiliens et les oiseaux)       |
|                   | Archosauria (avec les crocodiliens et les oiseaux)       |
| Lepidosauromorpha | Lepidosauria (avec les squamates et les rhynchocéphales) |
|                   | Lepidosauria (avec les squamates et les rhynchocéphales) |

|  | †Thalattosauria |
|  |                 |
|  | †Ichthyosauria  |
|  |                 |

| Archosauromorpha  | Archosauria (avec les crocodiliens et les oiseaux)       |
|                   | Archosauria (avec les crocodiliens et les oiseaux)       |
| Lepidosauromorpha | Lepidosauria (avec les squamates et les rhynchocéphales) |
|                   | Lepidosauria (avec les squamates et les rhynchocéphales) |

|  | †Palaeagama   |
|  |               |
|  | †Saurosternon |
|  |               |

|  | †Thalattosauria |
|  |                 |
|  | †Ichthyosauria  |
|  |                 |

| Archosauromorpha  | Archosauria (avec les crocodiliens et les oiseaux)       |
|                   | Archosauria (avec les crocodiliens et les oiseaux)       |
| Lepidosauromorpha | Lepidosauria (avec les squamates et les rhynchocéphales) |
|                   | Lepidosauria (avec les squamates et les rhynchocéphales) |

|  | †Thalattosauria |
|  |                 |
|  | †Ichthyosauria  |
|  |                 |

| Archosauromorpha  | Archosauria (avec les crocodiliens et les oiseaux)       |
|                   | Archosauria (avec les crocodiliens et les oiseaux)       |
| Lepidosauromorpha | Lepidosauria (avec les squamates et les rhynchocéphales) |
|                   | Lepidosauria (avec les squamates et les rhynchocéphales) |

|  | †Thalattosauria |
|  |                 |
|  | †Ichthyosauria  |
|  |                 |

| Archosauromorpha  | Archosauria (avec les crocodiliens et les oiseaux)       |
|                   | Archosauria (avec les crocodiliens et les oiseaux)       |
| Lepidosauromorpha | Lepidosauria (avec les squamates et les rhynchocéphales) |
|                   | Lepidosauria (avec les squamates et les rhynchocéphales) |

|  | †Thalattosauria |
|  |                 |
|  | †Ichthyosauria  |
|  |                 |

| Archosauromorpha  | Archosauria (avec les crocodiliens et les oiseaux)       |
|                   | Archosauria (avec les crocodiliens et les oiseaux)       |
| Lepidosauromorpha | Lepidosauria (avec les squamates et les rhynchocéphales) |
|                   | Lepidosauria (avec les squamates et les rhynchocéphales) |

|  | †Palaeagama   |
|  |               |
|  | †Saurosternon |
|  |               |

|  | †Thalattosauria |
|  |                 |
|  | †Ichthyosauria  |
|  |                 |

| Archosauromorpha  | Archosauria (avec les crocodiliens et les oiseaux)       |
|                   | Archosauria (avec les crocodiliens et les oiseaux)       |
| Lepidosauromorpha | Lepidosauria (avec les squamates et les rhynchocéphales) |
|                   | Lepidosauria (avec les squamates et les rhynchocéphales) |

|  | †Thalattosauria |
|  |                 |
|  | †Ichthyosauria  |
|  |                 |

| Archosauromorpha  | Archosauria (avec les crocodiliens et les oiseaux)       |
|                   | Archosauria (avec les crocodiliens et les oiseaux)       |
| Lepidosauromorpha | Lepidosauria (avec les squamates et les rhynchocéphales) |
|                   | Lepidosauria (avec les squamates et les rhynchocéphales) |

|  | †Thalattosauria |
|  |                 |
|  | †Ichthyosauria  |
|  |                 |

| Archosauromorpha  | Archosauria (avec les crocodiliens et les oiseaux)       |
|                   | Archosauria (avec les crocodiliens et les oiseaux)       |
| Lepidosauromorpha | Lepidosauria (avec les squamates et les rhynchocéphales) |
|                   | Lepidosauria (avec les squamates et les rhynchocéphales) |

|  | †Thalattosauria |
|  |                 |
|  | †Ichthyosauria  |
|  |                 |

| Archosauromorpha  | Archosauria (avec les crocodiliens et les oiseaux)       |
|                   | Archosauria (avec les crocodiliens et les oiseaux)       |
| Lepidosauromorpha | Lepidosauria (avec les squamates et les rhynchocéphales) |
|                   | Lepidosauria (avec les squamates et les rhynchocéphales) |

|  | †Palaeagama   |
|  |               |
|  | †Saurosternon |
|  |               |

|  | †Thalattosauria |
|  |                 |
|  | †Ichthyosauria  |
|  |                 |

| Archosauromorpha  | Archosauria (avec les crocodiliens et les oiseaux)       |
|                   | Archosauria (avec les crocodiliens et les oiseaux)       |
| Lepidosauromorpha | Lepidosauria (avec les squamates et les rhynchocéphales) |
|                   | Lepidosauria (avec les squamates et les rhynchocéphales) |

|  | †Thalattosauria |
|  |                 |
|  | †Ichthyosauria  |
|  |                 |

| Archosauromorpha  | Archosauria (avec les crocodiliens et les oiseaux)       |
|                   | Archosauria (avec les crocodiliens et les oiseaux)       |
| Lepidosauromorpha | Lepidosauria (avec les squamates et les rhynchocéphales) |
|                   | Lepidosauria (avec les squamates et les rhynchocéphales) |

|  | †Thalattosauria |
|  |                 |
|  | †Ichthyosauria  |
|  |                 |

| Archosauromorpha  | Archosauria (avec les crocodiliens et les oiseaux)       |
|                   | Archosauria (avec les crocodiliens et les oiseaux)       |
| Lepidosauromorpha | Lepidosauria (avec les squamates et les rhynchocéphales) |
|                   | Lepidosauria (avec les squamates et les rhynchocéphales) |

|  | †Thalattosauria |
|  |                 |
|  | †Ichthyosauria  |
|  |                 |

| Archosauromorpha  | Archosauria (avec les crocodiliens et les oiseaux)       |
|                   | Archosauria (avec les crocodiliens et les oiseaux)       |
| Lepidosauromorpha | Lepidosauria (avec les squamates et les rhynchocéphales) |
|                   | Lepidosauria (avec les squamates et les rhynchocéphales) |

|  | †Palaeagama   |
|  |               |
|  | †Saurosternon |
|  |               |

|  | †Thalattosauria |
|  |                 |
|  | †Ichthyosauria  |
|  |                 |

| Archosauromorpha  | Archosauria (avec les crocodiliens et les oiseaux)       |
|                   | Archosauria (avec les crocodiliens et les oiseaux)       |
| Lepidosauromorpha | Lepidosauria (avec les squamates et les rhynchocéphales) |
|                   | Lepidosauria (avec les squamates et les rhynchocéphales) |

|  | †Thalattosauria |
|  |                 |
|  | †Ichthyosauria  |
|  |                 |

| Archosauromorpha  | Archosauria (avec les crocodiliens et les oiseaux)       |
|                   | Archosauria (avec les crocodiliens et les oiseaux)       |
| Lepidosauromorpha | Lepidosauria (avec les squamates et les rhynchocéphales) |
|                   | Lepidosauria (avec les squamates et les rhynchocéphales) |

|  | †Thalattosauria |
|  |                 |
|  | †Ichthyosauria  |
|  |                 |

| Archosauromorpha  | Archosauria (avec les crocodiliens et les oiseaux)       |
|                   | Archosauria (avec les crocodiliens et les oiseaux)       |
| Lepidosauromorpha | Lepidosauria (avec les squamates et les rhynchocéphales) |
|                   | Lepidosauria (avec les squamates et les rhynchocéphales) |

|  | †Thalattosauria |
|  |                 |
|  | †Ichthyosauria  |
|  |                 |

| Archosauromorpha  | Archosauria (avec les crocodiliens et les oiseaux)       |
|                   | Archosauria (avec les crocodiliens et les oiseaux)       |
| Lepidosauromorpha | Lepidosauria (avec les squamates et les rhynchocéphales) |
|                   | Lepidosauria (avec les squamates et les rhynchocéphales) |

|  | †Palaeagama   |
|  |               |
|  | †Saurosternon |
|  |               |

|  | †Thalattosauria |
|  |                 |
|  | †Ichthyosauria  |
|  |                 |

| Archosauromorpha  | Archosauria (avec les crocodiliens et les oiseaux)       |
|                   | Archosauria (avec les crocodiliens et les oiseaux)       |
| Lepidosauromorpha | Lepidosauria (avec les squamates et les rhynchocéphales) |
|                   | Lepidosauria (avec les squamates et les rhynchocéphales) |

|  | †Thalattosauria |
|  |                 |
|  | †Ichthyosauria  |
|  |                 |

| Archosauromorpha  | Archosauria (avec les crocodiliens et les oiseaux)       |
|                   | Archosauria (avec les crocodiliens et les oiseaux)       |
| Lepidosauromorpha | Lepidosauria (avec les squamates et les rhynchocéphales) |
|                   | Lepidosauria (avec les squamates et les rhynchocéphales) |

|  | †Thalattosauria |
|  |                 |
|  | †Ichthyosauria  |
|  |                 |

| Archosauromorpha  | Archosauria (avec les crocodiliens et les oiseaux)       |
|                   | Archosauria (avec les crocodiliens et les oiseaux)       |
| Lepidosauromorpha | Lepidosauria (avec les squamates et les rhynchocéphales) |
|                   | Lepidosauria (avec les squamates et les rhynchocéphales) |

|  | †Thalattosauria |
|  |                 |
|  | †Ichthyosauria  |
|  |                 |

| Archosauromorpha  | Archosauria (avec les crocodiliens et les oiseaux)       |
|                   | Archosauria (avec les crocodiliens et les oiseaux)       |
| Lepidosauromorpha | Lepidosauria (avec les squamates et les rhynchocéphales) |
|                   | Lepidosauria (avec les squamates et les rhynchocéphales) |

|  | †Palaeagama   |
|  |               |
|  | †Saurosternon |
|  |               |

|  | †Thalattosauria |
|  |                 |
|  | †Ichthyosauria  |
|  |                 |

| Archosauromorpha  | Archosauria (avec les crocodiliens et les oiseaux)       |
|                   | Archosauria (avec les crocodiliens et les oiseaux)       |
| Lepidosauromorpha | Lepidosauria (avec les squamates et les rhynchocéphales) |
|                   | Lepidosauria (avec les squamates et les rhynchocéphales) |

|  | †Thalattosauria |
|  |                 |
|  | †Ichthyosauria  |
|  |                 |

| Archosauromorpha  | Archosauria (avec les crocodiliens et les oiseaux)       |
|                   | Archosauria (avec les crocodiliens et les oiseaux)       |
| Lepidosauromorpha | Lepidosauria (avec les squamates et les rhynchocéphales) |
|                   | Lepidosauria (avec les squamates et les rhynchocéphales) |

|  | †Thalattosauria |
|  |                 |
|  | †Ichthyosauria  |
|  |                 |

| Archosauromorpha  | Archosauria (avec les crocodiliens et les oiseaux)       |
|                   | Archosauria (avec les crocodiliens et les oiseaux)       |
| Lepidosauromorpha | Lepidosauria (avec les squamates et les rhynchocéphales) |
|                   | Lepidosauria (avec les squamates et les rhynchocéphales) |

|  | †Thalattosauria |
|  |                 |
|  | †Ichthyosauria  |
|  |                 |

| Archosauromorpha  | Archosauria (avec les crocodiliens et les oiseaux)       |
|                   | Archosauria (avec les crocodiliens et les oiseaux)       |
| Lepidosauromorpha | Lepidosauria (avec les squamates et les rhynchocéphales) |
|                   | Lepidosauria (avec les squamates et les rhynchocéphales) |

|  | †Palaeagama   |
|  |               |
|  | †Saurosternon |
|  |               |

|  | †Thalattosauria |
|  |                 |
|  | †Ichthyosauria  |
|  |                 |

| Archosauromorpha  | Archosauria (avec les crocodiliens et les oiseaux)       |
|                   | Archosauria (avec les crocodiliens et les oiseaux)       |
| Lepidosauromorpha | Lepidosauria (avec les squamates et les rhynchocéphales) |
|                   | Lepidosauria (avec les squamates et les rhynchocéphales) |

|  | †Thalattosauria |
|  |                 |
|  | †Ichthyosauria  |
|  |                 |

| Archosauromorpha  | Archosauria (avec les crocodiliens et les oiseaux)       |
|                   | Archosauria (avec les crocodiliens et les oiseaux)       |
| Lepidosauromorpha | Lepidosauria (avec les squamates et les rhynchocéphales) |
|                   | Lepidosauria (avec les squamates et les rhynchocéphales) |

|  | †Thalattosauria |
|  |                 |
|  | †Ichthyosauria  |
|  |                 |

| Archosauromorpha  | Archosauria (avec les crocodiliens et les oiseaux)       |
|                   | Archosauria (avec les crocodiliens et les oiseaux)       |
| Lepidosauromorpha | Lepidosauria (avec les squamates et les rhynchocéphales) |
|                   | Lepidosauria (avec les squamates et les rhynchocéphales) |

|  | †Thalattosauria |
|  |                 |
|  | †Ichthyosauria  |
|  |                 |

| Archosauromorpha  | Archosauria (avec les crocodiliens et les oiseaux)       |
|                   | Archosauria (avec les crocodiliens et les oiseaux)       |
| Lepidosauromorpha | Lepidosauria (avec les squamates et les rhynchocéphales) |
|                   | Lepidosauria (avec les squamates et les rhynchocéphales) |

|  | †Palaeagama   |
|  |               |
|  | †Saurosternon |
|  |               |

|  | †Thalattosauria |
|  |                 |
|  | †Ichthyosauria  |
|  |                 |

| Archosauromorpha  | Archosauria (avec les crocodiliens et les oiseaux)       |
|                   | Archosauria (avec les crocodiliens et les oiseaux)       |
| Lepidosauromorpha | Lepidosauria (avec les squamates et les rhynchocéphales) |
|                   | Lepidosauria (avec les squamates et les rhynchocéphales) |

|  | †Thalattosauria |
|  |                 |
|  | †Ichthyosauria  |
|  |                 |

| Archosauromorpha  | Archosauria (avec les crocodiliens et les oiseaux)       |
|                   | Archosauria (avec les crocodiliens et les oiseaux)       |
| Lepidosauromorpha | Lepidosauria (avec les squamates et les rhynchocéphales) |
|                   | Lepidosauria (avec les squamates et les rhynchocéphales) |

|  | †Thalattosauria |
|  |                 |
|  | †Ichthyosauria  |
|  |                 |

| Archosauromorpha  | Archosauria (avec les crocodiliens et les oiseaux)       |
|                   | Archosauria (avec les crocodiliens et les oiseaux)       |
| Lepidosauromorpha | Lepidosauria (avec les squamates et les rhynchocéphales) |
|                   | Lepidosauria (avec les squamates et les rhynchocéphales) |

|  | †Thalattosauria |
|  |                 |
|  | †Ichthyosauria  |
|  |                 |

| Archosauromorpha  | Archosauria (avec les crocodiliens et les oiseaux)       |
|                   | Archosauria (avec les crocodiliens et les oiseaux)       |
| Lepidosauromorpha | Lepidosauria (avec les squamates et les rhynchocéphales) |
|                   | Lepidosauria (avec les squamates et les rhynchocéphales) |

|  | †Palaeagama   |
|  |               |
|  | †Saurosternon |
|  |               |

|  | †Thalattosauria |
|  |                 |
|  | †Ichthyosauria  |
|  |                 |

| Archosauromorpha  | Archosauria (avec les crocodiliens et les oiseaux)       |
|                   | Archosauria (avec les crocodiliens et les oiseaux)       |
| Lepidosauromorpha | Lepidosauria (avec les squamates et les rhynchocéphales) |
|                   | Lepidosauria (avec les squamates et les rhynchocéphales) |

|  | †Thalattosauria |
|  |                 |
|  | †Ichthyosauria  |
|  |                 |

| Archosauromorpha  | Archosauria (avec les crocodiliens et les oiseaux)       |
|                   | Archosauria (avec les crocodiliens et les oiseaux)       |
| Lepidosauromorpha | Lepidosauria (avec les squamates et les rhynchocéphales) |
|                   | Lepidosauria (avec les squamates et les rhynchocéphales) |

|  | †Thalattosauria |
|  |                 |
|  | †Ichthyosauria  |
|  |                 |

| Archosauromorpha  | Archosauria (avec les crocodiliens et les oiseaux)       |
|                   | Archosauria (avec les crocodiliens et les oiseaux)       |
| Lepidosauromorpha | Lepidosauria (avec les squamates et les rhynchocéphales) |
|                   | Lepidosauria (avec les squamates et les rhynchocéphales) |

|  | †Thalattosauria |
|  |                 |
|  | †Ichthyosauria  |
|  |                 |

| Archosauromorpha  | Archosauria (avec les crocodiliens et les oiseaux)       |
|                   | Archosauria (avec les crocodiliens et les oiseaux)       |
| Lepidosauromorpha | Lepidosauria (avec les squamates et les rhynchocéphales) |
|                   | Lepidosauria (avec les squamates et les rhynchocéphales) |

|  | †Palaeagama   |
|  |               |
|  | †Saurosternon |
|  |               |

|  | †Thalattosauria |
|  |                 |
|  | †Ichthyosauria  |
|  |                 |

| Archosauromorpha  | Archosauria (avec les crocodiliens et les oiseaux)       |
|                   | Archosauria (avec les crocodiliens et les oiseaux)       |
| Lepidosauromorpha | Lepidosauria (avec les squamates et les rhynchocéphales) |
|                   | Lepidosauria (avec les squamates et les rhynchocéphales) |

|  | †Thalattosauria |
|  |                 |
|  | †Ichthyosauria  |
|  |                 |

| Archosauromorpha  | Archosauria (avec les crocodiliens et les oiseaux)       |
|                   | Archosauria (avec les crocodiliens et les oiseaux)       |
| Lepidosauromorpha | Lepidosauria (avec les squamates et les rhynchocéphales) |
|                   | Lepidosauria (avec les squamates et les rhynchocéphales) |

|  | †Thalattosauria |
|  |                 |
|  | †Ichthyosauria  |
|  |                 |

| Archosauromorpha  | Archosauria (avec les crocodiliens et les oiseaux)       |
|                   | Archosauria (avec les crocodiliens et les oiseaux)       |
| Lepidosauromorpha | Lepidosauria (avec les squamates et les rhynchocéphales) |
|                   | Lepidosauria (avec les squamates et les rhynchocéphales) |

|  | †Thalattosauria |
|  |                 |
|  | †Ichthyosauria  |
|  |                 |

| Archosauromorpha  | Archosauria (avec les crocodiliens et les oiseaux)       |
|                   | Archosauria (avec les crocodiliens et les oiseaux)       |
| Lepidosauromorpha | Lepidosauria (avec les squamates et les rhynchocéphales) |
|                   | Lepidosauria (avec les squamates et les rhynchocéphales) |

|  | †Palaeagama   |
|  |               |
|  | †Saurosternon |
|  |               |

|  | †Thalattosauria |
|  |                 |
|  | †Ichthyosauria  |
|  |                 |

| Archosauromorpha  | Archosauria (avec les crocodiliens et les oiseaux)       |
|                   | Archosauria (avec les crocodiliens et les oiseaux)       |
| Lepidosauromorpha | Lepidosauria (avec les squamates et les rhynchocéphales) |
|                   | Lepidosauria (avec les squamates et les rhynchocéphales) |

|  | †Thalattosauria |
|  |                 |
|  | †Ichthyosauria  |
|  |                 |

| Archosauromorpha  | Archosauria (avec les crocodiliens et les oiseaux)       |
|                   | Archosauria (avec les crocodiliens et les oiseaux)       |
| Lepidosauromorpha | Lepidosauria (avec les squamates et les rhynchocéphales) |
|                   | Lepidosauria (avec les squamates et les rhynchocéphales) |

|  | †Thalattosauria |
|  |                 |
|  | †Ichthyosauria  |
|  |                 |

| Archosauromorpha  | Archosauria (avec les crocodiliens et les oiseaux)       |
|                   | Archosauria (avec les crocodiliens et les oiseaux)       |
| Lepidosauromorpha | Lepidosauria (avec les squamates et les rhynchocéphales) |
|                   | Lepidosauria (avec les squamates et les rhynchocéphales) |

|  | †Thalattosauria |
|  |                 |
|  | †Ichthyosauria  |
|  |                 |

| Archosauromorpha  | Archosauria (avec les crocodiliens et les oiseaux)       |
|                   | Archosauria (avec les crocodiliens et les oiseaux)       |
| Lepidosauromorpha | Lepidosauria (avec les squamates et les rhynchocéphales) |
|                   | Lepidosauria (avec les squamates et les rhynchocéphales) |

|  | †Palaeagama   |
|  |               |
|  | †Saurosternon |
|  |               |

|  | †Thalattosauria |
|  |                 |
|  | †Ichthyosauria  |
|  |                 |

| Archosauromorpha  | Archosauria (avec les crocodiliens et les oiseaux)       |
|                   | Archosauria (avec les crocodiliens et les oiseaux)       |
| Lepidosauromorpha | Lepidosauria (avec les squamates et les rhynchocéphales) |
|                   | Lepidosauria (avec les squamates et les rhynchocéphales) |

|  | †Thalattosauria |
|  |                 |
|  | †Ichthyosauria  |
|  |                 |

| Archosauromorpha  | Archosauria (avec les crocodiliens et les oiseaux)       |
|                   | Archosauria (avec les crocodiliens et les oiseaux)       |
| Lepidosauromorpha | Lepidosauria (avec les squamates et les rhynchocéphales) |
|                   | Lepidosauria (avec les squamates et les rhynchocéphales) |

|  | †Thalattosauria |
|  |                 |
|  | †Ichthyosauria  |
|  |                 |

| Archosauromorpha  | Archosauria (avec les crocodiliens et les oiseaux)       |
|                   | Archosauria (avec les crocodiliens et les oiseaux)       |
| Lepidosauromorpha | Lepidosauria (avec les squamates et les rhynchocéphales) |
|                   | Lepidosauria (avec les squamates et les rhynchocéphales) |

|  | †Thalattosauria |
|  |                 |
|  | †Ichthyosauria  |
|  |                 |

| Archosauromorpha  | Archosauria (avec les crocodiliens et les oiseaux)       |
|                   | Archosauria (avec les crocodiliens et les oiseaux)       |
| Lepidosauromorpha | Lepidosauria (avec les squamates et les rhynchocéphales) |
|                   | Lepidosauria (avec les squamates et les rhynchocéphales) |

|  | †Palaeagama   |
|  |               |
|  | †Saurosternon |
|  |               |

|  | †Thalattosauria |
|  |                 |
|  | †Ichthyosauria  |
|  |                 |

| Archosauromorpha  | Archosauria (avec les crocodiliens et les oiseaux)       |
|                   | Archosauria (avec les crocodiliens et les oiseaux)       |
| Lepidosauromorpha | Lepidosauria (avec les squamates et les rhynchocéphales) |
|                   | Lepidosauria (avec les squamates et les rhynchocéphales) |

|  | †Thalattosauria |
|  |                 |
|  | †Ichthyosauria  |
|  |                 |

| Archosauromorpha  | Archosauria (avec les crocodiliens et les oiseaux)       |
|                   | Archosauria (avec les crocodiliens et les oiseaux)       |
| Lepidosauromorpha | Lepidosauria (avec les squamates et les rhynchocéphales) |
|                   | Lepidosauria (avec les squamates et les rhynchocéphales) |

|  | †Thalattosauria |
|  |                 |
|  | †Ichthyosauria  |
|  |                 |

| Archosauromorpha  | Archosauria (avec les crocodiliens et les oiseaux)       |
|                   | Archosauria (avec les crocodiliens et les oiseaux)       |
| Lepidosauromorpha | Lepidosauria (avec les squamates et les rhynchocéphales) |
|                   | Lepidosauria (avec les squamates et les rhynchocéphales) |

|  | †Thalattosauria |
|  |                 |
|  | †Ichthyosauria  |
|  |                 |

| Archosauromorpha  | Archosauria (avec les crocodiliens et les oiseaux)       |
|                   | Archosauria (avec les crocodiliens et les oiseaux)       |
| Lepidosauromorpha | Lepidosauria (avec les squamates et les rhynchocéphales) |
|                   | Lepidosauria (avec les squamates et les rhynchocéphales) |

|  | †Palaeagama   |
|  |               |
|  | †Saurosternon |
|  |               |

|  | †Thalattosauria |
|  |                 |
|  | †Ichthyosauria  |
|  |                 |

| Archosauromorpha  | Archosauria (avec les crocodiliens et les oiseaux)       |
|                   | Archosauria (avec les crocodiliens et les oiseaux)       |
| Lepidosauromorpha | Lepidosauria (avec les squamates et les rhynchocéphales) |
|                   | Lepidosauria (avec les squamates et les rhynchocéphales) |

|  | †Thalattosauria |
|  |                 |
|  | †Ichthyosauria  |
|  |                 |

| Archosauromorpha  | Archosauria (avec les crocodiliens et les oiseaux)       |
|                   | Archosauria (avec les crocodiliens et les oiseaux)       |
| Lepidosauromorpha | Lepidosauria (avec les squamates et les rhynchocéphales) |
|                   | Lepidosauria (avec les squamates et les rhynchocéphales) |

|  | †Thalattosauria |
|  |                 |
|  | †Ichthyosauria  |
|  |                 |

| Archosauromorpha  | Archosauria (avec les crocodiliens et les oiseaux)       |
|                   | Archosauria (avec les crocodiliens et les oiseaux)       |
| Lepidosauromorpha | Lepidosauria (avec les squamates et les rhynchocéphales) |
|                   | Lepidosauria (avec les squamates et les rhynchocéphales) |

|  | †Thalattosauria |
|  |                 |
|  | †Ichthyosauria  |
|  |                 |

| Archosauromorpha  | Archosauria (avec les crocodiliens et les oiseaux)       |
|                   | Archosauria (avec les crocodiliens et les oiseaux)       |
| Lepidosauromorpha | Lepidosauria (avec les squamates et les rhynchocéphales) |
|                   | Lepidosauria (avec les squamates et les rhynchocéphales) |

|  | †Palaeagama   |
|  |               |
|  | †Saurosternon |
|  |               |

|  | †Thalattosauria |
|  |                 |
|  | †Ichthyosauria  |
|  |                 |

| Archosauromorpha  | Archosauria (avec les crocodiliens et les oiseaux)       |
|                   | Archosauria (avec les crocodiliens et les oiseaux)       |
| Lepidosauromorpha | Lepidosauria (avec les squamates et les rhynchocéphales) |
|                   | Lepidosauria (avec les squamates et les rhynchocéphales) |

|  | †Thalattosauria |
|  |                 |
|  | †Ichthyosauria  |
|  |                 |

| Archosauromorpha  | Archosauria (avec les crocodiliens et les oiseaux)       |
|                   | Archosauria (avec les crocodiliens et les oiseaux)       |
| Lepidosauromorpha | Lepidosauria (avec les squamates et les rhynchocéphales) |
|                   | Lepidosauria (avec les squamates et les rhynchocéphales) |

|  | †Thalattosauria |
|  |                 |
|  | †Ichthyosauria  |
|  |                 |

| Archosauromorpha  | Archosauria (avec les crocodiliens et les oiseaux)       |
|                   | Archosauria (avec les crocodiliens et les oiseaux)       |
| Lepidosauromorpha | Lepidosauria (avec les squamates et les rhynchocéphales) |
|                   | Lepidosauria (avec les squamates et les rhynchocéphales) |

|  | †Thalattosauria |
|  |                 |
|  | †Ichthyosauria  |
|  |                 |

| Archosauromorpha  | Archosauria (avec les crocodiliens et les oiseaux)       |
|                   | Archosauria (avec les crocodiliens et les oiseaux)       |
| Lepidosauromorpha | Lepidosauria (avec les squamates et les rhynchocéphales) |
|                   | Lepidosauria (avec les squamates et les rhynchocéphales) |

|  | †Palaeagama   |
|  |               |
|  | †Saurosternon |
|  |               |

|  | †Thalattosauria |
|  |                 |
|  | †Ichthyosauria  |
|  |                 |

| Archosauromorpha  | Archosauria (avec les crocodiliens et les oiseaux)       |
|                   | Archosauria (avec les crocodiliens et les oiseaux)       |
| Lepidosauromorpha | Lepidosauria (avec les squamates et les rhynchocéphales) |
|                   | Lepidosauria (avec les squamates et les rhynchocéphales) |

|  | †Thalattosauria |
|  |                 |
|  | †Ichthyosauria  |
|  |                 |

| Archosauromorpha  | Archosauria (avec les crocodiliens et les oiseaux)       |
|                   | Archosauria (avec les crocodiliens et les oiseaux)       |
| Lepidosauromorpha | Lepidosauria (avec les squamates et les rhynchocéphales) |
|                   | Lepidosauria (avec les squamates et les rhynchocéphales) |

|  | †Thalattosauria |
|  |                 |
|  | †Ichthyosauria  |
|  |                 |

| Archosauromorpha  | Archosauria (avec les crocodiliens et les oiseaux)       |
|                   | Archosauria (avec les crocodiliens et les oiseaux)       |
| Lepidosauromorpha | Lepidosauria (avec les squamates et les rhynchocéphales) |
|                   | Lepidosauria (avec les squamates et les rhynchocéphales) |

|  | †Thalattosauria |
|  |                 |
|  | †Ichthyosauria  |
|  |                 |

| Archosauromorpha  | Archosauria (avec les crocodiliens et les oiseaux)       |
|                   | Archosauria (avec les crocodiliens et les oiseaux)       |
| Lepidosauromorpha | Lepidosauria (avec les squamates et les rhynchocéphales) |
|                   | Lepidosauria (avec les squamates et les rhynchocéphales) |

|  | †Palaeagama   |
|  |               |
|  | †Saurosternon |
|  |               |

|  | †Thalattosauria |
|  |                 |
|  | †Ichthyosauria  |
|  |                 |

| Archosauromorpha  | Archosauria (avec les crocodiliens et les oiseaux)       |
|                   | Archosauria (avec les crocodiliens et les oiseaux)       |
| Lepidosauromorpha | Lepidosauria (avec les squamates et les rhynchocéphales) |
|                   | Lepidosauria (avec les squamates et les rhynchocéphales) |

|  | †Thalattosauria |
|  |                 |
|  | †Ichthyosauria  |
|  |                 |

| Archosauromorpha  | Archosauria (avec les crocodiliens et les oiseaux)       |
|                   | Archosauria (avec les crocodiliens et les oiseaux)       |
| Lepidosauromorpha | Lepidosauria (avec les squamates et les rhynchocéphales) |
|                   | Lepidosauria (avec les squamates et les rhynchocéphales) |

|  | †Thalattosauria |
|  |                 |
|  | †Ichthyosauria  |
|  |                 |

| Archosauromorpha  | Archosauria (avec les crocodiliens et les oiseaux)       |
|                   | Archosauria (avec les crocodiliens et les oiseaux)       |
| Lepidosauromorpha | Lepidosauria (avec les squamates et les rhynchocéphales) |
|                   | Lepidosauria (avec les squamates et les rhynchocéphales) |

|  | †Thalattosauria |
|  |                 |
|  | †Ichthyosauria  |
|  |                 |

| Archosauromorpha  | Archosauria (avec les crocodiliens et les oiseaux)       |
|                   | Archosauria (avec les crocodiliens et les oiseaux)       |
| Lepidosauromorpha | Lepidosauria (avec les squamates et les rhynchocéphales) |
|                   | Lepidosauria (avec les squamates et les rhynchocéphales) |

|  | †Palaeagama   |
|  |               |
|  | †Saurosternon |
|  |               |

|  | †Thalattosauria |
|  |                 |
|  | †Ichthyosauria  |
|  |                 |

| Archosauromorpha  | Archosauria (avec les crocodiliens et les oiseaux)       |
|                   | Archosauria (avec les crocodiliens et les oiseaux)       |
| Lepidosauromorpha | Lepidosauria (avec les squamates et les rhynchocéphales) |
|                   | Lepidosauria (avec les squamates et les rhynchocéphales) |

|  | †Thalattosauria |
|  |                 |
|  | †Ichthyosauria  |
|  |                 |

| Archosauromorpha  | Archosauria (avec les crocodiliens et les oiseaux)       |
|                   | Archosauria (avec les crocodiliens et les oiseaux)       |
| Lepidosauromorpha | Lepidosauria (avec les squamates et les rhynchocéphales) |
|                   | Lepidosauria (avec les squamates et les rhynchocéphales) |

|  | †Thalattosauria |
|  |                 |
|  | †Ichthyosauria  |
|  |                 |

| Archosauromorpha  | Archosauria (avec les crocodiliens et les oiseaux)       |
|                   | Archosauria (avec les crocodiliens et les oiseaux)       |
| Lepidosauromorpha | Lepidosauria (avec les squamates et les rhynchocéphales) |
|                   | Lepidosauria (avec les squamates et les rhynchocéphales) |

|  | †Thalattosauria |
|  |                 |
|  | †Ichthyosauria  |
|  |                 |

| Archosauromorpha  | Archosauria (avec les crocodiliens et les oiseaux)       |
|                   | Archosauria (avec les crocodiliens et les oiseaux)       |
| Lepidosauromorpha | Lepidosauria (avec les squamates et les rhynchocéphales) |
|                   | Lepidosauria (avec les squamates et les rhynchocéphales) |

|  | †Palaeagama   |
|  |               |
|  | †Saurosternon |
|  |               |

|  | †Thalattosauria |
|  |                 |
|  | †Ichthyosauria  |
|  |                 |

| Archosauromorpha  | Archosauria (avec les crocodiliens et les oiseaux)       |
|                   | Archosauria (avec les crocodiliens et les oiseaux)       |
| Lepidosauromorpha | Lepidosauria (avec les squamates et les rhynchocéphales) |
|                   | Lepidosauria (avec les squamates et les rhynchocéphales) |

|  | †Thalattosauria |
|  |                 |
|  | †Ichthyosauria  |
|  |                 |

| Archosauromorpha  | Archosauria (avec les crocodiliens et les oiseaux)       |
|                   | Archosauria (avec les crocodiliens et les oiseaux)       |
| Lepidosauromorpha | Lepidosauria (avec les squamates et les rhynchocéphales) |
|                   | Lepidosauria (avec les squamates et les rhynchocéphales) |

|  | †Thalattosauria |
|  |                 |
|  | †Ichthyosauria  |
|  |                 |

| Archosauromorpha  | Archosauria (avec les crocodiliens et les oiseaux)       |
|                   | Archosauria (avec les crocodiliens et les oiseaux)       |
| Lepidosauromorpha | Lepidosauria (avec les squamates et les rhynchocéphales) |
|                   | Lepidosauria (avec les squamates et les rhynchocéphales) |

|  | †Thalattosauria |
|  |                 |
|  | †Ichthyosauria  |
|  |                 |

| Archosauromorpha  | Archosauria (avec les crocodiliens et les oiseaux)       |
|                   | Archosauria (avec les crocodiliens et les oiseaux)       |
| Lepidosauromorpha | Lepidosauria (avec les squamates et les rhynchocéphales) |
|                   | Lepidosauria (avec les squamates et les rhynchocéphales) |

|  | †Palaeagama   |
|  |               |
|  | †Saurosternon |
|  |               |

|  | †Thalattosauria |
|  |                 |
|  | †Ichthyosauria  |
|  |                 |

| Archosauromorpha  | Archosauria (avec les crocodiliens et les oiseaux)       |
|                   | Archosauria (avec les crocodiliens et les oiseaux)       |
| Lepidosauromorpha | Lepidosauria (avec les squamates et les rhynchocéphales) |
|                   | Lepidosauria (avec les squamates et les rhynchocéphales) |

|  | †Thalattosauria |
|  |                 |
|  | †Ichthyosauria  |
|  |                 |

| Archosauromorpha  | Archosauria (avec les crocodiliens et les oiseaux)       |
|                   | Archosauria (avec les crocodiliens et les oiseaux)       |
| Lepidosauromorpha | Lepidosauria (avec les squamates et les rhynchocéphales) |
|                   | Lepidosauria (avec les squamates et les rhynchocéphales) |

|  | †Thalattosauria |
|  |                 |
|  | †Ichthyosauria  |
|  |                 |

| Archosauromorpha  | Archosauria (avec les crocodiliens et les oiseaux)       |
|                   | Archosauria (avec les crocodiliens et les oiseaux)       |
| Lepidosauromorpha | Lepidosauria (avec les squamates et les rhynchocéphales) |
|                   | Lepidosauria (avec les squamates et les rhynchocéphales) |

|  | †Thalattosauria |
|  |                 |
|  | †Ichthyosauria  |
|  |                 |

| Archosauromorpha  | Archosauria (avec les crocodiliens et les oiseaux)       |
|                   | Archosauria (avec les crocodiliens et les oiseaux)       |
| Lepidosauromorpha | Lepidosauria (avec les squamates et les rhynchocéphales) |
|                   | Lepidosauria (avec les squamates et les rhynchocéphales) |

|  | †Palaeagama   |
|  |               |
|  | †Saurosternon |
|  |               |

|  | †Thalattosauria |
|  |                 |
|  | †Ichthyosauria  |
|  |                 |

| Archosauromorpha  | Archosauria (avec les crocodiliens et les oiseaux)       |
|                   | Archosauria (avec les crocodiliens et les oiseaux)       |
| Lepidosauromorpha | Lepidosauria (avec les squamates et les rhynchocéphales) |
|                   | Lepidosauria (avec les squamates et les rhynchocéphales) |

|  | †Thalattosauria |
|  |                 |
|  | †Ichthyosauria  |
|  |                 |

| Archosauromorpha  | Archosauria (avec les crocodiliens et les oiseaux)       |
|                   | Archosauria (avec les crocodiliens et les oiseaux)       |
| Lepidosauromorpha | Lepidosauria (avec les squamates et les rhynchocéphales) |
|                   | Lepidosauria (avec les squamates et les rhynchocéphales) |

|  | †Thalattosauria |
|  |                 |
|  | †Ichthyosauria  |
|  |                 |

| Archosauromorpha  | Archosauria (avec les crocodiliens et les oiseaux)       |
|                   | Archosauria (avec les crocodiliens et les oiseaux)       |
| Lepidosauromorpha | Lepidosauria (avec les squamates et les rhynchocéphales) |
|                   | Lepidosauria (avec les squamates et les rhynchocéphales) |

|  | †Thalattosauria |
|  |                 |
|  | †Ichthyosauria  |
|  |                 |

| Archosauromorpha  | Archosauria (avec les crocodiliens et les oiseaux)       |
|                   | Archosauria (avec les crocodiliens et les oiseaux)       |
| Lepidosauromorpha | Lepidosauria (avec les squamates et les rhynchocéphales) |
|                   | Lepidosauria (avec les squamates et les rhynchocéphales) |

|  | †Palaeagama   |
|  |               |
|  | †Saurosternon |
|  |               |

|  | †Thalattosauria |
|  |                 |
|  | †Ichthyosauria  |
|  |                 |

| Archosauromorpha  | Archosauria (avec les crocodiliens et les oiseaux)       |
|                   | Archosauria (avec les crocodiliens et les oiseaux)       |
| Lepidosauromorpha | Lepidosauria (avec les squamates et les rhynchocéphales) |
|                   | Lepidosauria (avec les squamates et les rhynchocéphales) |

|  | †Thalattosauria |
|  |                 |
|  | †Ichthyosauria  |
|  |                 |

| Archosauromorpha  | Archosauria (avec les crocodiliens et les oiseaux)       |
|                   | Archosauria (avec les crocodiliens et les oiseaux)       |
| Lepidosauromorpha | Lepidosauria (avec les squamates et les rhynchocéphales) |
|                   | Lepidosauria (avec les squamates et les rhynchocéphales) |

|  | †Thalattosauria |
|  |                 |
|  | †Ichthyosauria  |
|  |                 |

| Archosauromorpha  | Archosauria (avec les crocodiliens et les oiseaux)       |
|                   | Archosauria (avec les crocodiliens et les oiseaux)       |
| Lepidosauromorpha | Lepidosauria (avec les squamates et les rhynchocéphales) |
|                   | Lepidosauria (avec les squamates et les rhynchocéphales) |

|  | †Thalattosauria |
|  |                 |
|  | †Ichthyosauria  |
|  |                 |

| Archosauromorpha  | Archosauria (avec les crocodiliens et les oiseaux)       |
|                   | Archosauria (avec les crocodiliens et les oiseaux)       |
| Lepidosauromorpha | Lepidosauria (avec les squamates et les rhynchocéphales) |
|                   | Lepidosauria (avec les squamates et les rhynchocéphales) |

|  | †Palaeagama   |
|  |               |
|  | †Saurosternon |
|  |               |

|  | †Thalattosauria |
|  |                 |
|  | †Ichthyosauria  |
|  |                 |

| Archosauromorpha  | Archosauria (avec les crocodiliens et les oiseaux)       |
|                   | Archosauria (avec les crocodiliens et les oiseaux)       |
| Lepidosauromorpha | Lepidosauria (avec les squamates et les rhynchocéphales) |
|                   | Lepidosauria (avec les squamates et les rhynchocéphales) |

|  | †Thalattosauria |
|  |                 |
|  | †Ichthyosauria  |
|  |                 |

| Archosauromorpha  | Archosauria (avec les crocodiliens et les oiseaux)       |
|                   | Archosauria (avec les crocodiliens et les oiseaux)       |
| Lepidosauromorpha | Lepidosauria (avec les squamates et les rhynchocéphales) |
|                   | Lepidosauria (avec les squamates et les rhynchocéphales) |

|  | †Thalattosauria |
|  |                 |
|  | †Ichthyosauria  |
|  |                 |

| Archosauromorpha  | Archosauria (avec les crocodiliens et les oiseaux)       |
|                   | Archosauria (avec les crocodiliens et les oiseaux)       |
| Lepidosauromorpha | Lepidosauria (avec les squamates et les rhynchocéphales) |
|                   | Lepidosauria (avec les squamates et les rhynchocéphales) |

|  | †Thalattosauria |
|  |                 |
|  | †Ichthyosauria  |
|  |                 |

| Archosauromorpha  | Archosauria (avec les crocodiliens et les oiseaux)       |
|                   | Archosauria (avec les crocodiliens et les oiseaux)       |
| Lepidosauromorpha | Lepidosauria (avec les squamates et les rhynchocéphales) |
|                   | Lepidosauria (avec les squamates et les rhynchocéphales) |

|  | †Palaeagama   |
|  |               |
|  | †Saurosternon |
|  |               |

|  | †Thalattosauria |
|  |                 |
|  | †Ichthyosauria  |
|  |                 |

| Archosauromorpha  | Archosauria (avec les crocodiliens et les oiseaux)       |
|                   | Archosauria (avec les crocodiliens et les oiseaux)       |
| Lepidosauromorpha | Lepidosauria (avec les squamates et les rhynchocéphales) |
|                   | Lepidosauria (avec les squamates et les rhynchocéphales) |

|  | †Thalattosauria |
|  |                 |
|  | †Ichthyosauria  |
|  |                 |

| Archosauromorpha  | Archosauria (avec les crocodiliens et les oiseaux)       |
|                   | Archosauria (avec les crocodiliens et les oiseaux)       |
| Lepidosauromorpha | Lepidosauria (avec les squamates et les rhynchocéphales) |
|                   | Lepidosauria (avec les squamates et les rhynchocéphales) |

|  | †Thalattosauria |
|  |                 |
|  | †Ichthyosauria  |
|  |                 |

| Archosauromorpha  | Archosauria (avec les crocodiliens et les oiseaux)       |
|                   | Archosauria (avec les crocodiliens et les oiseaux)       |
| Lepidosauromorpha | Lepidosauria (avec les squamates et les rhynchocéphales) |
|                   | Lepidosauria (avec les squamates et les rhynchocéphales) |

|  | †Thalattosauria |
|  |                 |
|  | †Ichthyosauria  |
|  |                 |

| Archosauromorpha  | Archosauria (avec les crocodiliens et les oiseaux)       |
|                   | Archosauria (avec les crocodiliens et les oiseaux)       |
| Lepidosauromorpha | Lepidosauria (avec les squamates et les rhynchocéphales) |
|                   | Lepidosauria (avec les squamates et les rhynchocéphales) |

|  | †Palaeagama   |
|  |               |
|  | †Saurosternon |
|  |               |

|  | †Thalattosauria |
|  |                 |
|  | †Ichthyosauria  |
|  |                 |

| Archosauromorpha  | Archosauria (avec les crocodiliens et les oiseaux)       |
|                   | Archosauria (avec les crocodiliens et les oiseaux)       |
| Lepidosauromorpha | Lepidosauria (avec les squamates et les rhynchocéphales) |
|                   | Lepidosauria (avec les squamates et les rhynchocéphales) |

|  | †Thalattosauria |
|  |                 |
|  | †Ichthyosauria  |
|  |                 |

| Archosauromorpha  | Archosauria (avec les crocodiliens et les oiseaux)       |
|                   | Archosauria (avec les crocodiliens et les oiseaux)       |
| Lepidosauromorpha | Lepidosauria (avec les squamates et les rhynchocéphales) |
|                   | Lepidosauria (avec les squamates et les rhynchocéphales) |

|  | †Thalattosauria |
|  |                 |
|  | †Ichthyosauria  |
|  |                 |

| Archosauromorpha  | Archosauria (avec les crocodiliens et les oiseaux)       |
|                   | Archosauria (avec les crocodiliens et les oiseaux)       |
| Lepidosauromorpha | Lepidosauria (avec les squamates et les rhynchocéphales) |
|                   | Lepidosauria (avec les squamates et les rhynchocéphales) |

|  | †Thalattosauria |
|  |                 |
|  | †Ichthyosauria  |
|  |                 |

| Archosauromorpha  | Archosauria (avec les crocodiliens et les oiseaux)       |
|                   | Archosauria (avec les crocodiliens et les oiseaux)       |
| Lepidosauromorpha | Lepidosauria (avec les squamates et les rhynchocéphales) |
|                   | Lepidosauria (avec les squamates et les rhynchocéphales) |

|  | †Palaeagama   |
|  |               |
|  | †Saurosternon |
|  |               |

|  | †Thalattosauria |
|  |                 |
|  | †Ichthyosauria  |
|  |                 |

| Archosauromorpha  | Archosauria (avec les crocodiliens et les oiseaux)       |
|                   | Archosauria (avec les crocodiliens et les oiseaux)       |
| Lepidosauromorpha | Lepidosauria (avec les squamates et les rhynchocéphales) |
|                   | Lepidosauria (avec les squamates et les rhynchocéphales) |

|  | †Thalattosauria |
|  |                 |
|  | †Ichthyosauria  |
|  |                 |

| Archosauromorpha  | Archosauria (avec les crocodiliens et les oiseaux)       |
|                   | Archosauria (avec les crocodiliens et les oiseaux)       |
| Lepidosauromorpha | Lepidosauria (avec les squamates et les rhynchocéphales) |
|                   | Lepidosauria (avec les squamates et les rhynchocéphales) |

|  | †Thalattosauria |
|  |                 |
|  | †Ichthyosauria  |
|  |                 |

| Archosauromorpha  | Archosauria (avec les crocodiliens et les oiseaux)       |
|                   | Archosauria (avec les crocodiliens et les oiseaux)       |
| Lepidosauromorpha | Lepidosauria (avec les squamates et les rhynchocéphales) |
|                   | Lepidosauria (avec les squamates et les rhynchocéphales) |

|  | †Thalattosauria |
|  |                 |
|  | †Ichthyosauria  |
|  |                 |

| Archosauromorpha  | Archosauria (avec les crocodiliens et les oiseaux)       |
|                   | Archosauria (avec les crocodiliens et les oiseaux)       |
| Lepidosauromorpha | Lepidosauria (avec les squamates et les rhynchocéphales) |
|                   | Lepidosauria (avec les squamates et les rhynchocéphales) |

|  | †Palaeagama   |
|  |               |
|  | †Saurosternon |
|  |               |

|  | †Thalattosauria |
|  |                 |
|  | †Ichthyosauria  |
|  |                 |

| Archosauromorpha  | Archosauria (avec les crocodiliens et les oiseaux)       |
|                   | Archosauria (avec les crocodiliens et les oiseaux)       |
| Lepidosauromorpha | Lepidosauria (avec les squamates et les rhynchocéphales) |
|                   | Lepidosauria (avec les squamates et les rhynchocéphales) |

|  | †Thalattosauria |
|  |                 |
|  | †Ichthyosauria  |
|  |                 |

| Archosauromorpha  | Archosauria (avec les crocodiliens et les oiseaux)       |
|                   | Archosauria (avec les crocodiliens et les oiseaux)       |
| Lepidosauromorpha | Lepidosauria (avec les squamates et les rhynchocéphales) |
|                   | Lepidosauria (avec les squamates et les rhynchocéphales) |

|  | †Thalattosauria |
|  |                 |
|  | †Ichthyosauria  |
|  |                 |

| Archosauromorpha  | Archosauria (avec les crocodiliens et les oiseaux)       |
|                   | Archosauria (avec les crocodiliens et les oiseaux)       |
| Lepidosauromorpha | Lepidosauria (avec les squamates et les rhynchocéphales) |
|                   | Lepidosauria (avec les squamates et les rhynchocéphales) |

|  | †Thalattosauria |
|  |                 |
|  | †Ichthyosauria  |
|  |                 |

| Archosauromorpha  | Archosauria (avec les crocodiliens et les oiseaux)       |
|                   | Archosauria (avec les crocodiliens et les oiseaux)       |
| Lepidosauromorpha | Lepidosauria (avec les squamates et les rhynchocéphales) |
|                   | Lepidosauria (avec les squamates et les rhynchocéphales) |

|  | †Palaeagama   |
|  |               |
|  | †Saurosternon |
|  |               |

|  | †Thalattosauria |
|  |                 |
|  | †Ichthyosauria  |
|  |                 |

| Archosauromorpha  | Archosauria (avec les crocodiliens et les oiseaux)       |
|                   | Archosauria (avec les crocodiliens et les oiseaux)       |
| Lepidosauromorpha | Lepidosauria (avec les squamates et les rhynchocéphales) |
|                   | Lepidosauria (avec les squamates et les rhynchocéphales) |

|  | †Thalattosauria |
|  |                 |
|  | †Ichthyosauria  |
|  |                 |

| Archosauromorpha  | Archosauria (avec les crocodiliens et les oiseaux)       |
|                   | Archosauria (avec les crocodiliens et les oiseaux)       |
| Lepidosauromorpha | Lepidosauria (avec les squamates et les rhynchocéphales) |
|                   | Lepidosauria (avec les squamates et les rhynchocéphales) |

|  | †Thalattosauria |
|  |                 |
|  | †Ichthyosauria  |
|  |                 |

| Archosauromorpha  | Archosauria (avec les crocodiliens et les oiseaux)       |
|                   | Archosauria (avec les crocodiliens et les oiseaux)       |
| Lepidosauromorpha | Lepidosauria (avec les squamates et les rhynchocéphales) |
|                   | Lepidosauria (avec les squamates et les rhynchocéphales) |

|  | †Thalattosauria |
|  |                 |
|  | †Ichthyosauria  |
|  |                 |

| Archosauromorpha  | Archosauria (avec les crocodiliens et les oiseaux)       |
|                   | Archosauria (avec les crocodiliens et les oiseaux)       |
| Lepidosauromorpha | Lepidosauria (avec les squamates et les rhynchocéphales) |
|                   | Lepidosauria (avec les squamates et les rhynchocéphales) |

|  | †Palaeagama   |
|  |               |
|  | †Saurosternon |
|  |               |

|  | †Thalattosauria |
|  |                 |
|  | †Ichthyosauria  |
|  |                 |

| Archosauromorpha  | Archosauria (avec les crocodiliens et les oiseaux)       |
|                   | Archosauria (avec les crocodiliens et les oiseaux)       |
| Lepidosauromorpha | Lepidosauria (avec les squamates et les rhynchocéphales) |
|                   | Lepidosauria (avec les squamates et les rhynchocéphales) |

|  | †Thalattosauria |
|  |                 |
|  | †Ichthyosauria  |
|  |                 |

| Archosauromorpha  | Archosauria (avec les crocodiliens et les oiseaux)       |
|                   | Archosauria (avec les crocodiliens et les oiseaux)       |
| Lepidosauromorpha | Lepidosauria (avec les squamates et les rhynchocéphales) |
|                   | Lepidosauria (avec les squamates et les rhynchocéphales) |

|  | †Thalattosauria |
|  |                 |
|  | †Ichthyosauria  |
|  |                 |

| Archosauromorpha  | Archosauria (avec les crocodiliens et les oiseaux)       |
|                   | Archosauria (avec les crocodiliens et les oiseaux)       |
| Lepidosauromorpha | Lepidosauria (avec les squamates et les rhynchocéphales) |
|                   | Lepidosauria (avec les squamates et les rhynchocéphales) |

|  | †Thalattosauria |
|  |                 |
|  | †Ichthyosauria  |
|  |                 |

| Archosauromorpha  | Archosauria (avec les crocodiliens et les oiseaux)       |
|                   | Archosauria (avec les crocodiliens et les oiseaux)       |
| Lepidosauromorpha | Lepidosauria (avec les squamates et les rhynchocéphales) |
|                   | Lepidosauria (avec les squamates et les rhynchocéphales) |

|  | †Palaeagama   |
|  |               |
|  | †Saurosternon |
|  |               |

|  | †Thalattosauria |
|  |                 |
|  | †Ichthyosauria  |
|  |                 |

| Archosauromorpha  | Archosauria (avec les crocodiliens et les oiseaux)       |
|                   | Archosauria (avec les crocodiliens et les oiseaux)       |
| Lepidosauromorpha | Lepidosauria (avec les squamates et les rhynchocéphales) |
|                   | Lepidosauria (avec les squamates et les rhynchocéphales) |

|  | †Thalattosauria |
|  |                 |
|  | †Ichthyosauria  |
|  |                 |

| Archosauromorpha  | Archosauria (avec les crocodiliens et les oiseaux)       |
|                   | Archosauria (avec les crocodiliens et les oiseaux)       |
| Lepidosauromorpha | Lepidosauria (avec les squamates et les rhynchocéphales) |
|                   | Lepidosauria (avec les squamates et les rhynchocéphales) |

|  | †Thalattosauria |
|  |                 |
|  | †Ichthyosauria  |
|  |                 |

| Archosauromorpha  | Archosauria (avec les crocodiliens et les oiseaux)       |
|                   | Archosauria (avec les crocodiliens et les oiseaux)       |
| Lepidosauromorpha | Lepidosauria (avec les squamates et les rhynchocéphales) |
|                   | Lepidosauria (avec les squamates et les rhynchocéphales) |

|  | †Thalattosauria |
|  |                 |
|  | †Ichthyosauria  |
|  |                 |

| Archosauromorpha  | Archosauria (avec les crocodiliens et les oiseaux)       |
|                   | Archosauria (avec les crocodiliens et les oiseaux)       |
| Lepidosauromorpha | Lepidosauria (avec les squamates et les rhynchocéphales) |
|                   | Lepidosauria (avec les squamates et les rhynchocéphales) |

|  | †Palaeagama   |
|  |               |
|  | †Saurosternon |
|  |               |

|  | †Thalattosauria |
|  |                 |
|  | †Ichthyosauria  |
|  |                 |

| Archosauromorpha  | Archosauria (avec les crocodiliens et les oiseaux)       |
|                   | Archosauria (avec les crocodiliens et les oiseaux)       |
| Lepidosauromorpha | Lepidosauria (avec les squamates et les rhynchocéphales) |
|                   | Lepidosauria (avec les squamates et les rhynchocéphales) |

|  | †Thalattosauria |
|  |                 |
|  | †Ichthyosauria  |
|  |                 |

| Archosauromorpha  | Archosauria (avec les crocodiliens et les oiseaux)       |
|                   | Archosauria (avec les crocodiliens et les oiseaux)       |
| Lepidosauromorpha | Lepidosauria (avec les squamates et les rhynchocéphales) |
|                   | Lepidosauria (avec les squamates et les rhynchocéphales) |

|  | †Thalattosauria |
|  |                 |
|  | †Ichthyosauria  |
|  |                 |

| Archosauromorpha  | Archosauria (avec les crocodiliens et les oiseaux)       |
|                   | Archosauria (avec les crocodiliens et les oiseaux)       |
| Lepidosauromorpha | Lepidosauria (avec les squamates et les rhynchocéphales) |
|                   | Lepidosauria (avec les squamates et les rhynchocéphales) |

|  | †Thalattosauria |
|  |                 |
|  | †Ichthyosauria  |
|  |                 |

| Archosauromorpha  | Archosauria (avec les crocodiliens et les oiseaux)       |
|                   | Archosauria (avec les crocodiliens et les oiseaux)       |
| Lepidosauromorpha | Lepidosauria (avec les squamates et les rhynchocéphales) |
|                   | Lepidosauria (avec les squamates et les rhynchocéphales) |

|  | †Palaeagama   |
|  |               |
|  | †Saurosternon |
|  |               |

|  | †Thalattosauria |
|  |                 |
|  | †Ichthyosauria  |
|  |                 |

| Archosauromorpha  | Archosauria (avec les crocodiliens et les oiseaux)       |
|                   | Archosauria (avec les crocodiliens et les oiseaux)       |
| Lepidosauromorpha | Lepidosauria (avec les squamates et les rhynchocéphales) |
|                   | Lepidosauria (avec les squamates et les rhynchocéphales) |

|  | †Thalattosauria |
|  |                 |
|  | †Ichthyosauria  |
|  |                 |

| Archosauromorpha  | Archosauria (avec les crocodiliens et les oiseaux)       |
|                   | Archosauria (avec les crocodiliens et les oiseaux)       |
| Lepidosauromorpha | Lepidosauria (avec les squamates et les rhynchocéphales) |
|                   | Lepidosauria (avec les squamates et les rhynchocéphales) |

|  | †Thalattosauria |
|  |                 |
|  | †Ichthyosauria  |
|  |                 |

| Archosauromorpha  | Archosauria (avec les crocodiliens et les oiseaux)       |
|                   | Archosauria (avec les crocodiliens et les oiseaux)       |
| Lepidosauromorpha | Lepidosauria (avec les squamates et les rhynchocéphales) |
|                   | Lepidosauria (avec les squamates et les rhynchocéphales) |

|  | †Thalattosauria |
|  |                 |
|  | †Ichthyosauria  |
|  |                 |

| Archosauromorpha  | Archosauria (avec les crocodiliens et les oiseaux)       |
|                   | Archosauria (avec les crocodiliens et les oiseaux)       |
| Lepidosauromorpha | Lepidosauria (avec les squamates et les rhynchocéphales) |
|                   | Lepidosauria (avec les squamates et les rhynchocéphales) |

|  | †Palaeagama   |
|  |               |
|  | †Saurosternon |
|  |               |

|  | †Thalattosauria |
|  |                 |
|  | †Ichthyosauria  |
|  |                 |

| Archosauromorpha  | Archosauria (avec les crocodiliens et les oiseaux)       |
|                   | Archosauria (avec les crocodiliens et les oiseaux)       |
| Lepidosauromorpha | Lepidosauria (avec les squamates et les rhynchocéphales) |
|                   | Lepidosauria (avec les squamates et les rhynchocéphales) |

|  | †Thalattosauria |
|  |                 |
|  | †Ichthyosauria  |
|  |                 |

| Archosauromorpha  | Archosauria (avec les crocodiliens et les oiseaux)       |
|                   | Archosauria (avec les crocodiliens et les oiseaux)       |
| Lepidosauromorpha | Lepidosauria (avec les squamates et les rhynchocéphales) |
|                   | Lepidosauria (avec les squamates et les rhynchocéphales) |

|  | †Thalattosauria |
|  |                 |
|  | †Ichthyosauria  |
|  |                 |

| Archosauromorpha  | Archosauria (avec les crocodiliens et les oiseaux)       |
|                   | Archosauria (avec les crocodiliens et les oiseaux)       |
| Lepidosauromorpha | Lepidosauria (avec les squamates et les rhynchocéphales) |
|                   | Lepidosauria (avec les squamates et les rhynchocéphales) |

|  | †Thalattosauria |
|  |                 |
|  | †Ichthyosauria  |
|  |                 |

| Archosauromorpha  | Archosauria (avec les crocodiliens et les oiseaux)       |
|                   | Archosauria (avec les crocodiliens et les oiseaux)       |
| Lepidosauromorpha | Lepidosauria (avec les squamates et les rhynchocéphales) |
|                   | Lepidosauria (avec les squamates et les rhynchocéphales) |

|  | †Palaeagama   |
|  |               |
|  | †Saurosternon |
|  |               |

|  | †Thalattosauria |
|  |                 |
|  | †Ichthyosauria  |
|  |                 |

| Archosauromorpha  | Archosauria (avec les crocodiliens et les oiseaux)       |
|                   | Archosauria (avec les crocodiliens et les oiseaux)       |
| Lepidosauromorpha | Lepidosauria (avec les squamates et les rhynchocéphales) |
|                   | Lepidosauria (avec les squamates et les rhynchocéphales) |

|  | †Thalattosauria |
|  |                 |
|  | †Ichthyosauria  |
|  |                 |

| Archosauromorpha  | Archosauria (avec les crocodiliens et les oiseaux)       |
|                   | Archosauria (avec les crocodiliens et les oiseaux)       |
| Lepidosauromorpha | Lepidosauria (avec les squamates et les rhynchocéphales) |
|                   | Lepidosauria (avec les squamates et les rhynchocéphales) |

|  | †Thalattosauria |
|  |                 |
|  | †Ichthyosauria  |
|  |                 |

| Archosauromorpha  | Archosauria (avec les crocodiliens et les oiseaux)       |
|                   | Archosauria (avec les crocodiliens et les oiseaux)       |
| Lepidosauromorpha | Lepidosauria (avec les squamates et les rhynchocéphales) |
|                   | Lepidosauria (avec les squamates et les rhynchocéphales) |

|  | †Thalattosauria |
|  |                 |
|  | †Ichthyosauria  |
|  |                 |

| Archosauromorpha  | Archosauria (avec les crocodiliens et les oiseaux)       |
|                   | Archosauria (avec les crocodiliens et les oiseaux)       |
| Lepidosauromorpha | Lepidosauria (avec les squamates et les rhynchocéphales) |
|                   | Lepidosauria (avec les squamates et les rhynchocéphales) |

|  | †Palaeagama   |
|  |               |
|  | †Saurosternon |
|  |               |

|  | †Thalattosauria |
|  |                 |
|  | †Ichthyosauria  |
|  |                 |

| Archosauromorpha  | Archosauria (avec les crocodiliens et les oiseaux)       |
|                   | Archosauria (avec les crocodiliens et les oiseaux)       |
| Lepidosauromorpha | Lepidosauria (avec les squamates et les rhynchocéphales) |
|                   | Lepidosauria (avec les squamates et les rhynchocéphales) |

|  | †Thalattosauria |
|  |                 |
|  | †Ichthyosauria  |
|  |                 |

| Archosauromorpha  | Archosauria (avec les crocodiliens et les oiseaux)       |
|                   | Archosauria (avec les crocodiliens et les oiseaux)       |
| Lepidosauromorpha | Lepidosauria (avec les squamates et les rhynchocéphales) |
|                   | Lepidosauria (avec les squamates et les rhynchocéphales) |

|  | †Thalattosauria |
|  |                 |
|  | †Ichthyosauria  |
|  |                 |

| Archosauromorpha  | Archosauria (avec les crocodiliens et les oiseaux)       |
|                   | Archosauria (avec les crocodiliens et les oiseaux)       |
| Lepidosauromorpha | Lepidosauria (avec les squamates et les rhynchocéphales) |
|                   | Lepidosauria (avec les squamates et les rhynchocéphales) |

|  | †Thalattosauria |
|  |                 |
|  | †Ichthyosauria  |
|  |                 |

| Archosauromorpha  | Archosauria (avec les crocodiliens et les oiseaux)       |
|                   | Archosauria (avec les crocodiliens et les oiseaux)       |
| Lepidosauromorpha | Lepidosauria (avec les squamates et les rhynchocéphales) |
|                   | Lepidosauria (avec les squamates et les rhynchocéphales) |

|  | †Palaeagama   |
|  |               |
|  | †Saurosternon |
|  |               |

|  | †Thalattosauria |
|  |                 |
|  | †Ichthyosauria  |
|  |                 |

| Archosauromorpha  | Archosauria (avec les crocodiliens et les oiseaux)       |
|                   | Archosauria (avec les crocodiliens et les oiseaux)       |
| Lepidosauromorpha | Lepidosauria (avec les squamates et les rhynchocéphales) |
|                   | Lepidosauria (avec les squamates et les rhynchocéphales) |

|  | †Thalattosauria |
|  |                 |
|  | †Ichthyosauria  |
|  |                 |

| Archosauromorpha  | Archosauria (avec les crocodiliens et les oiseaux)       |
|                   | Archosauria (avec les crocodiliens et les oiseaux)       |
| Lepidosauromorpha | Lepidosauria (avec les squamates et les rhynchocéphales) |
|                   | Lepidosauria (avec les squamates et les rhynchocéphales) |

|  | †Thalattosauria |
|  |                 |
|  | †Ichthyosauria  |
|  |                 |

| Archosauromorpha  | Archosauria (avec les crocodiliens et les oiseaux)       |
|                   | Archosauria (avec les crocodiliens et les oiseaux)       |
| Lepidosauromorpha | Lepidosauria (avec les squamates et les rhynchocéphales) |
|                   | Lepidosauria (avec les squamates et les rhynchocéphales) |

|  | †Thalattosauria |
|  |                 |
|  | †Ichthyosauria  |
|  |                 |

| Archosauromorpha  | Archosauria (avec les crocodiliens et les oiseaux)       |
|                   | Archosauria (avec les crocodiliens et les oiseaux)       |
| Lepidosauromorpha | Lepidosauria (avec les squamates et les rhynchocéphales) |
|                   | Lepidosauria (avec les squamates et les rhynchocéphales) |

|  | †Palaeagama   |
|  |               |
|  | †Saurosternon |
|  |               |

|  | †Thalattosauria |
|  |                 |
|  | †Ichthyosauria  |
|  |                 |

| Archosauromorpha  | Archosauria (avec les crocodiliens et les oiseaux)       |
|                   | Archosauria (avec les crocodiliens et les oiseaux)       |
| Lepidosauromorpha | Lepidosauria (avec les squamates et les rhynchocéphales) |
|                   | Lepidosauria (avec les squamates et les rhynchocéphales) |

|  | †Thalattosauria |
|  |                 |
|  | †Ichthyosauria  |
|  |                 |

| Archosauromorpha  | Archosauria (avec les crocodiliens et les oiseaux)       |
|                   | Archosauria (avec les crocodiliens et les oiseaux)       |
| Lepidosauromorpha | Lepidosauria (avec les squamates et les rhynchocéphales) |
|                   | Lepidosauria (avec les squamates et les rhynchocéphales) |

|  | †Thalattosauria |
|  |                 |
|  | †Ichthyosauria  |
|  |                 |

| Archosauromorpha  | Archosauria (avec les crocodiliens et les oiseaux)       |
|                   | Archosauria (avec les crocodiliens et les oiseaux)       |
| Lepidosauromorpha | Lepidosauria (avec les squamates et les rhynchocéphales) |
|                   | Lepidosauria (avec les squamates et les rhynchocéphales) |

|  | †Thalattosauria |
|  |                 |
|  | †Ichthyosauria  |
|  |                 |

| Archosauromorpha  | Archosauria (avec les crocodiliens et les oiseaux)       |
|                   | Archosauria (avec les crocodiliens et les oiseaux)       |
| Lepidosauromorpha | Lepidosauria (avec les squamates et les rhynchocéphales) |
|                   | Lepidosauria (avec les squamates et les rhynchocéphales) |

|  | †Palaeagama   |
|  |               |
|  | †Saurosternon |
|  |               |

|  | †Thalattosauria |
|  |                 |
|  | †Ichthyosauria  |
|  |                 |

| Archosauromorpha  | Archosauria (avec les crocodiliens et les oiseaux)       |
|                   | Archosauria (avec les crocodiliens et les oiseaux)       |
| Lepidosauromorpha | Lepidosauria (avec les squamates et les rhynchocéphales) |
|                   | Lepidosauria (avec les squamates et les rhynchocéphales) |

|  | †Thalattosauria |
|  |                 |
|  | †Ichthyosauria  |
|  |                 |

| Archosauromorpha  | Archosauria (avec les crocodiliens et les oiseaux)       |
|                   | Archosauria (avec les crocodiliens et les oiseaux)       |
| Lepidosauromorpha | Lepidosauria (avec les squamates et les rhynchocéphales) |
|                   | Lepidosauria (avec les squamates et les rhynchocéphales) |

|  | †Thalattosauria |
|  |                 |
|  | †Ichthyosauria  |
|  |                 |

| Archosauromorpha  | Archosauria (avec les crocodiliens et les oiseaux)       |
|                   | Archosauria (avec les crocodiliens et les oiseaux)       |
| Lepidosauromorpha | Lepidosauria (avec les squamates et les rhynchocéphales) |
|                   | Lepidosauria (avec les squamates et les rhynchocéphales) |

|  | †Thalattosauria |
|  |                 |
|  | †Ichthyosauria  |
|  |                 |

| Archosauromorpha  | Archosauria (avec les crocodiliens et les oiseaux)       |
|                   | Archosauria (avec les crocodiliens et les oiseaux)       |
| Lepidosauromorpha | Lepidosauria (avec les squamates et les rhynchocéphales) |
|                   | Lepidosauria (avec les squamates et les rhynchocéphales) |

|  | †Palaeagama   |
|  |               |
|  | †Saurosternon |
|  |               |

|  | †Thalattosauria |
|  |                 |
|  | †Ichthyosauria  |
|  |                 |

| Archosauromorpha  | Archosauria (avec les crocodiliens et les oiseaux)       |
|                   | Archosauria (avec les crocodiliens et les oiseaux)       |
| Lepidosauromorpha | Lepidosauria (avec les squamates et les rhynchocéphales) |
|                   | Lepidosauria (avec les squamates et les rhynchocéphales) |

|  | †Thalattosauria |
|  |                 |
|  | †Ichthyosauria  |
|  |                 |

| Archosauromorpha  | Archosauria (avec les crocodiliens et les oiseaux)       |
|                   | Archosauria (avec les crocodiliens et les oiseaux)       |
| Lepidosauromorpha | Lepidosauria (avec les squamates et les rhynchocéphales) |
|                   | Lepidosauria (avec les squamates et les rhynchocéphales) |

|  | †Thalattosauria |
|  |                 |
|  | †Ichthyosauria  |
|  |                 |

| Archosauromorpha  | Archosauria (avec les crocodiliens et les oiseaux)       |
|                   | Archosauria (avec les crocodiliens et les oiseaux)       |
| Lepidosauromorpha | Lepidosauria (avec les squamates et les rhynchocéphales) |
|                   | Lepidosauria (avec les squamates et les rhynchocéphales) |

|  | †Thalattosauria |
|  |                 |
|  | †Ichthyosauria  |
|  |                 |

| Archosauromorpha  | Archosauria (avec les crocodiliens et les oiseaux)       |
|                   | Archosauria (avec les crocodiliens et les oiseaux)       |
| Lepidosauromorpha | Lepidosauria (avec les squamates et les rhynchocéphales) |
|                   | Lepidosauria (avec les squamates et les rhynchocéphales) |

|  | †Palaeagama   |
|  |               |
|  | †Saurosternon |
|  |               |

|  | †Thalattosauria |
|  |                 |
|  | †Ichthyosauria  |
|  |                 |

| Archosauromorpha  | Archosauria (avec les crocodiliens et les oiseaux)       |
|                   | Archosauria (avec les crocodiliens et les oiseaux)       |
| Lepidosauromorpha | Lepidosauria (avec les squamates et les rhynchocéphales) |
|                   | Lepidosauria (avec les squamates et les rhynchocéphales) |

|  | †Thalattosauria |
|  |                 |
|  | †Ichthyosauria  |
|  |                 |

| Archosauromorpha  | Archosauria (avec les crocodiliens et les oiseaux)       |
|                   | Archosauria (avec les crocodiliens et les oiseaux)       |
| Lepidosauromorpha | Lepidosauria (avec les squamates et les rhynchocéphales) |
|                   | Lepidosauria (avec les squamates et les rhynchocéphales) |

|  | †Thalattosauria |
|  |                 |
|  | †Ichthyosauria  |
|  |                 |

| Archosauromorpha  | Archosauria (avec les crocodiliens et les oiseaux)       |
|                   | Archosauria (avec les crocodiliens et les oiseaux)       |
| Lepidosauromorpha | Lepidosauria (avec les squamates et les rhynchocéphales) |
|                   | Lepidosauria (avec les squamates et les rhynchocéphales) |

|  | †Thalattosauria |
|  |                 |
|  | †Ichthyosauria  |
|  |                 |

| Archosauromorpha  | Archosauria (avec les crocodiliens et les oiseaux)       |
|                   | Archosauria (avec les crocodiliens et les oiseaux)       |
| Lepidosauromorpha | Lepidosauria (avec les squamates et les rhynchocéphales) |
|                   | Lepidosauria (avec les squamates et les rhynchocéphales) |

|  | †Palaeagama   |
|  |               |
|  | †Saurosternon |
|  |               |

|  | †Thalattosauria |
|  |                 |
|  | †Ichthyosauria  |
|  |                 |

| Archosauromorpha  | Archosauria (avec les crocodiliens et les oiseaux)       |
|                   | Archosauria (avec les crocodiliens et les oiseaux)       |
| Lepidosauromorpha | Lepidosauria (avec les squamates et les rhynchocéphales) |
|                   | Lepidosauria (avec les squamates et les rhynchocéphales) |

|  | †Thalattosauria |
|  |                 |
|  | †Ichthyosauria  |
|  |                 |

| Archosauromorpha  | Archosauria (avec les crocodiliens et les oiseaux)       |
|                   | Archosauria (avec les crocodiliens et les oiseaux)       |
| Lepidosauromorpha | Lepidosauria (avec les squamates et les rhynchocéphales) |
|                   | Lepidosauria (avec les squamates et les rhynchocéphales) |

|  | †Thalattosauria |
|  |                 |
|  | †Ichthyosauria  |
|  |                 |

| Archosauromorpha  | Archosauria (avec les crocodiliens et les oiseaux)       |
|                   | Archosauria (avec les crocodiliens et les oiseaux)       |
| Lepidosauromorpha | Lepidosauria (avec les squamates et les rhynchocéphales) |
|                   | Lepidosauria (avec les squamates et les rhynchocéphales) |

|  | †Thalattosauria |
|  |                 |
|  | †Ichthyosauria  |
|  |                 |

| Archosauromorpha  | Archosauria (avec les crocodiliens et les oiseaux)       |
|                   | Archosauria (avec les crocodiliens et les oiseaux)       |
| Lepidosauromorpha | Lepidosauria (avec les squamates et les rhynchocéphales) |
|                   | Lepidosauria (avec les squamates et les rhynchocéphales) |

|  | †Palaeagama   |
|  |               |
|  | †Saurosternon |
|  |               |

|  | †Thalattosauria |
|  |                 |
|  | †Ichthyosauria  |
|  |                 |

| Archosauromorpha  | Archosauria (avec les crocodiliens et les oiseaux)       |
|                   | Archosauria (avec les crocodiliens et les oiseaux)       |
| Lepidosauromorpha | Lepidosauria (avec les squamates et les rhynchocéphales) |
|                   | Lepidosauria (avec les squamates et les rhynchocéphales) |

|  | †Thalattosauria |
|  |                 |
|  | †Ichthyosauria  |
|  |                 |

| Archosauromorpha  | Archosauria (avec les crocodiliens et les oiseaux)       |
|                   | Archosauria (avec les crocodiliens et les oiseaux)       |
| Lepidosauromorpha | Lepidosauria (avec les squamates et les rhynchocéphales) |
|                   | Lepidosauria (avec les squamates et les rhynchocéphales) |

|  | †Thalattosauria |
|  |                 |
|  | †Ichthyosauria  |
|  |                 |

| Archosauromorpha  | Archosauria (avec les crocodiliens et les oiseaux)       |
|                   | Archosauria (avec les crocodiliens et les oiseaux)       |
| Lepidosauromorpha | Lepidosauria (avec les squamates et les rhynchocéphales) |
|                   | Lepidosauria (avec les squamates et les rhynchocéphales) |

|  | †Thalattosauria |
|  |                 |
|  | †Ichthyosauria  |
|  |                 |

| Archosauromorpha  | Archosauria (avec les crocodiliens et les oiseaux)       |
|                   | Archosauria (avec les crocodiliens et les oiseaux)       |
| Lepidosauromorpha | Lepidosauria (avec les squamates et les rhynchocéphales) |
|                   | Lepidosauria (avec les squamates et les rhynchocéphales) |

|  | †Palaeagama   |
|  |               |
|  | †Saurosternon |
|  |               |

|  | †Thalattosauria |
|  |                 |
|  | †Ichthyosauria  |
|  |                 |

| Archosauromorpha  | Archosauria (avec les crocodiliens et les oiseaux)       |
|                   | Archosauria (avec les crocodiliens et les oiseaux)       |
| Lepidosauromorpha | Lepidosauria (avec les squamates et les rhynchocéphales) |
|                   | Lepidosauria (avec les squamates et les rhynchocéphales) |

|  | †Thalattosauria |
|  |                 |
|  | †Ichthyosauria  |
|  |                 |

| Archosauromorpha  | Archosauria (avec les crocodiliens et les oiseaux)       |
|                   | Archosauria (avec les crocodiliens et les oiseaux)       |
| Lepidosauromorpha | Lepidosauria (avec les squamates et les rhynchocéphales) |
|                   | Lepidosauria (avec les squamates et les rhynchocéphales) |

|  | †Thalattosauria |
|  |                 |
|  | †Ichthyosauria  |
|  |                 |

| Archosauromorpha  | Archosauria (avec les crocodiliens et les oiseaux)       |
|                   | Archosauria (avec les crocodiliens et les oiseaux)       |
| Lepidosauromorpha | Lepidosauria (avec les squamates et les rhynchocéphales) |
|                   | Lepidosauria (avec les squamates et les rhynchocéphales) |

|  | †Thalattosauria |
|  |                 |
|  | †Ichthyosauria  |
|  |                 |

| Archosauromorpha  | Archosauria (avec les crocodiliens et les oiseaux)       |
|                   | Archosauria (avec les crocodiliens et les oiseaux)       |
| Lepidosauromorpha | Lepidosauria (avec les squamates et les rhynchocéphales) |
|                   | Lepidosauria (avec les squamates et les rhynchocéphales) |

|  | †Palaeagama   |
|  |               |
|  | †Saurosternon |
|  |               |

|  | †Thalattosauria |
|  |                 |
|  | †Ichthyosauria  |
|  |                 |

| Archosauromorpha  | Archosauria (avec les crocodiliens et les oiseaux)       |
|                   | Archosauria (avec les crocodiliens et les oiseaux)       |
| Lepidosauromorpha | Lepidosauria (avec les squamates et les rhynchocéphales) |
|                   | Lepidosauria (avec les squamates et les rhynchocéphales) |

|  | †Thalattosauria |
|  |                 |
|  | †Ichthyosauria  |
|  |                 |

| Archosauromorpha  | Archosauria (avec les crocodiliens et les oiseaux)       |
|                   | Archosauria (avec les crocodiliens et les oiseaux)       |
| Lepidosauromorpha | Lepidosauria (avec les squamates et les rhynchocéphales) |
|                   | Lepidosauria (avec les squamates et les rhynchocéphales) |

|  | †Thalattosauria |
|  |                 |
|  | †Ichthyosauria  |
|  |                 |

| Archosauromorpha  | Archosauria (avec les crocodiliens et les oiseaux)       |
|                   | Archosauria (avec les crocodiliens et les oiseaux)       |
| Lepidosauromorpha | Lepidosauria (avec les squamates et les rhynchocéphales) |
|                   | Lepidosauria (avec les squamates et les rhynchocéphales) |

|  | †Thalattosauria |
|  |                 |
|  | †Ichthyosauria  |
|  |                 |

| Archosauromorpha  | Archosauria (avec les crocodiliens et les oiseaux)       |
|                   | Archosauria (avec les crocodiliens et les oiseaux)       |
| Lepidosauromorpha | Lepidosauria (avec les squamates et les rhynchocéphales) |
|                   | Lepidosauria (avec les squamates et les rhynchocéphales) |

|  | †Palaeagama   |
|  |               |
|  | †Saurosternon |
|  |               |

|  | †Thalattosauria |
|  |                 |
|  | †Ichthyosauria  |
|  |                 |

| Archosauromorpha  | Archosauria (avec les crocodiliens et les oiseaux)       |
|                   | Archosauria (avec les crocodiliens et les oiseaux)       |
| Lepidosauromorpha | Lepidosauria (avec les squamates et les rhynchocéphales) |
|                   | Lepidosauria (avec les squamates et les rhynchocéphales) |

|  | †Thalattosauria |
|  |                 |
|  | †Ichthyosauria  |
|  |                 |

| Archosauromorpha  | Archosauria (avec les crocodiliens et les oiseaux)       |
|                   | Archosauria (avec les crocodiliens et les oiseaux)       |
| Lepidosauromorpha | Lepidosauria (avec les squamates et les rhynchocéphales) |
|                   | Lepidosauria (avec les squamates et les rhynchocéphales) |

|  | †Thalattosauria |
|  |                 |
|  | †Ichthyosauria  |
|  |                 |

| Archosauromorpha  | Archosauria (avec les crocodiliens et les oiseaux)       |
|                   | Archosauria (avec les crocodiliens et les oiseaux)       |
| Lepidosauromorpha | Lepidosauria (avec les squamates et les rhynchocéphales) |
|                   | Lepidosauria (avec les squamates et les rhynchocéphales) |

|  | †Thalattosauria |
|  |                 |
|  | †Ichthyosauria  |
|  |                 |

| Archosauromorpha  | Archosauria (avec les crocodiliens et les oiseaux)       |
|                   | Archosauria (avec les crocodiliens et les oiseaux)       |
| Lepidosauromorpha | Lepidosauria (avec les squamates et les rhynchocéphales) |
|                   | Lepidosauria (avec les squamates et les rhynchocéphales) |

|  | †Palaeagama   |
|  |               |
|  | †Saurosternon |
|  |               |

|  | †Thalattosauria |
|  |                 |
|  | †Ichthyosauria  |
|  |                 |

| Archosauromorpha  | Archosauria (avec les crocodiliens et les oiseaux)       |
|                   | Archosauria (avec les crocodiliens et les oiseaux)       |
| Lepidosauromorpha | Lepidosauria (avec les squamates et les rhynchocéphales) |
|                   | Lepidosauria (avec les squamates et les rhynchocéphales) |

|  | †Thalattosauria |
|  |                 |
|  | †Ichthyosauria  |
|  |                 |

| Archosauromorpha  | Archosauria (avec les crocodiliens et les oiseaux)       |
|                   | Archosauria (avec les crocodiliens et les oiseaux)       |
| Lepidosauromorpha | Lepidosauria (avec les squamates et les rhynchocéphales) |
|                   | Lepidosauria (avec les squamates et les rhynchocéphales) |

|  | †Thalattosauria |
|  |                 |
|  | †Ichthyosauria  |
|  |                 |

| Archosauromorpha  | Archosauria (avec les crocodiliens et les oiseaux)       |
|                   | Archosauria (avec les crocodiliens et les oiseaux)       |
| Lepidosauromorpha | Lepidosauria (avec les squamates et les rhynchocéphales) |
|                   | Lepidosauria (avec les squamates et les rhynchocéphales) |

|  | †Thalattosauria |
|  |                 |
|  | †Ichthyosauria  |
|  |                 |

| Archosauromorpha  | Archosauria (avec les crocodiliens et les oiseaux)       |
|                   | Archosauria (avec les crocodiliens et les oiseaux)       |
| Lepidosauromorpha | Lepidosauria (avec les squamates et les rhynchocéphales) |
|                   | Lepidosauria (avec les squamates et les rhynchocéphales) |

|  | †Palaeagama   |
|  |               |
|  | †Saurosternon |
|  |               |

|  | †Thalattosauria |
|  |                 |
|  | †Ichthyosauria  |
|  |                 |

| Archosauromorpha  | Archosauria (avec les crocodiliens et les oiseaux)       |
|                   | Archosauria (avec les crocodiliens et les oiseaux)       |
| Lepidosauromorpha | Lepidosauria (avec les squamates et les rhynchocéphales) |
|                   | Lepidosauria (avec les squamates et les rhynchocéphales) |

|  | †Thalattosauria |
|  |                 |
|  | †Ichthyosauria  |
|  |                 |

| Archosauromorpha  | Archosauria (avec les crocodiliens et les oiseaux)       |
|                   | Archosauria (avec les crocodiliens et les oiseaux)       |
| Lepidosauromorpha | Lepidosauria (avec les squamates et les rhynchocéphales) |
|                   | Lepidosauria (avec les squamates et les rhynchocéphales) |

|  | †Thalattosauria |
|  |                 |
|  | †Ichthyosauria  |
|  |                 |

| Archosauromorpha  | Archosauria (avec les crocodiliens et les oiseaux)       |
|                   | Archosauria (avec les crocodiliens et les oiseaux)       |
| Lepidosauromorpha | Lepidosauria (avec les squamates et les rhynchocéphales) |
|                   | Lepidosauria (avec les squamates et les rhynchocéphales) |

|  | †Thalattosauria |
|  |                 |
|  | †Ichthyosauria  |
|  |                 |

| Archosauromorpha  | Archosauria (avec les crocodiliens et les oiseaux)       |
|                   | Archosauria (avec les crocodiliens et les oiseaux)       |
| Lepidosauromorpha | Lepidosauria (avec les squamates et les rhynchocéphales) |
|                   | Lepidosauria (avec les squamates et les rhynchocéphales) |

|  | †Palaeagama   |
|  |               |
|  | †Saurosternon |
|  |               |

|  | †Thalattosauria |
|  |                 |
|  | †Ichthyosauria  |
|  |                 |

| Archosauromorpha  | Archosauria (avec les crocodiliens et les oiseaux)       |
|                   | Archosauria (avec les crocodiliens et les oiseaux)       |
| Lepidosauromorpha | Lepidosauria (avec les squamates et les rhynchocéphales) |
|                   | Lepidosauria (avec les squamates et les rhynchocéphales) |

|  | †Thalattosauria |
|  |                 |
|  | †Ichthyosauria  |
|  |                 |

| Archosauromorpha  | Archosauria (avec les crocodiliens et les oiseaux)       |
|                   | Archosauria (avec les crocodiliens et les oiseaux)       |
| Lepidosauromorpha | Lepidosauria (avec les squamates et les rhynchocéphales) |
|                   | Lepidosauria (avec les squamates et les rhynchocéphales) |

|  | †Thalattosauria |
|  |                 |
|  | †Ichthyosauria  |
|  |                 |

| Archosauromorpha  | Archosauria (avec les crocodiliens et les oiseaux)       |
|                   | Archosauria (avec les crocodiliens et les oiseaux)       |
| Lepidosauromorpha | Lepidosauria (avec les squamates et les rhynchocéphales) |
|                   | Lepidosauria (avec les squamates et les rhynchocéphales) |

|  | †Thalattosauria |
|  |                 |
|  | †Ichthyosauria  |
|  |                 |

| Archosauromorpha  | Archosauria (avec les crocodiliens et les oiseaux)       |
|                   | Archosauria (avec les crocodiliens et les oiseaux)       |
| Lepidosauromorpha | Lepidosauria (avec les squamates et les rhynchocéphales) |
|                   | Lepidosauria (avec les squamates et les rhynchocéphales) |

|  | †Palaeagama   |
|  |               |
|  | †Saurosternon |
|  |               |

|  | †Thalattosauria |
|  |                 |
|  | †Ichthyosauria  |
|  |                 |

| Archosauromorpha  | Archosauria (avec les crocodiliens et les oiseaux)       |
|                   | Archosauria (avec les crocodiliens et les oiseaux)       |
| Lepidosauromorpha | Lepidosauria (avec les squamates et les rhynchocéphales) |
|                   | Lepidosauria (avec les squamates et les rhynchocéphales) |

|  | †Thalattosauria |
|  |                 |
|  | †Ichthyosauria  |
|  |                 |

| Archosauromorpha  | Archosauria (avec les crocodiliens et les oiseaux)       |
|                   | Archosauria (avec les crocodiliens et les oiseaux)       |
| Lepidosauromorpha | Lepidosauria (avec les squamates et les rhynchocéphales) |
|                   | Lepidosauria (avec les squamates et les rhynchocéphales) |

|  | †Thalattosauria |
|  |                 |
|  | †Ichthyosauria  |
|  |                 |

| Archosauromorpha  | Archosauria (avec les crocodiliens et les oiseaux)       |
|                   | Archosauria (avec les crocodiliens et les oiseaux)       |
| Lepidosauromorpha | Lepidosauria (avec les squamates et les rhynchocéphales) |
|                   | Lepidosauria (avec les squamates et les rhynchocéphales) |

|  | †Thalattosauria |
|  |                 |
|  | †Ichthyosauria  |
|  |                 |

| Archosauromorpha  | Archosauria (avec les crocodiliens et les oiseaux)       |
|                   | Archosauria (avec les crocodiliens et les oiseaux)       |
| Lepidosauromorpha | Lepidosauria (avec les squamates et les rhynchocéphales) |
|                   | Lepidosauria (avec les squamates et les rhynchocéphales) |

|  | †Palaeagama   |
|  |               |
|  | †Saurosternon |
|  |               |

|  | †Thalattosauria |
|  |                 |
|  | †Ichthyosauria  |
|  |                 |

| Archosauromorpha  | Archosauria (avec les crocodiliens et les oiseaux)       |
|                   | Archosauria (avec les crocodiliens et les oiseaux)       |
| Lepidosauromorpha | Lepidosauria (avec les squamates et les rhynchocéphales) |
|                   | Lepidosauria (avec les squamates et les rhynchocéphales) |

|  | †Thalattosauria |
|  |                 |
|  | †Ichthyosauria  |
|  |                 |

| Archosauromorpha  | Archosauria (avec les crocodiliens et les oiseaux)       |
|                   | Archosauria (avec les crocodiliens et les oiseaux)       |
| Lepidosauromorpha | Lepidosauria (avec les squamates et les rhynchocéphales) |
|                   | Lepidosauria (avec les squamates et les rhynchocéphales) |

|  | †Thalattosauria |
|  |                 |
|  | †Ichthyosauria  |
|  |                 |

| Archosauromorpha  | Archosauria (avec les crocodiliens et les oiseaux)       |
|                   | Archosauria (avec les crocodiliens et les oiseaux)       |
| Lepidosauromorpha | Lepidosauria (avec les squamates et les rhynchocéphales) |
|                   | Lepidosauria (avec les squamates et les rhynchocéphales) |

|  | †Thalattosauria |
|  |                 |
|  | †Ichthyosauria  |
|  |                 |

| Archosauromorpha  | Archosauria (avec les crocodiliens et les oiseaux)       |
|                   | Archosauria (avec les crocodiliens et les oiseaux)       |
| Lepidosauromorpha | Lepidosauria (avec les squamates et les rhynchocéphales) |
|                   | Lepidosauria (avec les squamates et les rhynchocéphales) |

|  | †Palaeagama   |
|  |               |
|  | †Saurosternon |
|  |               |

|  | †Thalattosauria |
|  |                 |
|  | †Ichthyosauria  |
|  |                 |

| Archosauromorpha  | Archosauria (avec les crocodiliens et les oiseaux)       |
|                   | Archosauria (avec les crocodiliens et les oiseaux)       |
| Lepidosauromorpha | Lepidosauria (avec les squamates et les rhynchocéphales) |
|                   | Lepidosauria (avec les squamates et les rhynchocéphales) |

|  | †Thalattosauria |
|  |                 |
|  | †Ichthyosauria  |
|  |                 |

| Archosauromorpha  | Archosauria (avec les crocodiliens et les oiseaux)       |
|                   | Archosauria (avec les crocodiliens et les oiseaux)       |
| Lepidosauromorpha | Lepidosauria (avec les squamates et les rhynchocéphales) |
|                   | Lepidosauria (avec les squamates et les rhynchocéphales) |

|  | †Thalattosauria |
|  |                 |
|  | †Ichthyosauria  |
|  |                 |

| Archosauromorpha  | Archosauria (avec les crocodiliens et les oiseaux)       |
|                   | Archosauria (avec les crocodiliens et les oiseaux)       |
| Lepidosauromorpha | Lepidosauria (avec les squamates et les rhynchocéphales) |
|                   | Lepidosauria (avec les squamates et les rhynchocéphales) |

|  | †Thalattosauria |
|  |                 |
|  | †Ichthyosauria  |
|  |                 |

| Archosauromorpha  | Archosauria (avec les crocodiliens et les oiseaux)       |
|                   | Archosauria (avec les crocodiliens et les oiseaux)       |
| Lepidosauromorpha | Lepidosauria (avec les squamates et les rhynchocéphales) |
|                   | Lepidosauria (avec les squamates et les rhynchocéphales) |

|  | †Palaeagama   |
|  |               |
|  | †Saurosternon |
|  |               |

|  | †Thalattosauria |
|  |                 |
|  | †Ichthyosauria  |
|  |                 |

| Archosauromorpha  | Archosauria (avec les crocodiliens et les oiseaux)       |
|                   | Archosauria (avec les crocodiliens et les oiseaux)       |
| Lepidosauromorpha | Lepidosauria (avec les squamates et les rhynchocéphales) |
|                   | Lepidosauria (avec les squamates et les rhynchocéphales) |

|  | †Thalattosauria |
|  |                 |
|  | †Ichthyosauria  |
|  |                 |

| Archosauromorpha  | Archosauria (avec les crocodiliens et les oiseaux)       |
|                   | Archosauria (avec les crocodiliens et les oiseaux)       |
| Lepidosauromorpha | Lepidosauria (avec les squamates et les rhynchocéphales) |
|                   | Lepidosauria (avec les squamates et les rhynchocéphales) |

|  | †Thalattosauria |
|  |                 |
|  | †Ichthyosauria  |
|  |                 |

| Archosauromorpha  | Archosauria (avec les crocodiliens et les oiseaux)       |
|                   | Archosauria (avec les crocodiliens et les oiseaux)       |
| Lepidosauromorpha | Lepidosauria (avec les squamates et les rhynchocéphales) |
|                   | Lepidosauria (avec les squamates et les rhynchocéphales) |

|  | †Thalattosauria |
|  |                 |
|  | †Ichthyosauria  |
|  |                 |

| Archosauromorpha  | Archosauria (avec les crocodiliens et les oiseaux)       |
|                   | Archosauria (avec les crocodiliens et les oiseaux)       |
| Lepidosauromorpha | Lepidosauria (avec les squamates et les rhynchocéphales) |
|                   | Lepidosauria (avec les squamates et les rhynchocéphales) |

|  | †Palaeagama   |
|  |               |
|  | †Saurosternon |
|  |               |

|  | †Thalattosauria |
|  |                 |
|  | †Ichthyosauria  |
|  |                 |

| Archosauromorpha  | Archosauria (avec les crocodiliens et les oiseaux)       |
|                   | Archosauria (avec les crocodiliens et les oiseaux)       |
| Lepidosauromorpha | Lepidosauria (avec les squamates et les rhynchocéphales) |
|                   | Lepidosauria (avec les squamates et les rhynchocéphales) |

|  | †Thalattosauria |
|  |                 |
|  | †Ichthyosauria  |
|  |                 |

| Archosauromorpha  | Archosauria (avec les crocodiliens et les oiseaux)       |
|                   | Archosauria (avec les crocodiliens et les oiseaux)       |
| Lepidosauromorpha | Lepidosauria (avec les squamates et les rhynchocéphales) |
|                   | Lepidosauria (avec les squamates et les rhynchocéphales) |

|  | †Thalattosauria |
|  |                 |
|  | †Ichthyosauria  |
|  |                 |

| Archosauromorpha  | Archosauria (avec les crocodiliens et les oiseaux)       |
|                   | Archosauria (avec les crocodiliens et les oiseaux)       |
| Lepidosauromorpha | Lepidosauria (avec les squamates et les rhynchocéphales) |
|                   | Lepidosauria (avec les squamates et les rhynchocéphales) |

|  | †Thalattosauria |
|  |                 |
|  | †Ichthyosauria  |
|  |                 |

| Archosauromorpha  | Archosauria (avec les crocodiliens et les oiseaux)       |
|                   | Archosauria (avec les crocodiliens et les oiseaux)       |
| Lepidosauromorpha | Lepidosauria (avec les squamates et les rhynchocéphales) |
|                   | Lepidosauria (avec les squamates et les rhynchocéphales) |

|  | †Palaeagama   |
|  |               |
|  | †Saurosternon |
|  |               |

|  | †Thalattosauria |
|  |                 |
|  | †Ichthyosauria  |
|  |                 |

| Archosauromorpha  | Archosauria (avec les crocodiliens et les oiseaux)       |
|                   | Archosauria (avec les crocodiliens et les oiseaux)       |
| Lepidosauromorpha | Lepidosauria (avec les squamates et les rhynchocéphales) |
|                   | Lepidosauria (avec les squamates et les rhynchocéphales) |

|  | †Thalattosauria |
|  |                 |
|  | †Ichthyosauria  |
|  |                 |

| Archosauromorpha  | Archosauria (avec les crocodiliens et les oiseaux)       |
|                   | Archosauria (avec les crocodiliens et les oiseaux)       |
| Lepidosauromorpha | Lepidosauria (avec les squamates et les rhynchocéphales) |
|                   | Lepidosauria (avec les squamates et les rhynchocéphales) |

|  | †Thalattosauria |
|  |                 |
|  | †Ichthyosauria  |
|  |                 |

| Archosauromorpha  | Archosauria (avec les crocodiliens et les oiseaux)       |
|                   | Archosauria (avec les crocodiliens et les oiseaux)       |
| Lepidosauromorpha | Lepidosauria (avec les squamates et les rhynchocéphales) |
|                   | Lepidosauria (avec les squamates et les rhynchocéphales) |

|  | †Thalattosauria |
|  |                 |
|  | †Ichthyosauria  |
|  |                 |

| Archosauromorpha  | Archosauria (avec les crocodiliens et les oiseaux)       |
|                   | Archosauria (avec les crocodiliens et les oiseaux)       |
| Lepidosauromorpha | Lepidosauria (avec les squamates et les rhynchocéphales) |
|                   | Lepidosauria (avec les squamates et les rhynchocéphales) |

|  | †Palaeagama   |
|  |               |
|  | †Saurosternon |
|  |               |

|  | †Thalattosauria |
|  |                 |
|  | †Ichthyosauria  |
|  |                 |

| Archosauromorpha  | Archosauria (avec les crocodiliens et les oiseaux)       |
|                   | Archosauria (avec les crocodiliens et les oiseaux)       |
| Lepidosauromorpha | Lepidosauria (avec les squamates et les rhynchocéphales) |
|                   | Lepidosauria (avec les squamates et les rhynchocéphales) |

|  | †Thalattosauria |
|  |                 |
|  | †Ichthyosauria  |
|  |                 |

| Archosauromorpha  | Archosauria (avec les crocodiliens et les oiseaux)       |
|                   | Archosauria (avec les crocodiliens et les oiseaux)       |
| Lepidosauromorpha | Lepidosauria (avec les squamates et les rhynchocéphales) |
|                   | Lepidosauria (avec les squamates et les rhynchocéphales) |

|  | †Thalattosauria |
|  |                 |
|  | †Ichthyosauria  |
|  |                 |

| Archosauromorpha  | Archosauria (avec les crocodiliens et les oiseaux)       |
|                   | Archosauria (avec les crocodiliens et les oiseaux)       |
| Lepidosauromorpha | Lepidosauria (avec les squamates et les rhynchocéphales) |
|                   | Lepidosauria (avec les squamates et les rhynchocéphales) |

|  | †Thalattosauria |
|  |                 |
|  | †Ichthyosauria  |
|  |                 |

| Archosauromorpha  | Archosauria (avec les crocodiliens et les oiseaux)       |
|                   | Archosauria (avec les crocodiliens et les oiseaux)       |
| Lepidosauromorpha | Lepidosauria (avec les squamates et les rhynchocéphales) |
|                   | Lepidosauria (avec les squamates et les rhynchocéphales) |

|  | †Palaeagama   |
|  |               |
|  | †Saurosternon |
|  |               |

|  | †Thalattosauria |
|  |                 |
|  | †Ichthyosauria  |
|  |                 |

| Archosauromorpha  | Archosauria (avec les crocodiliens et les oiseaux)       |
|                   | Archosauria (avec les crocodiliens et les oiseaux)       |
| Lepidosauromorpha | Lepidosauria (avec les squamates et les rhynchocéphales) |
|                   | Lepidosauria (avec les squamates et les rhynchocéphales) |

|  | †Thalattosauria |
|  |                 |
|  | †Ichthyosauria  |
|  |                 |

| Archosauromorpha  | Archosauria (avec les crocodiliens et les oiseaux)       |
|                   | Archosauria (avec les crocodiliens et les oiseaux)       |
| Lepidosauromorpha | Lepidosauria (avec les squamates et les rhynchocéphales) |
|                   | Lepidosauria (avec les squamates et les rhynchocéphales) |

|  | †Thalattosauria |
|  |                 |
|  | †Ichthyosauria  |
|  |                 |

| Archosauromorpha  | Archosauria (avec les crocodiliens et les oiseaux)       |
|                   | Archosauria (avec les crocodiliens et les oiseaux)       |
| Lepidosauromorpha | Lepidosauria (avec les squamates et les rhynchocéphales) |
|                   | Lepidosauria (avec les squamates et les rhynchocéphales) |

|  | †Thalattosauria |
|  |                 |
|  | †Ichthyosauria  |
|  |                 |

| Archosauromorpha  | Archosauria (avec les crocodiliens et les oiseaux)       |
|                   | Archosauria (avec les crocodiliens et les oiseaux)       |
| Lepidosauromorpha | Lepidosauria (avec les squamates et les rhynchocéphales) |
|                   | Lepidosauria (avec les squamates et les rhynchocéphales) |

|  | †Palaeagama   |
|  |               |
|  | †Saurosternon |
|  |               |

|  | †Thalattosauria |
|  |                 |
|  | †Ichthyosauria  |
|  |                 |

| Archosauromorpha  | Archosauria (avec les crocodiliens et les oiseaux)       |
|                   | Archosauria (avec les crocodiliens et les oiseaux)       |
| Lepidosauromorpha | Lepidosauria (avec les squamates et les rhynchocéphales) |
|                   | Lepidosauria (avec les squamates et les rhynchocéphales) |

|  | †Thalattosauria |
|  |                 |
|  | †Ichthyosauria  |
|  |                 |

| Archosauromorpha  | Archosauria (avec les crocodiliens et les oiseaux)       |
|                   | Archosauria (avec les crocodiliens et les oiseaux)       |
| Lepidosauromorpha | Lepidosauria (avec les squamates et les rhynchocéphales) |
|                   | Lepidosauria (avec les squamates et les rhynchocéphales) |

|  | †Thalattosauria |
|  |                 |
|  | †Ichthyosauria  |
|  |                 |

| Archosauromorpha  | Archosauria (avec les crocodiliens et les oiseaux)       |
|                   | Archosauria (avec les crocodiliens et les oiseaux)       |
| Lepidosauromorpha | Lepidosauria (avec les squamates et les rhynchocéphales) |
|                   | Lepidosauria (avec les squamates et les rhynchocéphales) |

|  | †Thalattosauria |
|  |                 |
|  | †Ichthyosauria  |
|  |                 |

| Archosauromorpha  | Archosauria (avec les crocodiliens et les oiseaux)       |
|                   | Archosauria (avec les crocodiliens et les oiseaux)       |
| Lepidosauromorpha | Lepidosauria (avec les squamates et les rhynchocéphales) |
|                   | Lepidosauria (avec les squamates et les rhynchocéphales) |

|  | †Palaeagama   |
|  |               |
|  | †Saurosternon |
|  |               |

|  | †Thalattosauria |
|  |                 |
|  | †Ichthyosauria  |
|  |                 |

| Archosauromorpha  | Archosauria (avec les crocodiliens et les oiseaux)       |
|                   | Archosauria (avec les crocodiliens et les oiseaux)       |
| Lepidosauromorpha | Lepidosauria (avec les squamates et les rhynchocéphales) |
|                   | Lepidosauria (avec les squamates et les rhynchocéphales) |

|  | †Thalattosauria |
|  |                 |
|  | †Ichthyosauria  |
|  |                 |

| Archosauromorpha  | Archosauria (avec les crocodiliens et les oiseaux)       |
|                   | Archosauria (avec les crocodiliens et les oiseaux)       |
| Lepidosauromorpha | Lepidosauria (avec les squamates et les rhynchocéphales) |
|                   | Lepidosauria (avec les squamates et les rhynchocéphales) |

|  | †Thalattosauria |
|  |                 |
|  | †Ichthyosauria  |
|  |                 |

| Archosauromorpha  | Archosauria (avec les crocodiliens et les oiseaux)       |
|                   | Archosauria (avec les crocodiliens et les oiseaux)       |
| Lepidosauromorpha | Lepidosauria (avec les squamates et les rhynchocéphales) |
|                   | Lepidosauria (avec les squamates et les rhynchocéphales) |

|  | †Thalattosauria |
|  |                 |
|  | †Ichthyosauria  |
|  |                 |

| Archosauromorpha  | Archosauria (avec les crocodiliens et les oiseaux)       |
|                   | Archosauria (avec les crocodiliens et les oiseaux)       |
| Lepidosauromorpha | Lepidosauria (avec les squamates et les rhynchocéphales) |
|                   | Lepidosauria (avec les squamates et les rhynchocéphales) |

|  | †Palaeagama   |
|  |               |
|  | †Saurosternon |
|  |               |

|  | †Thalattosauria |
|  |                 |
|  | †Ichthyosauria  |
|  |                 |

| Archosauromorpha  | Archosauria (avec les crocodiliens et les oiseaux)       |
|                   | Archosauria (avec les crocodiliens et les oiseaux)       |
| Lepidosauromorpha | Lepidosauria (avec les squamates et les rhynchocéphales) |
|                   | Lepidosauria (avec les squamates et les rhynchocéphales) |

|  | †Thalattosauria |
|  |                 |
|  | †Ichthyosauria  |
|  |                 |

| Archosauromorpha  | Archosauria (avec les crocodiliens et les oiseaux)       |
|                   | Archosauria (avec les crocodiliens et les oiseaux)       |
| Lepidosauromorpha | Lepidosauria (avec les squamates et les rhynchocéphales) |
|                   | Lepidosauria (avec les squamates et les rhynchocéphales) |

|  | †Thalattosauria |
|  |                 |
|  | †Ichthyosauria  |
|  |                 |

| Archosauromorpha  | Archosauria (avec les crocodiliens et les oiseaux)       |
|                   | Archosauria (avec les crocodiliens et les oiseaux)       |
| Lepidosauromorpha | Lepidosauria (avec les squamates et les rhynchocéphales) |
|                   | Lepidosauria (avec les squamates et les rhynchocéphales) |

|  | †Thalattosauria |
|  |                 |
|  | †Ichthyosauria  |
|  |                 |

| Archosauromorpha  | Archosauria (avec les crocodiliens et les oiseaux)       |
|                   | Archosauria (avec les crocodiliens et les oiseaux)       |
| Lepidosauromorpha | Lepidosauria (avec les squamates et les rhynchocéphales) |
|                   | Lepidosauria (avec les squamates et les rhynchocéphales) |

|  | †Palaeagama   |
|  |               |
|  | †Saurosternon |
|  |               |

|  | †Thalattosauria |
|  |                 |
|  | †Ichthyosauria  |
|  |                 |

| Archosauromorpha  | Archosauria (avec les crocodiliens et les oiseaux)       |
|                   | Archosauria (avec les crocodiliens et les oiseaux)       |
| Lepidosauromorpha | Lepidosauria (avec les squamates et les rhynchocéphales) |
|                   | Lepidosauria (avec les squamates et les rhynchocéphales) |

|  | †Thalattosauria |
|  |                 |
|  | †Ichthyosauria  |
|  |                 |

| Archosauromorpha  | Archosauria (avec les crocodiliens et les oiseaux)       |
|                   | Archosauria (avec les crocodiliens et les oiseaux)       |
| Lepidosauromorpha | Lepidosauria (avec les squamates et les rhynchocéphales) |
|                   | Lepidosauria (avec les squamates et les rhynchocéphales) |

|  | †Thalattosauria |
|  |                 |
|  | †Ichthyosauria  |
|  |                 |

| Archosauromorpha  | Archosauria (avec les crocodiliens et les oiseaux)       |
|                   | Archosauria (avec les crocodiliens et les oiseaux)       |
| Lepidosauromorpha | Lepidosauria (avec les squamates et les rhynchocéphales) |
|                   | Lepidosauria (avec les squamates et les rhynchocéphales) |

|  | †Thalattosauria |
|  |                 |
|  | †Ichthyosauria  |
|  |                 |

| Archosauromorpha  | Archosauria (avec les crocodiliens et les oiseaux)       |
|                   | Archosauria (avec les crocodiliens et les oiseaux)       |
| Lepidosauromorpha | Lepidosauria (avec les squamates et les rhynchocéphales) |
|                   | Lepidosauria (avec les squamates et les rhynchocéphales) |

|  | †Palaeagama   |
|  |               |
|  | †Saurosternon |
|  |               |

|  | †Thalattosauria |
|  |                 |
|  | †Ichthyosauria  |
|  |                 |

| Archosauromorpha  | Archosauria (avec les crocodiliens et les oiseaux)       |
|                   | Archosauria (avec les crocodiliens et les oiseaux)       |
| Lepidosauromorpha | Lepidosauria (avec les squamates et les rhynchocéphales) |
|                   | Lepidosauria (avec les squamates et les rhynchocéphales) |

|  | †Thalattosauria |
|  |                 |
|  | †Ichthyosauria  |
|  |                 |

| Archosauromorpha  | Archosauria (avec les crocodiliens et les oiseaux)       |
|                   | Archosauria (avec les crocodiliens et les oiseaux)       |
| Lepidosauromorpha | Lepidosauria (avec les squamates et les rhynchocéphales) |
|                   | Lepidosauria (avec les squamates et les rhynchocéphales) |

|  | †Thalattosauria |
|  |                 |
|  | †Ichthyosauria  |
|  |                 |

| Archosauromorpha  | Archosauria (avec les crocodiliens et les oiseaux)       |
|                   | Archosauria (avec les crocodiliens et les oiseaux)       |
| Lepidosauromorpha | Lepidosauria (avec les squamates et les rhynchocéphales) |
|                   | Lepidosauria (avec les squamates et les rhynchocéphales) |

|  | †Thalattosauria |
|  |                 |
|  | †Ichthyosauria  |
|  |                 |

| Archosauromorpha  | Archosauria (avec les crocodiliens et les oiseaux)       |
|                   | Archosauria (avec les crocodiliens et les oiseaux)       |
| Lepidosauromorpha | Lepidosauria (avec les squamates et les rhynchocéphales) |
|                   | Lepidosauria (avec les squamates et les rhynchocéphales) |

|  | †Palaeagama   |
|  |               |
|  | †Saurosternon |
|  |               |

|  | †Thalattosauria |
|  |                 |
|  | †Ichthyosauria  |
|  |                 |

| Archosauromorpha  | Archosauria (avec les crocodiliens et les oiseaux)       |
|                   | Archosauria (avec les crocodiliens et les oiseaux)       |
| Lepidosauromorpha | Lepidosauria (avec les squamates et les rhynchocéphales) |
|                   | Lepidosauria (avec les squamates et les rhynchocéphales) |

|  | †Thalattosauria |
|  |                 |
|  | †Ichthyosauria  |
|  |                 |

| Archosauromorpha  | Archosauria (avec les crocodiliens et les oiseaux)       |
|                   | Archosauria (avec les crocodiliens et les oiseaux)       |
| Lepidosauromorpha | Lepidosauria (avec les squamates et les rhynchocéphales) |
|                   | Lepidosauria (avec les squamates et les rhynchocéphales) |

|  | †Thalattosauria |
|  |                 |
|  | †Ichthyosauria  |
|  |                 |

| Archosauromorpha  | Archosauria (avec les crocodiliens et les oiseaux)       |
|                   | Archosauria (avec les crocodiliens et les oiseaux)       |
| Lepidosauromorpha | Lepidosauria (avec les squamates et les rhynchocéphales) |
|                   | Lepidosauria (avec les squamates et les rhynchocéphales) |

|  | †Thalattosauria |
|  |                 |
|  | †Ichthyosauria  |
|  |                 |

| Archosauromorpha  | Archosauria (avec les crocodiliens et les oiseaux)       |
|                   | Archosauria (avec les crocodiliens et les oiseaux)       |
| Lepidosauromorpha | Lepidosauria (avec les squamates et les rhynchocéphales) |
|                   | Lepidosauria (avec les squamates et les rhynchocéphales) |

|  | †Palaeagama   |
|  |               |
|  | †Saurosternon |
|  |               |

|  | †Thalattosauria |
|  |                 |
|  | †Ichthyosauria  |
|  |                 |

| Archosauromorpha  | Archosauria (avec les crocodiliens et les oiseaux)       |
|                   | Archosauria (avec les crocodiliens et les oiseaux)       |
| Lepidosauromorpha | Lepidosauria (avec les squamates et les rhynchocéphales) |
|                   | Lepidosauria (avec les squamates et les rhynchocéphales) |

|  | †Thalattosauria |
|  |                 |
|  | †Ichthyosauria  |
|  |                 |

| Archosauromorpha  | Archosauria (avec les crocodiliens et les oiseaux)       |
|                   | Archosauria (avec les crocodiliens et les oiseaux)       |
| Lepidosauromorpha | Lepidosauria (avec les squamates et les rhynchocéphales) |
|                   | Lepidosauria (avec les squamates et les rhynchocéphales) |

|  | †Thalattosauria |
|  |                 |
|  | †Ichthyosauria  |
|  |                 |

| Archosauromorpha  | Archosauria (avec les crocodiliens et les oiseaux)       |
|                   | Archosauria (avec les crocodiliens et les oiseaux)       |
| Lepidosauromorpha | Lepidosauria (avec les squamates et les rhynchocéphales) |
|                   | Lepidosauria (avec les squamates et les rhynchocéphales) |

|  | †Thalattosauria |
|  |                 |
|  | †Ichthyosauria  |
|  |                 |

| Archosauromorpha  | Archosauria (avec les crocodiliens et les oiseaux)       |
|                   | Archosauria (avec les crocodiliens et les oiseaux)       |
| Lepidosauromorpha | Lepidosauria (avec les squamates et les rhynchocéphales) |
|                   | Lepidosauria (avec les squamates et les rhynchocéphales) |

|  | †Palaeagama   |
|  |               |
|  | †Saurosternon |
|  |               |

|  | †Thalattosauria |
|  |                 |
|  | †Ichthyosauria  |
|  |                 |

| Archosauromorpha  | Archosauria (avec les crocodiliens et les oiseaux)       |
|                   | Archosauria (avec les crocodiliens et les oiseaux)       |
| Lepidosauromorpha | Lepidosauria (avec les squamates et les rhynchocéphales) |
|                   | Lepidosauria (avec les squamates et les rhynchocéphales) |

|  | †Thalattosauria |
|  |                 |
|  | †Ichthyosauria  |
|  |                 |

| Archosauromorpha  | Archosauria (avec les crocodiliens et les oiseaux)       |
|                   | Archosauria (avec les crocodiliens et les oiseaux)       |
| Lepidosauromorpha | Lepidosauria (avec les squamates et les rhynchocéphales) |
|                   | Lepidosauria (avec les squamates et les rhynchocéphales) |

|  | †Thalattosauria |
|  |                 |
|  | †Ichthyosauria  |
|  |                 |

| Archosauromorpha  | Archosauria (avec les crocodiliens et les oiseaux)       |
|                   | Archosauria (avec les crocodiliens et les oiseaux)       |
| Lepidosauromorpha | Lepidosauria (avec les squamates et les rhynchocéphales) |
|                   | Lepidosauria (avec les squamates et les rhynchocéphales) |

|  | †Thalattosauria |
|  |                 |
|  | †Ichthyosauria  |
|  |                 |

| Archosauromorpha  | Archosauria (avec les crocodiliens et les oiseaux)       |
|                   | Archosauria (avec les crocodiliens et les oiseaux)       |
| Lepidosauromorpha | Lepidosauria (avec les squamates et les rhynchocéphales) |
|                   | Lepidosauria (avec les squamates et les rhynchocéphales) |

|  | †Palaeagama   |
|  |               |
|  | †Saurosternon |
|  |               |

|  | †Thalattosauria |
|  |                 |
|  | †Ichthyosauria  |
|  |                 |

| Archosauromorpha  | Archosauria (avec les crocodiliens et les oiseaux)       |
|                   | Archosauria (avec les crocodiliens et les oiseaux)       |
| Lepidosauromorpha | Lepidosauria (avec les squamates et les rhynchocéphales) |
|                   | Lepidosauria (avec les squamates et les rhynchocéphales) |

|  | †Thalattosauria |
|  |                 |
|  | †Ichthyosauria  |
|  |                 |

| Archosauromorpha  | Archosauria (avec les crocodiliens et les oiseaux)       |
|                   | Archosauria (avec les crocodiliens et les oiseaux)       |
| Lepidosauromorpha | Lepidosauria (avec les squamates et les rhynchocéphales) |
|                   | Lepidosauria (avec les squamates et les rhynchocéphales) |

|  | †Thalattosauria |
|  |                 |
|  | †Ichthyosauria  |
|  |                 |

| Archosauromorpha  | Archosauria (avec les crocodiliens et les oiseaux)       |
|                   | Archosauria (avec les crocodiliens et les oiseaux)       |
| Lepidosauromorpha | Lepidosauria (avec les squamates et les rhynchocéphales) |
|                   | Lepidosauria (avec les squamates et les rhynchocéphales) |

|  | †Thalattosauria |
|  |                 |
|  | †Ichthyosauria  |
|  |                 |

| Archosauromorpha  | Archosauria (avec les crocodiliens et les oiseaux)       |
|                   | Archosauria (avec les crocodiliens et les oiseaux)       |
| Lepidosauromorpha | Lepidosauria (avec les squamates et les rhynchocéphales) |
|                   | Lepidosauria (avec les squamates et les rhynchocéphales) |

|  | †Palaeagama   |
|  |               |
|  | †Saurosternon |
|  |               |

|  | †Thalattosauria |
|  |                 |
|  | †Ichthyosauria  |
|  |                 |

| Archosauromorpha  | Archosauria (avec les crocodiliens et les oiseaux)       |
|                   | Archosauria (avec les crocodiliens et les oiseaux)       |
| Lepidosauromorpha | Lepidosauria (avec les squamates et les rhynchocéphales) |
|                   | Lepidosauria (avec les squamates et les rhynchocéphales) |

|  | †Thalattosauria |
|  |                 |
|  | †Ichthyosauria  |
|  |                 |

| Archosauromorpha  | Archosauria (avec les crocodiliens et les oiseaux)       |
|                   | Archosauria (avec les crocodiliens et les oiseaux)       |
| Lepidosauromorpha | Lepidosauria (avec les squamates et les rhynchocéphales) |
|                   | Lepidosauria (avec les squamates et les rhynchocéphales) |

|  | †Thalattosauria |
|  |                 |
|  | †Ichthyosauria  |
|  |                 |

| Archosauromorpha  | Archosauria (avec les crocodiliens et les oiseaux)       |
|                   | Archosauria (avec les crocodiliens et les oiseaux)       |
| Lepidosauromorpha | Lepidosauria (avec les squamates et les rhynchocéphales) |
|                   | Lepidosauria (avec les squamates et les rhynchocéphales) |

|  | †Thalattosauria |
|  |                 |
|  | †Ichthyosauria  |
|  |                 |

| Archosauromorpha  | Archosauria (avec les crocodiliens et les oiseaux)       |
|                   | Archosauria (avec les crocodiliens et les oiseaux)       |
| Lepidosauromorpha | Lepidosauria (avec les squamates et les rhynchocéphales) |
|                   | Lepidosauria (avec les squamates et les rhynchocéphales) |

|  | †Palaeagama   |
|  |               |
|  | †Saurosternon |
|  |               |

|  | †Thalattosauria |
|  |                 |
|  | †Ichthyosauria  |
|  |                 |

| Archosauromorpha  | Archosauria (avec les crocodiliens et les oiseaux)       |
|                   | Archosauria (avec les crocodiliens et les oiseaux)       |
| Lepidosauromorpha | Lepidosauria (avec les squamates et les rhynchocéphales) |
|                   | Lepidosauria (avec les squamates et les rhynchocéphales) |

|  | †Thalattosauria |
|  |                 |
|  | †Ichthyosauria  |
|  |                 |

| Archosauromorpha  | Archosauria (avec les crocodiliens et les oiseaux)       |
|                   | Archosauria (avec les crocodiliens et les oiseaux)       |
| Lepidosauromorpha | Lepidosauria (avec les squamates et les rhynchocéphales) |
|                   | Lepidosauria (avec les squamates et les rhynchocéphales) |

|  | †Thalattosauria |
|  |                 |
|  | †Ichthyosauria  |
|  |                 |

| Archosauromorpha  | Archosauria (avec les crocodiliens et les oiseaux)       |
|                   | Archosauria (avec les crocodiliens et les oiseaux)       |
| Lepidosauromorpha | Lepidosauria (avec les squamates et les rhynchocéphales) |
|                   | Lepidosauria (avec les squamates et les rhynchocéphales) |

|  | †Thalattosauria |
|  |                 |
|  | †Ichthyosauria  |
|  |                 |

| Archosauromorpha  | Archosauria (avec les crocodiliens et les oiseaux)       |
|                   | Archosauria (avec les crocodiliens et les oiseaux)       |
| Lepidosauromorpha | Lepidosauria (avec les squamates et les rhynchocéphales) |
|                   | Lepidosauria (avec les squamates et les rhynchocéphales) |

|  | †Palaeagama   |
|  |               |
|  | †Saurosternon |
|  |               |

|  | †Thalattosauria |
|  |                 |
|  | †Ichthyosauria  |
|  |                 |

| Archosauromorpha  | Archosauria (avec les crocodiliens et les oiseaux)       |
|                   | Archosauria (avec les crocodiliens et les oiseaux)       |
| Lepidosauromorpha | Lepidosauria (avec les squamates et les rhynchocéphales) |
|                   | Lepidosauria (avec les squamates et les rhynchocéphales) |

|  | †Thalattosauria |
|  |                 |
|  | †Ichthyosauria  |
|  |                 |

| Archosauromorpha  | Archosauria (avec les crocodiliens et les oiseaux)       |
|                   | Archosauria (avec les crocodiliens et les oiseaux)       |
| Lepidosauromorpha | Lepidosauria (avec les squamates et les rhynchocéphales) |
|                   | Lepidosauria (avec les squamates et les rhynchocéphales) |

|  | †Thalattosauria |
|  |                 |
|  | †Ichthyosauria  |
|  |                 |

| Archosauromorpha  | Archosauria (avec les crocodiliens et les oiseaux)       |
|                   | Archosauria (avec les crocodiliens et les oiseaux)       |
| Lepidosauromorpha | Lepidosauria (avec les squamates et les rhynchocéphales) |
|                   | Lepidosauria (avec les squamates et les rhynchocéphales) |

|  | †Thalattosauria |
|  |                 |
|  | †Ichthyosauria  |
|  |                 |

| Archosauromorpha  | Archosauria (avec les crocodiliens et les oiseaux)       |
|                   | Archosauria (avec les crocodiliens et les oiseaux)       |
| Lepidosauromorpha | Lepidosauria (avec les squamates et les rhynchocéphales) |
|                   | Lepidosauria (avec les squamates et les rhynchocéphales) |

|  | †Palaeagama   |
|  |               |
|  | †Saurosternon |
|  |               |

|  | †Thalattosauria |
|  |                 |
|  | †Ichthyosauria  |
|  |                 |

| Archosauromorpha  | Archosauria (avec les crocodiliens et les oiseaux)       |
|                   | Archosauria (avec les crocodiliens et les oiseaux)       |
| Lepidosauromorpha | Lepidosauria (avec les squamates et les rhynchocéphales) |
|                   | Lepidosauria (avec les squamates et les rhynchocéphales) |

|  | †Thalattosauria |
|  |                 |
|  | †Ichthyosauria  |
|  |                 |

| Archosauromorpha  | Archosauria (avec les crocodiliens et les oiseaux)       |
|                   | Archosauria (avec les crocodiliens et les oiseaux)       |
| Lepidosauromorpha | Lepidosauria (avec les squamates et les rhynchocéphales) |
|                   | Lepidosauria (avec les squamates et les rhynchocéphales) |

|  | †Thalattosauria |
|  |                 |
|  | †Ichthyosauria  |
|  |                 |

| Archosauromorpha  | Archosauria (avec les crocodiliens et les oiseaux)       |
|                   | Archosauria (avec les crocodiliens et les oiseaux)       |
| Lepidosauromorpha | Lepidosauria (avec les squamates et les rhynchocéphales) |
|                   | Lepidosauria (avec les squamates et les rhynchocéphales) |

|  | †Thalattosauria |
|  |                 |
|  | †Ichthyosauria  |
|  |                 |

| Archosauromorpha  | Archosauria (avec les crocodiliens et les oiseaux)       |
|                   | Archosauria (avec les crocodiliens et les oiseaux)       |
| Lepidosauromorpha | Lepidosauria (avec les squamates et les rhynchocéphales) |
|                   | Lepidosauria (avec les squamates et les rhynchocéphales) |

|  | †Palaeagama   |
|  |               |
|  | †Saurosternon |
|  |               |

|  | †Thalattosauria |
|  |                 |
|  | †Ichthyosauria  |
|  |                 |

| Archosauromorpha  | Archosauria (avec les crocodiliens et les oiseaux)       |
|                   | Archosauria (avec les crocodiliens et les oiseaux)       |
| Lepidosauromorpha | Lepidosauria (avec les squamates et les rhynchocéphales) |
|                   | Lepidosauria (avec les squamates et les rhynchocéphales) |

|  | †Thalattosauria |
|  |                 |
|  | †Ichthyosauria  |
|  |                 |

| Archosauromorpha  | Archosauria (avec les crocodiliens et les oiseaux)       |
|                   | Archosauria (avec les crocodiliens et les oiseaux)       |
| Lepidosauromorpha | Lepidosauria (avec les squamates et les rhynchocéphales) |
|                   | Lepidosauria (avec les squamates et les rhynchocéphales) |

|  | †Thalattosauria |
|  |                 |
|  | †Ichthyosauria  |
|  |                 |

| Archosauromorpha  | Archosauria (avec les crocodiliens et les oiseaux)       |
|                   | Archosauria (avec les crocodiliens et les oiseaux)       |
| Lepidosauromorpha | Lepidosauria (avec les squamates et les rhynchocéphales) |
|                   | Lepidosauria (avec les squamates et les rhynchocéphales) |

|  | †Thalattosauria |
|  |                 |
|  | †Ichthyosauria  |
|  |                 |

| Archosauromorpha  | Archosauria (avec les crocodiliens et les oiseaux)       |
|                   | Archosauria (avec les crocodiliens et les oiseaux)       |
| Lepidosauromorpha | Lepidosauria (avec les squamates et les rhynchocéphales) |
|                   | Lepidosauria (avec les squamates et les rhynchocéphales) |

|  | †Palaeagama   |
|  |               |
|  | †Saurosternon |
|  |               |

|  | †Thalattosauria |
|  |                 |
|  | †Ichthyosauria  |
|  |                 |

| Archosauromorpha  | Archosauria (avec les crocodiliens et les oiseaux)       |
|                   | Archosauria (avec les crocodiliens et les oiseaux)       |
| Lepidosauromorpha | Lepidosauria (avec les squamates et les rhynchocéphales) |
|                   | Lepidosauria (avec les squamates et les rhynchocéphales) |

|  | †Thalattosauria |
|  |                 |
|  | †Ichthyosauria  |
|  |                 |

| Archosauromorpha  | Archosauria (avec les crocodiliens et les oiseaux)       |
|                   | Archosauria (avec les crocodiliens et les oiseaux)       |
| Lepidosauromorpha | Lepidosauria (avec les squamates et les rhynchocéphales) |
|                   | Lepidosauria (avec les squamates et les rhynchocéphales) |

|  | †Thalattosauria |
|  |                 |
|  | †Ichthyosauria  |
|  |                 |

| Archosauromorpha  | Archosauria (avec les crocodiliens et les oiseaux)       |
|                   | Archosauria (avec les crocodiliens et les oiseaux)       |
| Lepidosauromorpha | Lepidosauria (avec les squamates et les rhynchocéphales) |
|                   | Lepidosauria (avec les squamates et les rhynchocéphales) |

|  | †Thalattosauria |
|  |                 |
|  | †Ichthyosauria  |
|  |                 |

| Archosauromorpha  | Archosauria (avec les crocodiliens et les oiseaux)       |
|                   | Archosauria (avec les crocodiliens et les oiseaux)       |
| Lepidosauromorpha | Lepidosauria (avec les squamates et les rhynchocéphales) |
|                   | Lepidosauria (avec les squamates et les rhynchocéphales) |

|  | †Palaeagama   |
|  |               |
|  | †Saurosternon |
|  |               |

|  | †Thalattosauria |
|  |                 |
|  | †Ichthyosauria  |
|  |                 |

| Archosauromorpha  | Archosauria (avec les crocodiliens et les oiseaux)       |
|                   | Archosauria (avec les crocodiliens et les oiseaux)       |
| Lepidosauromorpha | Lepidosauria (avec les squamates et les rhynchocéphales) |
|                   | Lepidosauria (avec les squamates et les rhynchocéphales) |

|  | †Thalattosauria |
|  |                 |
|  | †Ichthyosauria  |
|  |                 |

| Archosauromorpha  | Archosauria (avec les crocodiliens et les oiseaux)       |
|                   | Archosauria (avec les crocodiliens et les oiseaux)       |
| Lepidosauromorpha | Lepidosauria (avec les squamates et les rhynchocéphales) |
|                   | Lepidosauria (avec les squamates et les rhynchocéphales) |

|  | †Thalattosauria |
|  |                 |
|  | †Ichthyosauria  |
|  |                 |

| Archosauromorpha  | Archosauria (avec les crocodiliens et les oiseaux)       |
|                   | Archosauria (avec les crocodiliens et les oiseaux)       |
| Lepidosauromorpha | Lepidosauria (avec les squamates et les rhynchocéphales) |
|                   | Lepidosauria (avec les squamates et les rhynchocéphales) |

|  | †Thalattosauria |
|  |                 |
|  | †Ichthyosauria  |
|  |                 |

| Archosauromorpha  | Archosauria (avec les crocodiliens et les oiseaux)       |
|                   | Archosauria (avec les crocodiliens et les oiseaux)       |
| Lepidosauromorpha | Lepidosauria (avec les squamates et les rhynchocéphales) |
|                   | Lepidosauria (avec les squamates et les rhynchocéphales) |

|  | †Palaeagama   |
|  |               |
|  | †Saurosternon |
|  |               |

|  | †Thalattosauria |
|  |                 |
|  | †Ichthyosauria  |
|  |                 |

| Archosauromorpha  | Archosauria (avec les crocodiliens et les oiseaux)       |
|                   | Archosauria (avec les crocodiliens et les oiseaux)       |
| Lepidosauromorpha | Lepidosauria (avec les squamates et les rhynchocéphales) |
|                   | Lepidosauria (avec les squamates et les rhynchocéphales) |

|  | †Thalattosauria |
|  |                 |
|  | †Ichthyosauria  |
|  |                 |

| Archosauromorpha  | Archosauria (avec les crocodiliens et les oiseaux)       |
|                   | Archosauria (avec les crocodiliens et les oiseaux)       |
| Lepidosauromorpha | Lepidosauria (avec les squamates et les rhynchocéphales) |
|                   | Lepidosauria (avec les squamates et les rhynchocéphales) |

|  | †Thalattosauria |
|  |                 |
|  | †Ichthyosauria  |
|  |                 |

| Archosauromorpha  | Archosauria (avec les crocodiliens et les oiseaux)       |
|                   | Archosauria (avec les crocodiliens et les oiseaux)       |
| Lepidosauromorpha | Lepidosauria (avec les squamates et les rhynchocéphales) |
|                   | Lepidosauria (avec les squamates et les rhynchocéphales) |

|  | †Thalattosauria |
|  |                 |
|  | †Ichthyosauria  |
|  |                 |

| Archosauromorpha  | Archosauria (avec les crocodiliens et les oiseaux)       |
|                   | Archosauria (avec les crocodiliens et les oiseaux)       |
| Lepidosauromorpha | Lepidosauria (avec les squamates et les rhynchocéphales) |
|                   | Lepidosauria (avec les squamates et les rhynchocéphales) |

Phylogénie des grands groupes de diapsides actuels (à l'exception des tortues dont la position est incertaine) :
|  | Aves (les oiseaux) |
|  |                    |
|  | Crocodilia         |
|  |                    |

|  | Rhynchocephalia |
|  |                 |
|  | Squamata        |
|  |                 |

|  | Aves (les oiseaux) |
|  |                    |
|  | Crocodilia         |
|  |                    |

|  | Rhynchocephalia |
|  |                 |
|  | Squamata        |
|  |                 |

Note: Sauria est le groupe-couronne des diapsides actuels.